# Bolivia
Bolivia, oficialmente el Estado Plurinacional de Bolivia (en quechua: Puliwya Achka Aylluska Mamallaqta; en aimara: Wuliwya Walja Ayllunakana Marka; en guaraní: Tetã Hetate'ýigua Mborívia), es un país soberano ubicado en la región centro occidental de América del Sur, miembro de la Comunidad Andina, constituido políticamente como un Estado social plurinacional, unitario, descentralizado y con autonomías. El país está organizado en nueve departamentos, ciento doce provincias y trescientos treinta y nueve municipios.
La capital oficial es Sucre, que alberga al órgano judicial, mientras que la sede de Gobierno es la ciudad de La Paz, que ejerce como capital de facto y que alberga a los órganos ejecutivo, legislativo y electoral. La ciudad más poblada es Santa Cruz de la Sierra.
Limita al norte y este con Brasil; al sur con Paraguay y Argentina; y al oeste con Chile y Perú. Es considerado un Estado sin litoral y constitucionalmente mantiene una reclamación territorial a Chile por una salida soberana al océano Pacífico. Sin embargo, tiene un enclave en Perú al sur del puerto de Ilo, denominado Bolivia Mar, consistente en una playa sobre la costa del Pacífico de cinco kilómetros de largo por un kilómetro de ancho de superficie, sin derecho a goce de aguas territoriales o zona económica exclusiva, siendo la única finalidad y privilegio el invertir en turismo vacacional. Su superficie es la sexta más extensa de Latinoamérica y comprende distintos espacios geográficos como la cordillera de los Andes, el Altiplano, la Amazonía, los Llanos de Moxos y el Chaco, siendo uno de los países con mayor biodiversidad en el mundo.
En su territorio, se desarrollaron culturas y civilizaciones prehispánicas importantes, entre estas: Wankarani, Chiripa, Viscachani, Tiahuanaku, Pumapunko la cultura hidráulica de las Lomas, la cultura moxeña y otras que sobreviven hasta la actualidad, como los aimaras, urus, chiquitanos, guaraníes y otros. Los incas conquistaron la tercera parte occidental del actual territorio boliviano y lo denominaron Collasuyo, mientras la otra parte extensa del territorio lo dominaron culturas no andinas de Bolivia. Posteriormente, el Imperio español dominó el territorio política y administrativamente, estableciendo la gobernación o provincia de Charcas (conformado por 27 corregimientos que se agrupaban en Arzobispados tales como el arzobispado de La Plata, La Paz y el de Santa Cruz de la Sierra, todas integradas jurídicamente en la Real Audiencia de Charcas, también se erigieron las gobernaciones misionarias jesuítas de Chiquitos y Moxos. Desde las últimas décadas del siglo XVIII, desde Buenos Aires La Paz y las 3 regiones altiplánicas de Bolivia fueron denominadas coloquialmente como Alto Perú. Posteriormente los corregimientos fueron disueltos y pasaron a ser intendencias, siendo estas las de Chuquisaca, Cochabamba, La Paz, Potosí y Santa Cruz de la Sierra. En 1825 las intendencias se independizaron, iniciando el proyecto de creación del país con la unión de estas  bajo el denominativo coloquial de provincias del Alto Perú, posteriormente el 6 de agosto se establecieron como un país independiente y pasó a llamarse a los pocos días como República Bolívar y después República de Bolivia.
En su actual constitución política, Bolivia se declaró como un país plurinacional al reconocer que en su territorio coexisten varias naciones cuyos orígenes son anteriores a la colonización española.
De acuerdo a los resultados preliminares del censo, realizado en 2024, Bolivia cuenta con una población cercana a 11,3 millones de habitantes. Bolivia es un Estado multiétnico, cuya población incluye personas de orígenes indígenas, mestizos, europeos, asiáticos, árabes y africanos.
El español es el idioma predominante, aunque treinta y seis lenguas indígenas también tienen estatus oficial, entre ellas las más habladas son el quechua, el aimara y el guaraní.
Bolivia es un país en vías de desarrollo de ingreso medio y se encuentra entre los países que más crecimiento económico han tenido en la región sudamericana en la última década. Es miembro fundador de la ONU y de la Comunidad Andina y miembro del FMI, la OEA, la Unasur y el Mercosur.

## Toponimia
El nombre Bolivia es una derivación del apellido paterno del libertador Simón Bolívar. Durante el período virreinal, como parte del virreinato del Río de la Plata, la zona geográfica alta era denominada el Alto Perú oficialmente de nombre Real Audiencia de Charcas en la ciudad de Sucre. Tras la proclamación de la independencia del Imperio español el 6 de agosto de 1825, la Asamblea Deliberante aprobó el 11 del mismo mes la ley de premios y honores a los Libertadores, el primer artículo de esta ley indicaba que el nuevo Estado recibiría el nombre de «República Bolívar». Meses más tarde el nombre fue modificado, sin una resolución de la Asamblea Deliberante, al aceptarse el argumento propuesto por el diputado de Potosí, Presbítero Manuel Martín Cruz, que dijo lo siguiente: «Si de Rómulo, Roma; de Bolívar, Bolivia». La nueva República adoptó oficialmente el nombre de Bolivia el 3 de octubre de 1825.
Bolívar, tras ser designado presidente y protector por la Asamblea Deliberante, rechazando el primero y asumiendo el segundo como encargado supremo del Poder Ejecutivo (protector de la República), bautizó a Bolivia como su «Hija Predilecta» y pronunció la siguiente proclama:

Mi desesperación se aumenta al contemplar la inmensidad de vuestro premio, porque después de haber agotado los talentos, las virtudes, el genio mismo del más grande de los héroes, todavía sería yo indigno de merecer el nombre que habéis querido daros, ¡el mío! ¡Hablaré yo de gratitud, cuando ella no alcanzará jamás a expresar ni débilmente lo que experimento por vuestra bondad que, como la de Dios, pasa todos límites! Sí: sólo Dios tenía potestad para llamar a esa tierra Bolivia...

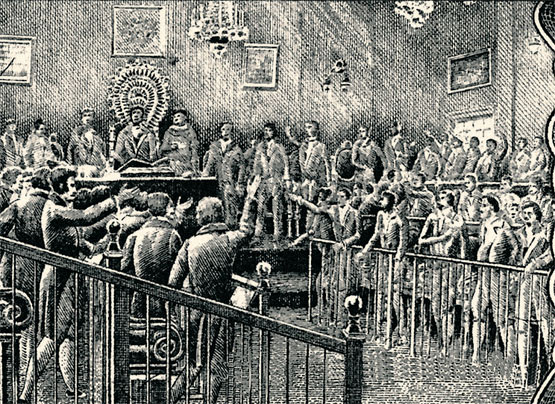
Representación gráfica de la Fundación de Bolivia en la Casa de la Libertad, Sucre.

¿Qué quiere decir Bolivia? Un amor desenfrenado de libertad, que al recibirla vuestro arrobo, no vio nada que fuera igual a su valor. No hallando vuestra embriaguez una demostración adecuada a la vehemencia de sus sentimientos, arrancó vuestro nombre, y dio el mío a todas vuestras generaciones. Esto, que es inaudito en la historia de los siglos, lo es aún más en la de los desprendimientos sublimes. Tal rasgo mostrará a los tiempos que están en el pensamiento del Eterno, lo que anhelabais la posesión de vuestros derechos, que es la posesión de ejercer las virtudes políticas, de adquirir los talentos luminosos, y el goce de ser hombres. Este rasgo, repito, probará que vosotros erais acreedores a obtener la gran bendición del Cielo —la Soberanía del Pueblo— única autoridad legítima de las Naciones"
Simón Bolívar

En 2009, una nueva constitución cambió el nombre oficial del país a «Estado Plurinacional de Bolivia» en reconocimiento de la naturaleza multiétnica del país y la posición mejorada de los pueblos indígenas de Bolivia bajo la nueva constitución.

## Historia

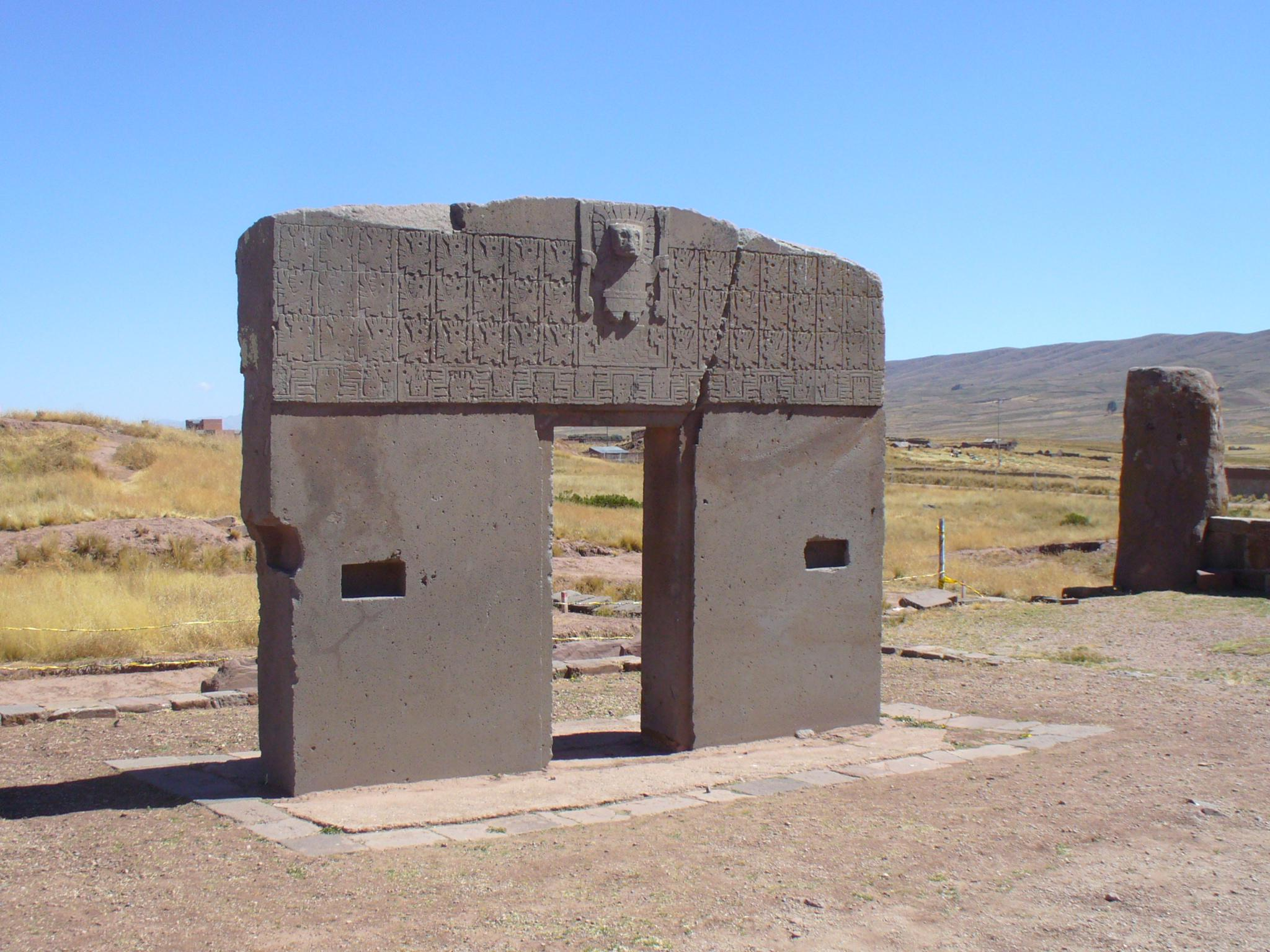
Puerta del Sol, zona arqueológica de la Cultura Tiwanaku.

### Introducción
En el actual territorio boliviano, se desarrollaron a lo largo de la historia antiguas culturas precolombinas como Tiahuanaco, la Cultura Hidráulica de las Lomas y el Imperio incaico. Después, el Imperio español dominó el territorio hasta que el país se independizó en 1825, año a partir del cual adoptó el nombre de Bolivia. Al haber heredado las tradiciones del mestizaje colonial y las culturas precolombinas, es un país multiétnico y pluricultural, rico en la mezcla de tradiciones y folclore de habitantes mestizos, indígenas, blancos descendientes de criollos, afrobolivianos, y en menor proporción, de migrantes europeos y asiáticos.

### Periodo prehispánico
En Bolivia se han hallado evidencias de ocupación humana desde el 12 000 a. C.-10 000 a. C. en el yacimiento de Viscachani. Hasta el 1200 a. C. se desarrollan unas culturas sedentarias en el altiplano. A partir de esta fecha, las culturas Chiripa y Wankarani son las dos más importantes del periodo formativo.
La cultura de Tiwanaku, cerca del lago Titicaca, marca un momento de florecimiento cultural de la zona altiplánica. Para el historiador y arqueólogo Carlos Ponce Sanginés, en torno al 1100 d. C. la sequía continua del lago Titicaca acarrea una baja en la producción agrícola que conduciría a una cruenta guerra civil que traería la disolución de Tiwanaku y la formación de pequeños estados regionales que este investigador identifica con los señoríos aymaras.

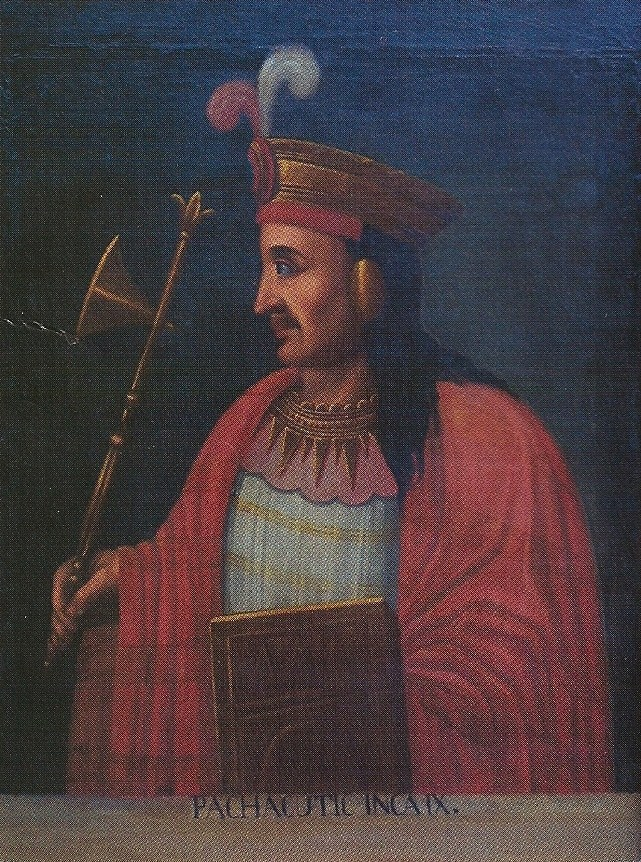
Pachacuti Inca, integró el altiplano aimara al Tahuantinsuyo.

Evidencias de patrones de asentamientos en el valle de Tiahuanaco, encontrados por el arqueólogo boliviano Jordán Albarracín, revelaría la continuidad «Tiwanaku y post-Tiwanaku», posteriormente el estadounidense Janusek J. W. revelaría evidencia cerámica correspondiente a la época de los señoríos aymaras, con una técnica cerámica evidentemente tiahuanacota, dando a entender la disolución del estado tiahuanacota en reinos aymaras, estos «reinos aymaras» habrían heredado la base cultural Aimara de tiahuanaco, posteriormente esta cerámica pasaría un proceso de transición a una cerámica «aymara-señoríos».
Los señoríos aymaras establecerían un dominio regional que abarca partes del sudeste del Perú y oeste de Bolivia, dentro de la organización señorial destacan los reinos: pacajes, collas y lupaqas.
El dominio del Reino Colla de los aymaras perduró hasta 1438, cuando el inca Pachacútec incorpora el altiplano boliviano al Tahuantinsuyo.
Durante períodos posteriores, los incas intentan sin éxito conquistar el oriente boliviano (en general, no incursionaron mucho en la selva con la que limitaba de su vasto imperio), que estaba habitado por etnias de linajes amazónidos (algunos de los cuales tienen ascendencia mixta de migrantes de Oceanía) y pámpidos que eran principalmente cazadoras-recolectoras, destacándose los chanés y guaraníes llamados despectivamente «chiriguanos» por los Incas. En el incanato de Huayna Cápac, se levantan fortalezas para detener el avance de los chiriguanos.
En las regiones orientales de Moxos y Baures, entre los siglos IV a. C. y XIII d. C., se desarrolló la Cultura Hidráulica de las Lomas.

### Conquista española y periodo virreinal

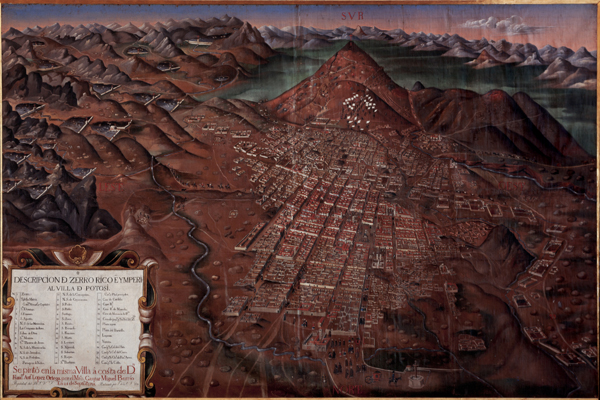
La Villa Imperial de Potosí, fundada en 1545, tuvo gran importancia para el imperio español, la abundante riqueza mineral proveniente del Cerro Rico representaba más de la mitad de la producción mundial de plata durante el período colonial.

El primer europeo en ingresar al actual territorio de Bolivia fue el portugués Alejo García en 1520 al servicio de la Corona de Castilla, quien, después de estar naufrago y varado en la costa sur del actual Brasil, convivió con los indígenas guaraníes enterándose de la leyenda sobre de la «Sierra de la Plata», ávido por lo enterado decidió partir a una expedición que atravesó el Chaco y ascendió por las faldas de Los Andes hasta llegar a Mizque, posteriormente ascendió más hasta llegar a la supuesta sierra de la Plata (Porco), y se apoderó de varias cosas de valor, en su retorno fue muerto tras una emboscada de indios payaguas; este acontecimiento es la noticia que llegó a oídos de Huayna Cápac, acerca de los extraños puruma aucas (bárbaros) vestidos con ropas metálicas (armaduras) y con pelos en la cara (barba) merodeando por el Imperio. El primer español que arribó en estas tierras fue Diego de Almagro, después de partir del Cuzco con el fin de conquistar Chile, recorrió el Altiplano siguiendo el camino del inca. Muerto Almagro, Francisco Pizarro envió a su hermano Gonzalo a conquistar la región del Collasuyo y, junto a 80 hombres españoles y miles de nativos aliados, entre estos los aimaras de la zona del Titicaca, quienes se enfrentaron con los aimaras del Altiplano sur al mando de Tiso Yupanqui en Pocona; Gonzalo, teniendo una victoria sobre los del sur gracias a la alianza de los aimaras de Yupanqui, después de la capitulación, el mismo curaca de los charcas Cumsara, cabecilla también de los yamparas y cara-caras, éste los introdujo hacia el señorío puquina-aimara de los yamparáez (norte de Chuquisaca) y les ofreció que se asienten allí para hacer frente a los ava guaraníes, esto a mediados de 1538. Gonzalo Pizarro, después de organizar su asentamiento en el valle de Chuk'i-chaca, fue informado por los cara-cara sobre la existencia al oeste sobre su señorío, de un cerro de donde ese extraía plata, Pizarro, decidido a explorarlo, tomó posesión del actual cerro de Porco, después de la exploración, fue a concretar su asentamiento en el poblado de Chuk'i-chaca o Chuquiochata erigiendo una capilla (hoy Iglesia de San Lázaro de Sucre), demostrando la importancia de su asentamiento. Se determinó que todas las comarcas del «Pueblo de los Charcas» viniesen a ser la Gobernación o «Provincia de los Charcas» sobre la base de la ex Gobernación de la Nueva Toledo, partiendo con dirección al Cusco para que se le otorgue el permiso de fundación en la zona, pero, circunstancialmente mandan a Pedro Anzúrez de Camporredondo para hacer lo propio y fundar La Plata (actual Sucre) el 16 de abril de 1540, en el poblado de Chuk'i-chaca o Chuquiochata a los pies de los cerros Sica Sica y Churuquella.
Posterior a la fundación de La Plata, se erigió oficialmente la provincia de Charcas, a la cual se adhirió Potosí, que surgió después de la posesión del Cerro Rico en 1545; La Paz, fue fundada en 1548, Santa Cruz en 1561, Cochabamba en 1571, Tarija en 1574 y Oruro en 1606. En 1559 se fundó el tribunal español de la Real Audiencia de Charcas, y su distrito judicial siendo inicialmente los territorios de la provincia de Charcas, pero posteriormente se le incorporaron la gobernación del Tucumán y la de Nueva Andalucía del Río de la Plata en 1566. En 1671 se fundó la Real Audiencia de Buenos Aires, la jurisdicción de esta era la gobernación del Río de la Plata (o Buenos Aires), Paraguay y del Tucumán, pero esta real audiencia se extinguió en 1671, y su distrito judicial fue reintegrada a la Audiencia de Charcas, hasta el restablecimiento de la Audiencia de Buenos Aires en 1785, teniendo como jurisdicción a los territorios ya mencionados.
La conquista española se caracterizó por presentar una base minero-agrícola. La ciudad de Potosí, la más poblada de América en 1574 (120 000 habitantes), se convirtió en un gran centro minero por la explotación de las minas de plata del Cerro Rico de Potosí y en 1611 era la mayor productora de plata del mundo. El rey Carlos I había otorgado a esta ciudad el título de Villa Imperial después de su fundación.
Potosí empezó su decadencia en las últimas décadas del siglo XVIII al quedar la minería de la plata en un estado de estancamiento, como consecuencia del agotamiento de las vetas más ricas, de las anticuadas técnicas de extracción y de la desviación del comercio hacia otros países. Con la llegada de la Casa de Borbón a la Corona española en 1700, se profundiza la institución de la Encomienda para revertir la caída de la economía minera, imponiéndose mayor rigurosidad al trabajo de la mita y al tributo indígena.
Por disposición del rey Carlos III, en 1776 los territorios de las gobernaciones de Buenos Aires, Paraguay, Tucumán, Santa Cruz de la Sierra (perteneciente a la provincia de Charcas y que hasta entonces formaban parte del virreinato del Perú) y el corregimiento de Cuyo (que hasta entonces pertenecía al Reino de Chile), fueron segregados de este virreinato y conformaron virreinato del Río de la Plata, con capital en la ciudad de Buenos Aires.

### Independencia y consolidación de la república
Entre 1779 y 1781 se produjeron levantamientos indígenas a la cabeza de Tomás Katari, Túpac Amaru II y Túpac Katari que se oponían al cobro excesivo de tributos, los abusos de la mita y el desconocimiento de otros derechos. Estos levantamientos fueron controlados por el ejército y la guardia del virreinato.
Las sublevaciones de las ciudades de La Plata (o Charcas, actualmente Sucre, capital de Bolivia) el 25 de mayo de 1809 y La Paz el 16 de julio de 1809 y a causa de las mismas, formaron sus propias juntas de gobiernos provisorios, estas sublevaciones forman parte de las guerras de independencia hispanoamericanas que surgieron tanto en España como en Hispanoamérica después de la invasión napoleónica de España en1808. Ambas juntas fueron disueltas a finales de 1810, el de La Paz (Junta Tuitiva) por José Manuel de Goyeneche durante su campaña militar y el de La Plata (Audiencia Gobernadora) por Vicente Nieto. Desde 1810, a partir de la Revolución de Mayo acaecida en la ciudad de Buenos Aires y adoptando la junta de gobierno provisorio como sistema de gobierno en la sede, al igual que las juntas de gobierno de La Plata y La Paz, fue en respaldo al rey Fernando VII (véase: Máscara de Fernando VII). Los posteriores levantamientos en los pueblos y ciudades que conforman la actual Bolivia, fueron a favor de la Junta de Buenos Aires, desde 1810 se sucedieron hasta 1820 tres expediciones auxiliares argentinas incluyendo la de Ignacio Warnes en la provincia de Santa Cruz de la Sierra; pese a esto y a los esfuerzos de las comandancia regionales o republiquetas (siendo la más exitosa en este sentido la republiqueta de Ayopaya), los realistas disputaron tenazmente el control hasta la muerte de Pedro Antonio Olañeta (nombrado último virrey post mortem del Río de la Plata).
En 10 de julio de 1825, inició el proceso fundacional del país mediante varias sesiones y debates por la Asamblea General de Diputados de las Provincias del Alto Perú, existiendo dos corrientes: el anexionista (unión al Perú o a Buenos Aires) y el autonomista. El 28 de julio finalizó las discusiones sobre las corrientes, y se dio la votación con tres opciones: anexión al Gobierno de Buenos Aires, anexión a la República del Perú, y la independencia absoluta —las provincias formen una república; la primera opción no tuvo voto alguno, la segunda opción obtuvo dos votos de diputados paceños, y la última opción obtuvo el voto mayoritario. El 3 de agosto el acta fundacional ya estaba redactada, si bien se tenía previsto hacer el acto de fundación el mismo día, se optó por llevarse a cabo dentro de tres días, esto para conmemorar el aniversario de la victoria de Simón Bolívar en la batalla de Junín en el Perú. El 6 de agosto de 1825, se llevó a cabo el acto fundacional, declarándose oficialmente independiente bajo el nombre de Estado del Alto Perú, tras un debate, el 11 de agosto adopta el nombre de República de Bolívar que fue cambiado el 3 de octubre por República de Bolivia.

"El mundo sabe que el Alto Perú ha sido, en el continente americano, el ara donde se vitió la primera sangre de los libres y la tierra, donde existe la tumba del último de los tiranos... La representación soberana de las provincias del Alto Perú, profundamente penetrada del grandor e inmenso peso de su responsabilidad para con el cielo y con la tierra, en el acto de pronunciar la futura suerte de sus comitentes, despojándose en las aras de la justicia de todo espíritu de parcialidad, interés y miras privadas; habiendo implorado, llena de sumisión y respetuoso ardor, la paternal asistencia del Hacedor santo del orbe, y tranquila en lo íntimo de su conciencia por la buena fe, detención, justicia, moderación y profundas meditaciones que presiden a la presente resolución, declara solamente a nombre y absoluto poder sus dignos representados: Que ha llegado el venturoso día en que los inalterables y ardientes votos del Alto Perú, por emanciparse del poder injusto, opresor, y miserable del Rey Fernando VII, corroborados con la sangre de sus hijos, consten con la solemnidad y autenticidad que al presente, y que cese para con esta privilegiada región la condición degradante de Colonia de la España junto con toda dependencia, tanto de ella, como de su actual y posteriores monarcas: que en consecuencia, y siendo al mismo tiempo interesante a su dicha, no asociarse a ninguna de las repúblicas vecinas, se erigen un Estado soberano e independiente de todas naciones, tanto del viejo como del nuevo mundo; y los departamentos del Alto Perú, firmes y unánimes en esta tan justa y magnánima resolución, protestan a la faz de la tierra entera, que su voluntad irrevocable es gobernarse por sí mismos, y ser regidos por la constitución, leyes y autoridades que ellos propios se diesen y creyense más conducentes a su futura felicidad en clase de nación, y el sostén inalterable de su santa religión Católica, y de los sacrosantos derechos de honor vida, libertad, propiedad y seguridad."
José Mariano Serrano

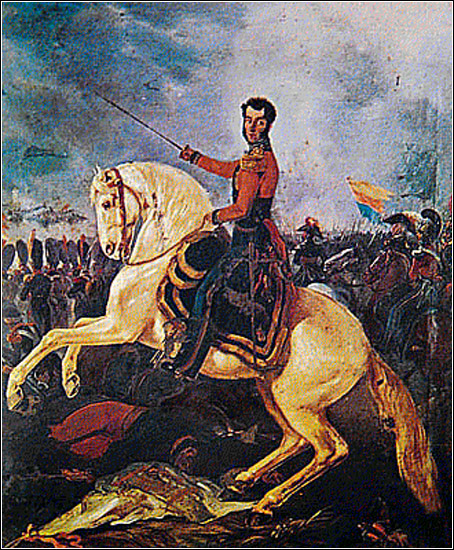
Antonio José de Sucre en la batalla de Ayacucho.

En 1826 el libertador Simón Bolívar otorgó al país la primera Constitución, que fue aprobada por el Congreso de Chuquisaca. Posteriormente, Antonio José de Sucre, Gran Mariscal de Ayacucho, fue elegido a finales de año como presidente de la República de Bolivia.

El General Sucre es el Padre de Ayacucho: es el redentor de los hijos del Sol; 
es el que ha roto las cadenas con que envolvió Pizarro el imperio de los Incas.
La posteridad representará a Sucre con un pie en el Pichincha y el otro en el Potosí, 
llevando en sus manos la cuna de Manco-Capac
y contemplando las cadenas del Perú rotas por su espada.
Simón Bolívar

Desde su emancipación, Bolivia se sumergió en un estado crónico de revoluciones y guerras civiles. Los primeros cincuenta años de la República se caracterizaron por la inestabilidad política y por constantes amenazas externas que ponían en riesgo su independencia, soberanía e integridad territorial. En 1825, meses antes de la fundación del país, el gobernador de la provincia de Chiquitos, solicitó al gobernador de Mato Grosso, el apoyo brasileño proponiendo la anexión de provincia al Imperio del Brasil. En abril 400 soldados brasileños ocuparon Chiquitos, y se envió una carta a Antonio José de Sucre sobre la anexión, el 11 de mayo el mariscal Sucre envió un ultimátum, amenazando con enviar al Ejército libertador a expulsar a los invasores. Los brasileños se retiraron a fin de mes, mientras que el rey del Brasil, recién tomó conocimiento del suceso en agosto y repudió las intenciones del gobernador de Mato Grosso. Posteriormente, se produjo la invasión de tropas peruanas de 1828, lideradas por Agustín Gamarra y cuyo objetivo principal era forzar la salida de las tropas de la Gran Colombia. El conflicto concluyó con el Tratado de Piquiza y la retirada peruana de suelo boliviano tras lograr la renuncia del presidente Sucre y la instauración de un gobierno sin influencia bolivariana.

### Santa Cruz y la Confederación Perú-Boliviana

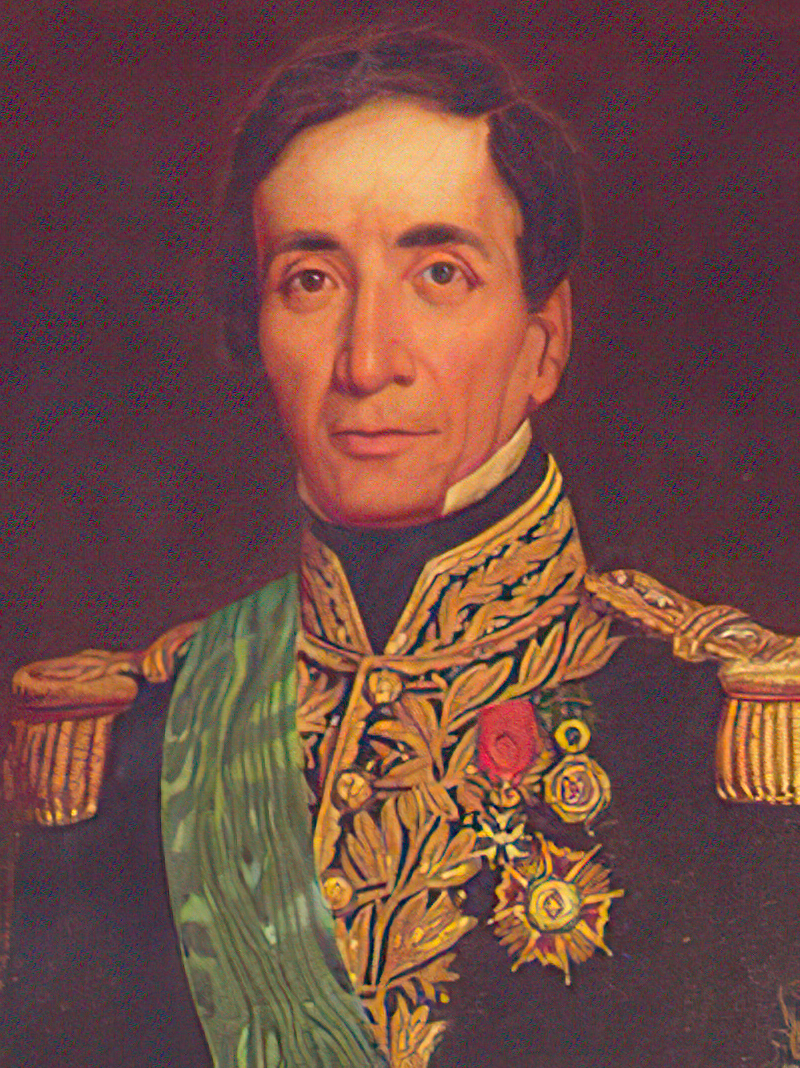
Mariscal Andrés de Santa Cruz, héroe nacional, 7.º presidente de Bolivia.

En 1829, tras el fin de influencia colombiana en Bolivia, y ante la amenaza de la anarquía, el Congreso lleva al poder al primer presidente indígena de Bolivia, Andrés de Santa Cruz, nacido en La Paz, y mariscal de Zepita (título otorgado por el gobierno peruano, de cuyo país fue presidente del Consejo de Gobierno entre 1826 y 1827).
Santa Cruz juró la Presidencia provisional de Bolivia el 24 de |mayo de 1829; ese mismo día promulgó una ley de amnistía y derogó la Constitución Vitalicia de 1826. Santa Cruz fue el principal forjador y organizador del Estado boliviano, impulsó una serie de medidas reformistas, pacificó el país, reorganizó el Ejército boliviano, reestructuró las maltrechas finanzas e hizo mejoras en el campo económico y educativo.
Bajo la bonanza boliviana es que, en 1837, se conforma la Confederación Perú-Boliviana, que reunificaba a Perú y Bolivia, teniendo al mariscal Santa Cruz como su protector (según una carta suya de 1829, tenía ya claro el sueño de convertir a Bolivia en la Macedonia de América del Sur, buscando reunificar el mundo andino; en 1829 se había casado con la dama cuzqueña Francisca Cernadas).
La Confederación Perú-Boliviana no logra consolidarse debido a que principalmente Chile, además de la Confederación Argentina y grupos no mayoritarios tanto de peruanos (en el exilio y contrarios al proyecto) como de bolivianos respaldados por grupos económicos de Chuquisaca (ciudad que planteaba una rivalidad comercial a La Paz) quienes se interponen, desatando la Guerra contra la Confederación Perú-Boliviana. En la primera fase de la guerra, la Confederación sale victoriosa obligando a capitular el ejército chileno (ver Tratado de Paucarpata), pero en la segunda fase, el ejército confederado es derrotado en la Batalla de Yungay, situación que define la disolución de la Confederación y el derrocamiento de Santa Cruz en 1839. En el frente sur, el ejército boliviano, bajo el mando del general Otto Philipp Braun derrota a la Confederación Argentina en la batalla de Montenegro, logrando su retirada.
Tras la desaparición de la Confederación Perú-Boliviana, Bolivia vivió un período de anarquía y enfrentamientos políticos entre partidarios y contrarios de la unión con el Perú. El presidente peruano Agustín Gamarra, ideólogo de la anexión de Bolivia al Perú, aprovechándose de la situación decidió invadir territorio boliviano llegando a ocupar varias zonas del departamento de La Paz. Ante esta circunstancia, José Ballivián, estando en Perú, reunió a una pequeña tropa de rebeldes, intentó penetrar Bolivia por La Paz pero se interpuso su enemigo Manuel Isidoro Belzu, que se enfrenta a Ballivián y termina venciendo, Ballivián decide unirse a Gamarra para invadir Bolivia, pero este debía ayudarlo a derrotar a Belzu.
Con Gamarra y su ejército en el territorio boliviano, José Miguel de Velasco sería convocado para afrontar la situación y fue proclamado por sus seguidores como presidente y se acantonó en Cochabamba, Balliviá fue proclamado presidente por sus seguidores en La Paz, mientras que el legítimo, Mariano Enrique Calvo, estaba en Sucre. Ballivián se desengañó de las ofertas incumplidas por Gamarra, y decide buscar ayuda para formar un ejército, puesto a que comandaba una pequeña tropa novata y desorganizada. Velasco conocido como el Republicano, siendo enemigo de Ballivián, decide unirse ante un enemigo común, y cede su ejército superior y veterano a Ballivián.
El 18 de noviembre de 1841 acaeció la batalla de Ingavi, en la que el ejército boliviano derrota a las tropas peruanas de Gamarra (muerto en la batalla). Tras la victoria, Bolivia invade al Perú, se abren entonces diversos frentes de lucha en el sur peruano. El Ejército boliviano no contaba con tropas suficientes para mantener la ocupación. En la batalla de Tarapacá, montoneros peruanos formados por el mayor Juan Buendía, derrotaron el 7 de enero de 1842 al destacamento dirigido por el coronel José María García, quien muere en el enfrentamiento. Así, las tropas bolivianas desocupan Tacna, Arica y Tarapacá en febrero de 1842, replegándose hacia Moquegua y Puno.

Los combates de Motoni y Orurillo expulsan e inician posteriormente la retirada de las fuerzas bolivianas que ocuparon territorio peruano, amenazando nuevamente a Bolivia de sufrir una invasión. Tras ello se firma el Tratado de Puno.

### Litigios territoriales, guerra del Pacífico y guerra del Acre

Pérdidas territoriales de Bolivia según la historiografía oficial.

Como sucedió con la mayoría de países que se independizaron de España, desde su fundación, Bolivia mantuvo litigios territoriales con todos sus vecinos, mismos que implicaron la persistencia de conflictos que en el caso de Chile y Brasil se dirimieron mediante conflictos bélicos.
En el caso de Chile, los intentos diplomáticos de solucionar los litigios territoriales se tradujeron en la firma de los tratados de 1866 y 1874, en relación con el desierto de Atacama, rico en yacimientos de nitratos de sodio y de cobre. En ellos se adoptó como línea limítrofe entre ambos países el paralelo 24° de latitud sur. Además, se otorgaron diversos derechos arancelarios y concesiones mineras a empresarios chilenos en la zona. Estas últimas disposiciones originaron un conflicto posterior cuando las autoridades bolivianas decidieron aplicar un mayor impuesto arancelario por extracción de salitre a las compañías salitreras de capital chileno-británico. El 14 de febrero de 1879, Chile invadió Antofagasta, iniciándose la denominada guerra del Pacífico en la que Bolivia y Perú se confrontaron con Chile y cuyo desenlace fue la pérdida total por parte de Bolivia de su litoral, quedándose desde entonces sin un acceso soberano al mar. El litoral boliviano abarcaba alrededor de 158 000 km² e incluía como principales poblaciones a Antofagasta, Mejillones, Cobija y Tocopilla. Con el tratado de 1904, Bolivia perdió todo derecho al mar al ser impuesto por el dominio del territorio en litigio por parte de Chile.
Con Brasil, se tuvo inicialmente una solución diplomática con el tratado de 1867. Pero en 1899 se desarrolla la guerra del Acre cuyo resultado final implicó la cesión de 191 000 km² a Brasil mediante en el tratado de 1903.
En los casos de Argentina y Perú, se alcanzaron soluciones por medios diplomáticos. Con Argentina se firmaron tratados en 1898 y 1925, mientras que con Perú se alcanzó un tratado definitivo de límites en 1909. Según la historiografía boliviana, estos tratados implicaron ceder a la Argentina los territorios de Puna de Atacama y Formosa y ceder a Perú 250 000 km² comprendidos entre los ríos Madre de Dios y Purus en la Amazonia.

### Conservadores, liberales y republicanos

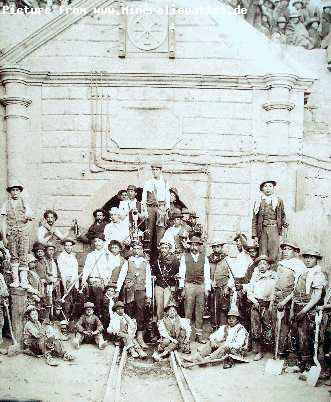
Trabajadores de la Compañía Minera Huanchaca en Pulacayo, 1880.

Entre 1880 y 1900 gobierna el Partido Conservador cuyos principales líderes son Aniceto Arce y Mariano Baptista. Durante este período, la economía boliviana se sostiene principalmente por la industria minera de la plata que había alcanzado niveles internacionales de capitalización, desarrollo tecnológico, eficiencia y que tenía como principal exportador a la Compañía Minera de Huanchaca. Los gobiernos conservadores confrontan las consecuencias socioeconómicas de la derrota en la guerra del Pacífico, la guerra del Acre y la Guerra Federal en la que pierden el poder político frente a los liberales.
El Partido Liberal gobierna durante la denominada era del estaño (1900-1920), metal que sustituye a la plata como principal fuente de divisas y cuya exportación es el motor del desarrollo económico boliviano por gran parte del siglo XX. Son gobiernos elegidos los que administran el Estado y modernizan sectores como ferrocarriles y el financiero; urbanizan las ciudades de La Paz, Cochabamba y Oruro y sientan las bases para la conformación de sistema educativo boliviano con, por ejemplo, la fundación de la primera Normal de Maestros en Sucre en 1909. Los liberales deben afrontar la guerra del Acre y la firma del Tratado de 1904 que termina sellando la mediterraneidad de Bolivia. En este período ejercen gran influencia los denominados «barones del estaño» cuya figura descollante fue el empresario minero Simón I. Patiño, que llegó a ser uno de los hombres más ricos del mundo.
En las elecciones de 1920, los republicanos derrotaron a los liberales y Bolivia transita del bipartidismo al multipartidismo. A partir de 1920 el país vive períodos de fuertes tensiones sociales y políticas internas. Este año se establecieron los primeros partidos socialistas y pronto sucedieron las primeras agitaciones provocadas por el pensamiento marxista europeo. A la misma vez, se desarrolló la primera legislación laboral y social moderna de la historia de Bolivia. La tensión política, la crisis económica fruto de las oscilaciones del mercado del estaño y el sobreendeudamiento del gobierno, más la llegada de la Gran Depresión en 1929 desembocó en el deterioro de la clase política y el comienzo de la guerra del Chaco.

### Guerra del Chaco

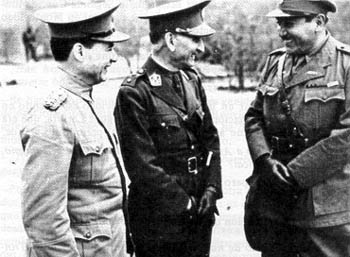
Comandantes en jefe de los ejércitos de Paraguay y Bolivia: José Félix Estigarribia (izquierda) y Enrique Peñaranda (derecha).

El problema fronterizo boliviano-paraguayo se centró en el Chaco Boreal, una zona de tierras bajas situada al norte del río Pilcomayo y al oeste del río Paraguay, que se extiende hasta las serranías de Aguaragüé. Ambos países reclamaron dicho territorio parcial o totalmente.
El 9 de septiembre de 1932, estalló la guerra del Chaco, declarada oficialmente por el Paraguay el 10 de mayo de 1933, que duró tres años y en la que murieron alrededor de 65 000 bolivianos y 30 000 paraguayos, convirtiéndose así en el conflicto bélico entre dos naciones con mayores bajas de América, solo superado por la guerra civil estadounidense. El 21 de julio de 1938 se firmó el Tratado de Paz, Amistad y Límites, según el cual se atribuyó el 75 % de la región del Chaco Boreal al Paraguay. El desenlace de la guerra cuestionó profundamente la pertinencia de las estructuras e instituciones nacionales y marcó el fin del sistema de partidos políticos vigentes hasta entonces.

### Revolución nacional de 1952

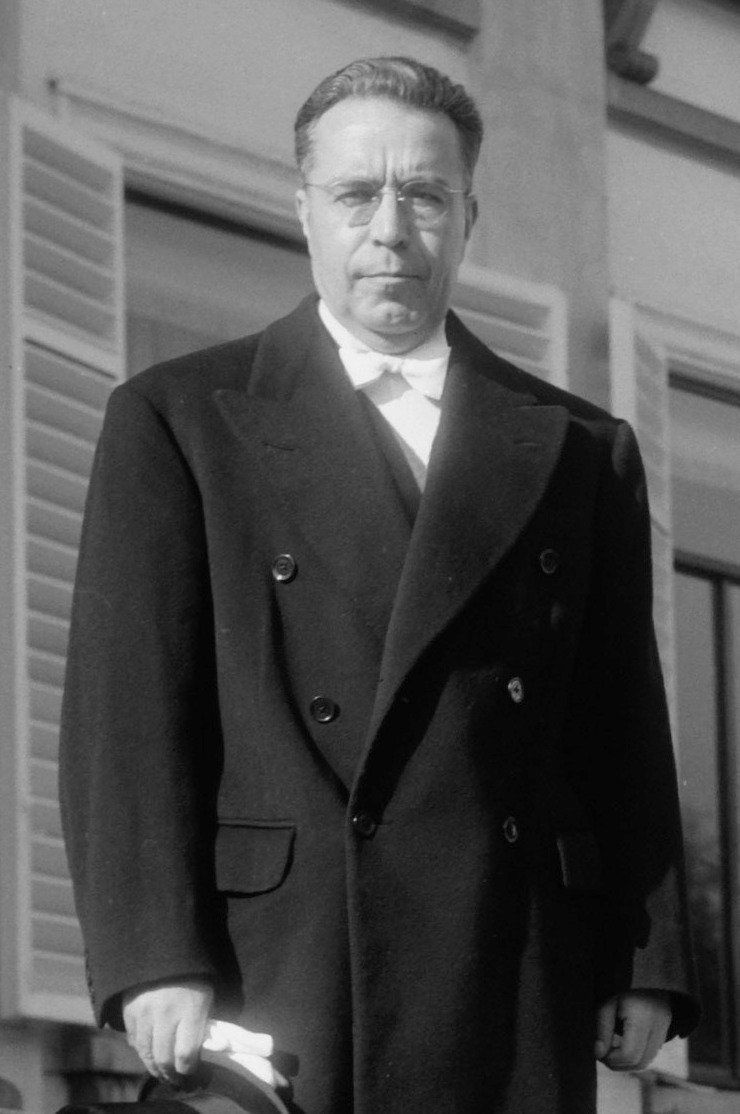
Víctor Paz Estenssoro, 56.º, 58.º, 59.º y 78.º presidente de Bolivia.

Entre 1935 y 1946, Bolivia es gobernada por militares nacionalistas que habían sido protagonistas de la guerra del Chaco. Se empiezan a gestar ideas de cambio destinadas a incluir al sector indígena, promover la integración del oriente del país y revertir las ganancias de la minería e hidrocarburos en favor del Estado. Surgen sindicatos de mineros y obreros que se aglutinan en torno a la Central Obrera Boliviana (COB).
En las elecciones presidenciales de 1951, el exiliado líder del Movimiento Nacionalista Revolucionario (MNR), Víctor Paz Estenssoro, alcanza casi la mitad de los votos emitidos. Sin embargo, la élite política-minera trata de impedir la elección de Víctor Paz Estenssoro y el presidente Mamerto Urriolagoitia entrega el gobierno a una junta militar a la cabeza del general Hugo Ballivián. En abril de 1952, se suceden múltiples levantamientos populares que dan lugar a la Revolución Nacional, proceso de transformaciones en la participación ciudadana, la distribución de tierras, el control del Estado sobre los recursos naturales y la economía boliviana.
Paz Estenssoro regresa del exilio para asumir la presidencia. Bajo su dirección el gobierno emprende un amplio programa de reformas económicas: decreta la nacionalización de las minas y el monopolio en la exportación del estaño, la reforma agraria (parcelación de tierras para distribuir entre los indígenas), la prospección de pozos petrolíferos por empresas extranjeras, la institución del voto universal (no existía hasta ese momento), la reforma educativa y la vinculación caminera con el oriente (carretera Cochabamba-Santa Cruz).
A fines de la década de 1950, la economía boliviana sufre el descenso continuo de los precios del estaño en los mercados mundiales y altos índices de inflación. Las minas de estaño no resultan rentables y los esfuerzos del gobierno para reducir el número de empleados estatales y restringir los salarios se encuentra con la resistencia de los sindicatos. En 1956, otro protagonista de la Revolución Nacional, Hernán Siles Zuazo gana las elecciones presidenciales.
Siles continúa con la política iniciada por el gobierno de Paz Estenssoro, quien vuelve a ser elegido presidente en 1960. En su segundo mandato, Paz Estenssoro solicita la redacción de una nueva Constitución para aumentar la autoridad económica del gobierno y permitir su reelección. En 1964 es reelegido, nombrando como vicepresidente al jefe de la Fuerza Aérea, René Barrientos Ortuño. Este hecho termina disgregando al MNR y Paz Estenssoro es derrocado un mes después de su reelección a consecuencia de un levantamiento que protagonizan mineros y estudiantes. Se hizo cargo del poder una junta militar encabezada por su vicepresidente, el general René Barrientos.

### Gobiernos militares

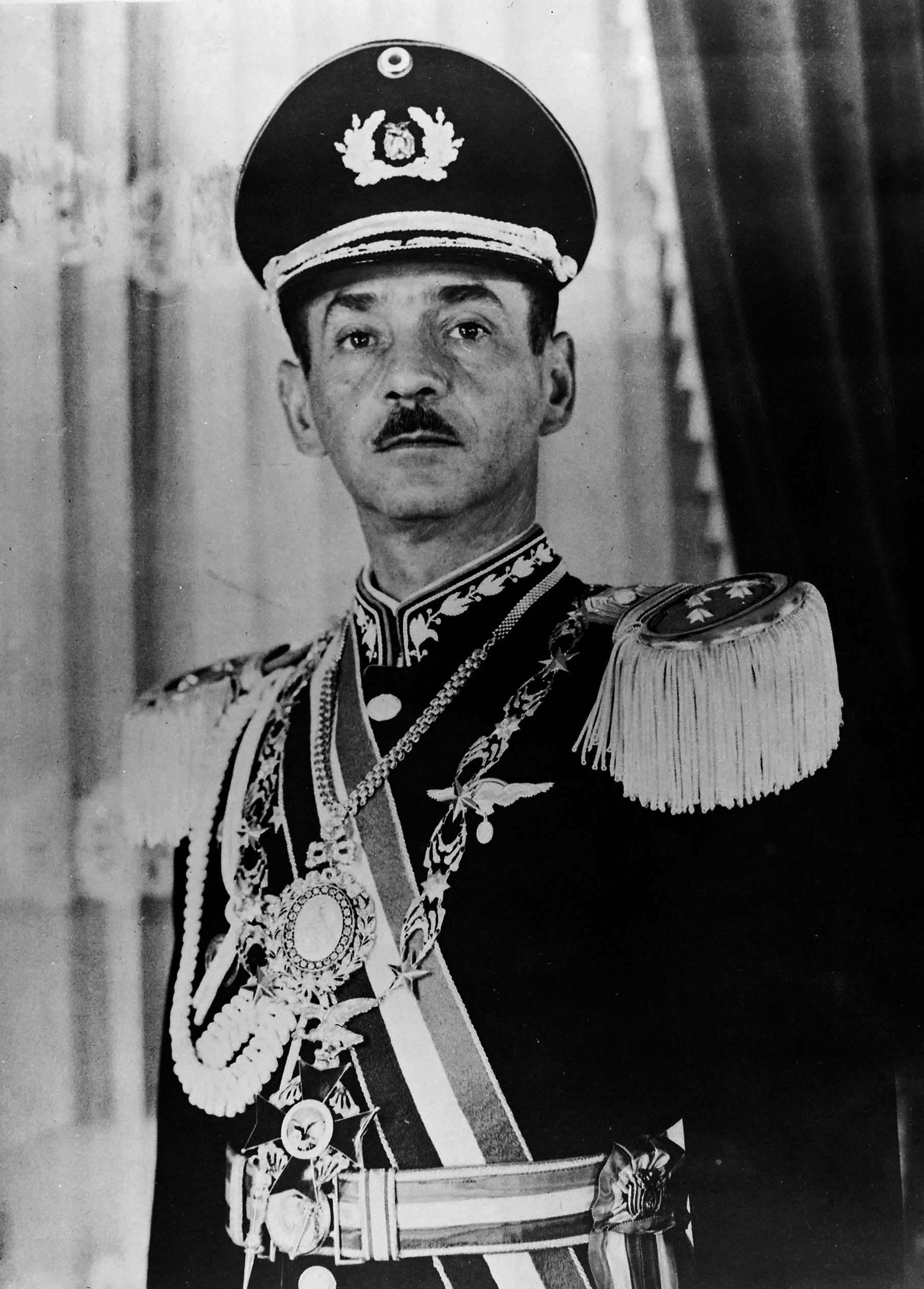
Hugo Bánzer Suárez, 65.º y 79.º presidente de Bolivia.

El gobierno militar de René Barrientos lleva a cabo políticas de desarrollismo económico que permiten el retorno de la inversión extranjera a la industria minera del estaño. En 1966, Barrientos se somete a votación como persona civil, consiguiendo su elección como presidente. Durante su gestión mantiene una alianza con militares y campesinos, pero se enfrenta a los mineros y obreros. En 1967 se promulga una nueva Constitución. Ese mismo año estalla la Guerrilla de Ñancahuazú comandada por Ernesto Che Guevara y derrotada por el Ejército de Bolivia.
Tras la muerte de Barrientos por accidente de helicóptero en 1969, suceden una serie de gobiernos de corta duración, la mayoría militares, sobresaliendo el gobierno de Juan José Torrez, de izquierda, que reanudó relaciones con Cuba y Chile (entonces con el presidente de izquierda Salvador Allende). Intentó crear un cogobierno con la Central Obrera Boliviana. Expulsó de Bolivia a algunos organismos de Estados Unidos. El 21 de agosto de 1971, el coronel Hugo Banzer Suárez encabeza un golpe que derroca a Juan José Torres.
El régimen dictatorial de Banzer se alinea a la corriente anti-izquierdista de los gobiernos militares de Argentina, Brasil, Chile, Paraguay y Uruguay formando parte del Plan Cóndor. Se suprime al movimiento obrero y se suspenden los derechos civiles de la población. El gobierno de facto se sostiene económicamente por los altos precios del estaño y los hidrocarburos, así como por un elevado endeudamiento externo. En 1978, Bánzer dimite luego de una larga huelga de hambre iniciada por mujeres mineras que dirigían y participaban en organizaciones sociales.
El 17 de julio de 1980, el general Luis García Meza da un golpe de Estado con apoyo de paramilitares reclutados por el criminal nazi Klaus Barbie y el terrorista italiano Stefano Delle Chiaie, derrocando a la presidenta constitucional interina Lidia Gueiler Tejada, y evitando así que el ganador de las elecciones Hernán Siles Zuazo asuma la presidencia.
El gobierno de García Meza se caracterizó por la represión brutal de sus contrarios, registrándose detenciones, asesinatos y desapariciones forzosas dirigidas por el Ministerio del Interior con Luis Arce Gómez a la cabeza. El escaso apoyo de la población y la comunidad internacional, así como las evidencias de vínculos con el narcotráfico condujeron al gobierno de facto a su fin en 1981. En 1982, deja el poder la última junta militar.

### Neoliberalismo

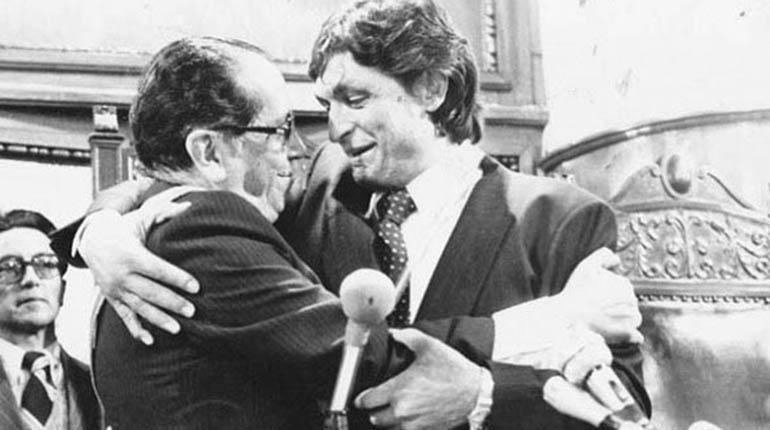
Hernán Siles Zuazo y Jaime Paz Zamora, Presidente y Vicepresidente del primer gobierno democrático tras el periodo de gobiernos militares.

La década de 1980 se caracterizó por el retorno de la democracia y una crisis económica profunda originada por la caída de los precios internacionales del estaño, ajustes internos destinados a pagar la inmensa deuda externa contraída en los gobiernos militares y la hiperinflación. La difícil situación económica contribuyó al auge del narcotráfico por la producción ilegal de cocaína. El Gobierno de Hernán Siles Zuazo de la UDP (1982-1985), entró con el eslogan 100 días para resolver la economía. Se caracterizó por una débil gestión económica incapaz de revertir la hiperinflación y por una crisis política cuya salida fue el adelanto de las elecciones. En 1985, Víctor Paz Estenssoro del MNR fue elegido presidente por cuarta ocasión. Su gobierno (1985-1989) logró estabilizar la macroeconomía, luego de impulsar ciertas políticas neoliberales que sustituyeron en parte al modelo estatista iniciado con la revolución nacional de 1952.
Durante la década de 1990, los sucesivos gobiernos continuaron las políticas de estabilización de la macroeconomía, ejecutando una economía planificada —según a la posición política de los mandatarios en transición— y la lucha contra el narcotráfico. Los gobiernos de Jaime Paz Zamora del MIR (1989-1993), Gonzalo Sánchez de Lozada del MNR (1993-1997), Hugo Bánzer Suárez de ADN (1997-2001) y Jorge Quiroga Ramírez (2001-2002) se centraron en diversificar la economía boliviana altamente dependiente de la exportación de estaño. Para este propósito y, tomando en cuenta la cuasi quiebra de la economía tras el proceso hiperinflacionario de la década de 1980, se incrementó sustancialmente el financiamiento externo con organismos internacionales como el FMI y el Banco Mundial y se privatizaron las empresas estatales de hidrocarburos, ferrocarriles, telecomunicaciones, electricidad, transporte aéreo, entre otras. Al final de la década de 1990, se concretó la exportación de gas a Brasil, así como la construcción del gasoducto de exportación a dicho país y la economía empezó a diversificarse mediante las exportaciones de gas natural, soya y zinc. Asimismo, se descentralizó la gestión del estado por medio de la Ley de Participación Popular que otorgó autonomía y recursos a los municipios. Factores como altos índices de corrupción, medidas de inclusión social insuficientes y el deterioro económico por contagio de la crisis asiática terminaron debilitando al sistema político.
La primera década del siglo XXI se caracterizó por una fuerte crisis económica y la inestabilidad política. Esto permitió el surgimiento de movimientos sociales, principalmente campesinos, indígenas, mineros, comerciantes informales y cocaleros. El segundo mandato de Gonzalo Sánchez de Lozada del MNR (2002-2003) terminó prematuramente tras la denominada guerra del gas. Su vicepresidente, Carlos Mesa Gisbert (2003-2005) asumió la presidencia sin respaldo en el congreso y con presiones políticas de los movimientos sociales y el emergente movimiento autonomista surgido en Santa Cruz de la Sierra y Tarija por lo que renunció al cargo. Eduardo Rodríguez Veltzé (2005-2006) asumió un interinato en el que convocó a elecciones generales que dieron como ganador a Evo Morales Ayma del Movimiento al Socialismo.

### Estado plurinacional

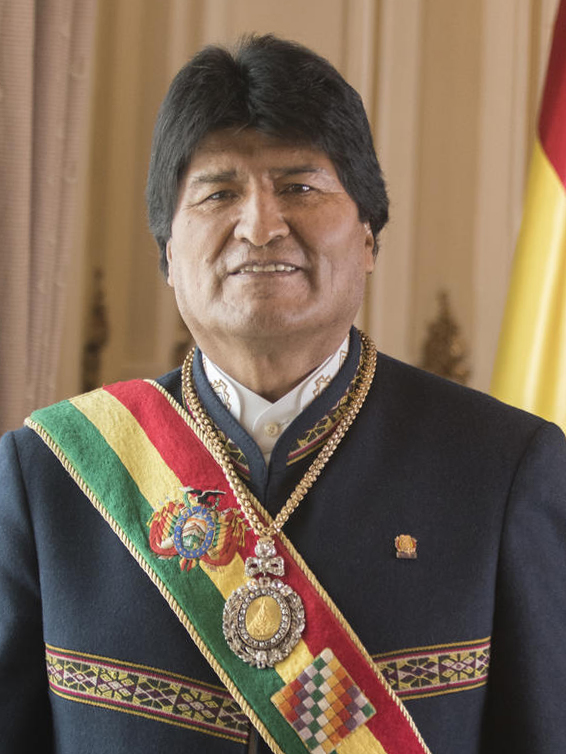
Evo Morales, 85.º, 86.º y 87.º presidente de Bolivia.

El primer mandato de Morales comenzó el 22 de enero de 2006, el cual se caracterizó por la puesta en marcha de políticas nacionalistas e indigenistas de izquierda: el 1 de mayo de ese año, anunció su intención de nacionalizar los activos de hidrocarburos bolivianos luego de las protestas que demandaban ese proceso, las empresas de electricidad y comunicaciones que en la pasada década habían sido privatizadas, también fueron nacionalizadas. En agosto de 2006, se instaló una Asamblea Constituyente para redactar una nueva constitución. Tras una profunda crisis política que polarizó el país entre partidarios del Gobierno (localizados principalmente en el occidente del país) y seguidores de la demanda de autonomía departamental y capitalía para Sucre (localizados principalmente en el oriente boliviano), la Constitución Plurinacional fue aprobada por 164 de los 255 constituyentes y posteriormente fue modificada por el Congreso y refrendada por la población en un referéndum.
A fines de 2009, Evo Morales fue reelecto presidente con más de dos tercios de mayoría legislativa. Su segundo mandato se caracterizó por un sólido crecimiento de la economía boliviana impulsado por el denominado súper ciclo de las materias primas, la profundización de políticas estatistas y programas de subsidios, y las primeras rupturas con aliados políticos a consecuencia de conflictos sociales como el relacionado con la construcción de la carretera a través del parque nacional TIPNIS. En 2014, Evo Morales fue nuevamente reelegido para un tercer mandato. Este nuevo periodo presidencial se caracterizó por la continuidad de políticas de inversión pública e incentivo de la demanda interna, la desaceleración de la economía ante la caída de precios de exportación de materias primas y la reducción drástica en los volúmenes de gas natural exportados a Brasil y Argentina. A la presidencia de Morales se la reconoció por haber reducido los niveles de pobreza, registrar crecimientos económicos sin precedentes y promover la inclusión de la población indígena. Contrariamente, aumentó los niveles de corrupción, bajó el nivel democrático y tuvo un deterioro de la independencia judicial.

### Actualidad
Los resultados de las elecciones generales del 20 de octubre de 2019 originaron una crisis política, agudizada tras la denuncia de fraude por parte del candidato opositor Carlos Mesa y de distintas organizaciones civiles como el Comité Cívico Pro Santa Cruz. Para disipar las denuncias de fraude, el gobierno de Morales acordó con la OEA la realización de una auditoría vinculante, misma que en su publicación preliminar de fecha 10 de noviembre de 2019, concluyó que el proceso electoral había estado reñido con las buenas prácticas y que las irregularidades observadas impedían dar certeza de los resultados. Luego de que se publicara el informe y se confirmara las irregularidades en la elección, Evo Morales anunció la renovación de la totalidad de vocales del Tribunal Supremo Electoral y la convocatoria a nuevas elecciones nacionales. Ese mismo día, tras el pedido de renuncia de la Central Obrera Boliviana y las Fuerzas Armadas, Morales, el vicepresidente Álvaro García Linera y la presidenta del senado Adriana Salvatierra renunciaron a sus cargos y aceptaron el ofrecimiento de asilo político del gobierno de México tras considerar que la vida y la integridad física de Morales estaba en riesgo.

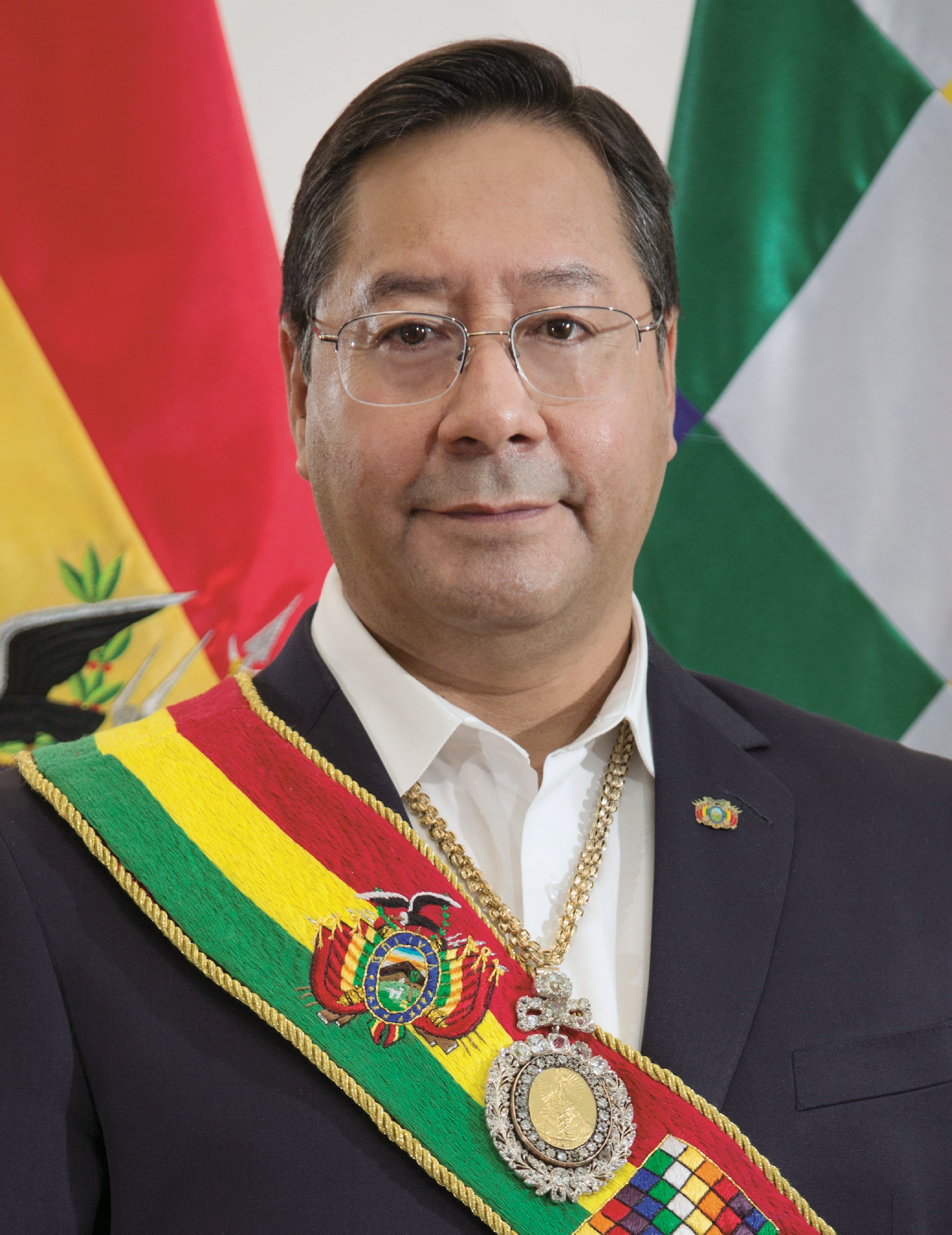
Luis Arce, actual presidente de Bolivia.

El 12 de noviembre, se convocó a una sesión ordinaria presidida por la segunda vicepresidenta de la cámara de senadores Jeanine Áñez Chávez, por la falta de cuórum, se recurrió a lo correspondiente, que era recurrir a suceder la presidencia de la cámara de senadores con las atribuciones de sucesión que otorga el artículo 40 del Reglamento General de la Cámara de Senadores, que establece el reemplazo del presidente y del primer vicepresidente del senado; finalizado la sesión, se elaboró la siguiente donde se ratificó el abandono del presidente y del vicepresidente del Estado, a consecuencia se activó la sucesión presidencial, y mediante el proceso de sucesión presidencial amparado en los artículos 169 y 170 de la Constitución, en cumplimiento de la Declaración Constitucional 0003/01 de 31 de julio de 2001, Jeanine Añez asumió la presidencia del Estado. Posteriormente su asunción fue validada por el Tribunal Constitucional Plurinacional, ante el vacío de poder causado por las renuncias de Morales, Linera y los presidentes de ambas cámaras legislativas. El 24 de noviembre, la Asamblea Legislativa Plurinacional aprobó la Ley n.º 1266 de Régimen Excepcional y Transitorio para la Realización de Elecciones Generales que dejó sin efecto legal las elecciones generales del 20 de octubre de 2019 y sus resultados, dispuso la elección de nuevos vocales del Tribunal Supremo Electoral y convocó a nuevas elecciones generales para 2020. En enero de 2020, esta misma Asamblea aprobó la Ley n.º 1270 de Prórroga del Mandato Constitucional de Autoridades Electas en el cual se extendió el mandato constitucional de la presidenta Áñez y de los asambleístas que ejercían funciones conforme el mandato de las elecciones generales de 2014.
Entre los hechos represivos que desembocaron a causa de esta crisis destacan las masacres de Sacaba y Senkata, catalogadas como tales por la CIDH. En agosto de 2021, un informe encargado por la OEA y realizado por expertos independientes en derechos humanos concluyó que el camino del gobierno de Añez hacia el poder vino acompañado de «irregularidades» y graves abusos de los derechos humanos por parte de las fuerzas de seguridad. En 2020, Bolivia atravesó una profunda crisis social y económica producto de la pandemia de COVID-19, así como una disputa política entre el gobierno de Áñez y partidarios de Morales, en las que se exigía la realización de las elecciones generales, que fueron pospuestas en dos ocasiones por la contingencia sanitaria. El 18 de octubre de 2020, Luis Arce triunfó en primera vuelta en las elecciones generales con el 55,11 % de los votos, ante sus rivales Carlos Mesa y Luis Fernando Camacho.
El 12 de marzo de 2021, la Fiscalía de Bolivia ordenó la detención Jeanine Áñez y varios de sus ministros acusados de los delitos de sedición, terrorismo y conspiración, debido a su participación en los hechos de 2019, a los que la institución calificó como «golpe de Estado».

## Estado y política

### Gobierno y división de poderes
| Sedes de los Órganos del Estado Boliviano                                               |
| Casa Grande del Pueblo detrás del Palacio Quemado, La Paz. Sede del Órgano Ejecutivo.   |
| Edificio de la Asamblea Legislativa Plurinacional, La Paz. Sede del Órgano Legislativo. |
| Palacio de Justicia, Sucre. Sede del Órgano Judicial.                                   |

Bolivia se constituye como un Estado Unitario Social de Derecho democrático de régimen presidencialista. Aunque desde la promulgación de la Constitución de 2009 rechaza denominarse a sí mismo como «República», su institución estatal, fundada en torno a la democracia y la separación de poderes, implica de facto una forma de gobierno republicana.
El sistema de Gobierno se define según lo establecido en el artículo 11 de la Constitución Política de 2009:

Bolivia se constituye en un Estado Unitario Social de Derecho Plurinacional Comunitario, libre, independiente, soberano, democrático, intercultural, descentralizado y con autonomías. Bolivia se funda en la pluralidad y el pluralismo político, económico, jurídico, cultural y lingüístico, dentro del proceso integrador del país.
Constitución Política del Estado (Artículo 1)

Se autodenomina plurinacional en consideración a las cerca de cuarenta etnias indígenas que habitan en su territorio, entre ellas se cuentan a los aimaras, quechuas, yuracares, ayoreos, canichanas, guarayos, guaraníes, mosetenes, tacanas, morés, moxeños, urus, reyesanos, esse ejjas, tapietés, araonas, chiquitanos, afrobolivianos, nahuas, pacahuaras, yaminahuas, chácobos, yuquis, toromonas, baures, itonamas, cayubabas, weenhayek, machineris, lecos, movimas, chimanes, guarasugues o pausernas, cavimeños, joaquinianos, mojeños, sirionós, entre otras.
La Constitución establece la división de poderes en cuatro órganos de gobierno: 
Órgano EjecutivoCompuesto por el presidente (jefe de Estado), el vicepresidente y los ministros de Estado. El presidente y el vicepresidente son elegidos por sufragio universal y tienen un período de mandato de cinco años. Ambos pueden ser reelegidos por una sola vez.
Órgano LegislativoLa Asamblea Legislativa Plurinacional es presidida por el vicepresidente de Estado. Está compuesta por dos cámaras: la Cámara de Senadores con 36 miembros (cuatro representantes de cada departamento) y la Cámara de Diputados con 130 miembros (la mitad elegida por votación directa y la otra mitad elegida de forma indirecta en la lista encabezada por el candidato a presidente). Su facultad es la de aprobar y sancionar leyes. La Constitución prevé diputaciones especiales para los pueblos indígenas.
Órgano JudicialFormado por el Tribunal Supremo de Justicia (máxima instancia de jurisdicción ordinaria), Tribunales, Juzgados y el Consejo de la Magistratura. La justicia es impartida en dos tipos de jurisdicciones: ordinaria e indígena originaria campesina. La justicia constitucional se ejerce por el Tribunal Constitucional.
Órgano ElectoralCompuesto por el Tribunal Supremo Electoral (máxima instancia formada por siete miembros elegidos por la Asamblea Legislativa Plurinacional), Tribunales Departamentales, Juzgados Electorales, Juzgados de Mesa y Notarios Electorales.

### Capital del Estado
La Ley del 11 de agosto de 1825, dispone que la capital de Bolivía es la ciudad de Sucre, no dejando establecida la ubicación de dicha ciudad (la actual ciudad de Sucre se llamaba Chuquisaca). La Ley del 1.º de julio de 1826, dispone a la ciudad de Chuquisaca como capital provisional del país, hasta que se designe el lugar donde será la verdadera capital definitiva.

El Congreso Constituyente faculta al padre de la patria y fundador de Bolivia, Simón Bolívar, para que designe el sitio en que ha de construirse la nueva ciudad Sucre; y mientras se levanten los edificios necesarios para el gobierno y cuerpo Legislativo, Chuquisaca se declara capital provisoria de la República.
Ley de 1 de julio de 1826

El 12 de julio de 1839, se estable a la ciudad de Chuquisaca (hoy Sucre) como capital oficial de Bolivia, y de ahí en adelante se la renombra de«ciudad de Chuquisaca» a «ciudad de Sucre»:

«La ciudad de Chuquisaca es la Capital de la República y sede nata de los tres poderes del estado: Ejecutivo, Legislativo y Judicial, y conforme a la ley de 11 de agosto de 1825 se llamará en adelante la ciudad Sucre».
Ley de Declaración, del 12 de julio de 1839

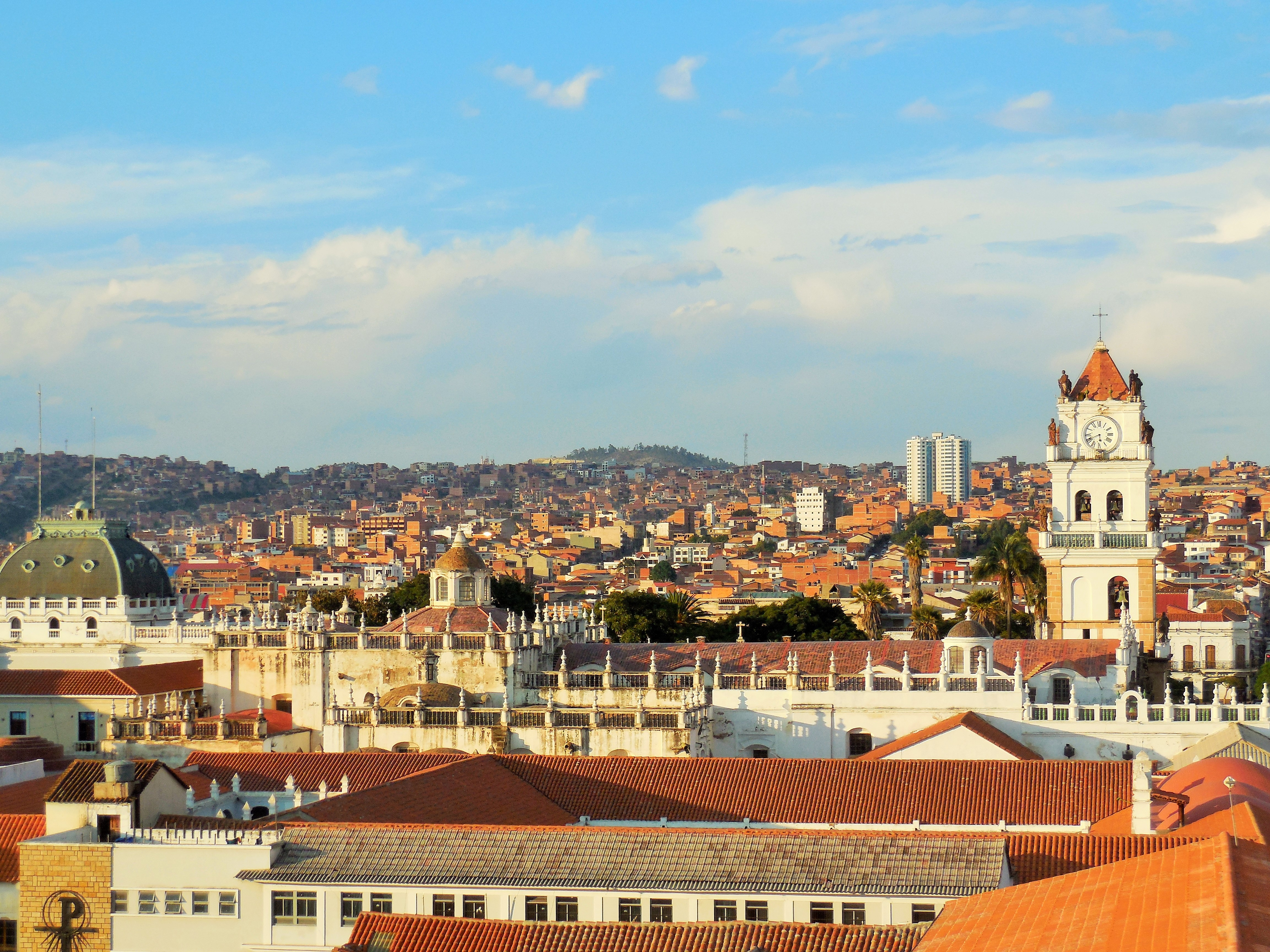
Sucre, capital constitucional de Bolivia

Tras el triunfo de La Paz sobre Sucre en la guerra federal de 1898-1899, La Paz se convirtió oficialmente en la sede de los poderes Ejecutivo y Legislativo, es decir la capital en los hechos. La contienda enfrentó a liberales del norte, quienes pretendían instaurar un modelo de federativo; contra conservadores del sur, que ostentaban el poder del Estado boliviano con el apoyo de las fuerzas armadas, que defendían un modelo de orden unitario, está disputa también se dio por la cuestión de definir la «Ciudad capital» entre La Paz y Sucre. Esta situación quedó establecida el 25 de octubre de 1899, fecha en la que el general José Manuel Pando asumió la presidencia de la República a raíz del triunfo de la Revolución Federal.
El 22 de julio de 2007 se llevó a cabo el denominado El Gran Cabildo, donde aproximadamente dos millones de habitantes de la ciudad de La Paz y El Alto refrendaron la permanencia de la «sede de Gobierno» (capital en los hechos) en esta ciudad.
El 22 de julio de 2007, a raíz de algunos movimientos políticos durante el periodo de la Asamblea Constituyente de Bolivia de 2006 que pretendían declarar a Sucre como capital plena es decir capital constitucional y por lo tanto sede del gobierno, se llevó a cabo el denominado El Gran Cabildo, donde aproximadamente dos millones de habitantes de la ciudad de La Paz y El Alto refrendaron la permanencia de la sede de gobierno en la ciudad de La Paz.
Desde 2009, los Poderes se convierten en Órganos, se establece a la ciudad de La Paz como la sede de los Órganos Ejecutivo, Legislativo y Electoral; reconociéndose a la ciudad de Sucre como la capital constitucional de Bolivia y sede del Órgano Judicial; así como a la ciudad de La Paz como la sede de gobierno (capital administrativa).
Quedando de esta manera establecidas la ciudad de La Paz como capital administrativa por ser la sede del gobierno y Sucre como la capital constitucional e histórica por estar reconocida en la constitución política del Estado Plurinacional de Bolivia.

### Política
El sistema político se divide en tres grupos: izquierda, centro y derecha, existiendo distintas tendencias dentro de estos grupos como radicales, extremistas, moderados, indigenistas, entre otros. Al igual que en muchos países de América Latina el caudillismo, el populismo y la emergencia de movimientos sociales de obreros y campesinos han sido factores que dieron origen a las organizaciones políticas. La instancia encargada de regular la participación política electoral es el Órgano Electoral Plurinacional (OEP).

### Democracia participativa y representativa
La constitución de 2009 define un sistema de democracia presidencialista directa que se ejerce de las siguientes formas:
ParticipativaPor medio del referéndum, la iniciativa legislativa ciudadana, la revocatoria de mandato, la asamblea, el cabildo y la consulta previa.
RepresentativaPor medio de la elección de representantes por voto universal, directo y secreto. Los bolivianos tienen derecho al voto a partir de los 18 años.
ComunitariaPor medio de la elección, designación o nominación de autoridades y representantes por normas y procedimientos propios de las naciones y pueblos indígena originario campesinos.
La Constitución puede ser reformada totalmente a través de la Asamblea Constituyente convocada por referéndum ya sea por iniciativa ciudadana con la firma de al menos el 20 % del electorado, por mayoría absoluta de la Asamblea Legislativa Plurinacional, o por la Presidencia de Estado. La reforma parcial puede llevarse a cabo por iniciativa ciudadana (firmas de al menos 20 % del electorado) o mediante ley de reforma aprobada por dos tercios del Legislativo. Las reformas deben ser refrendadas a través de un referéndum aprobatorio.

### Fuerzas Armadas

Vehículo de combate blindado SK-105 Kürassier del ejército boliviano

Las Fuerzas Armadas de Bolivia comprende tres ramas: Ejército de Bolivia (terrestre), Armada de Bolivia (naval) y Fuerza Aérea Boliviana (aérea). La edad legal para admisiones voluntarias es 18 años y el período de servicio es obligatorio y generalmente de 12 meses. El gobierno boliviano gasta menos del 2 % de su PIB en defensa. Al año 2024, el ejército ronda una cifra de 37 000 efectivos, la Fuerza Aérea con 8 000 y la Armada con unos 5 000. La policía boliviana, considerada como una de las fuerzas de reserva de las fuerzas armadas, rondaría los 40 000 elementos.
El Ejército de Bolivia tiene como misión específica defender la soberanía e integridad del territorio nacional, garantizar la seguridad terrestre y coadyuvar en el mantenimiento del orden público, de acuerdo a las Directivas del Comando en Jefe. Le corresponde además ocupar, proteger y apoyar el desarrollo de las fronteras nacionales y proteger las áreas y centros vitales del país. Como integrante de las Fuerzas Armadas, ejecuta misiones específicas con el apoyo de la Fuerza Aérea y/o la Fuerza Naval.
En 2018, Bolivia firmó el Tratado sobre la Prohibición de las Armas Nucleares de la ONU.

### Relaciones exteriores

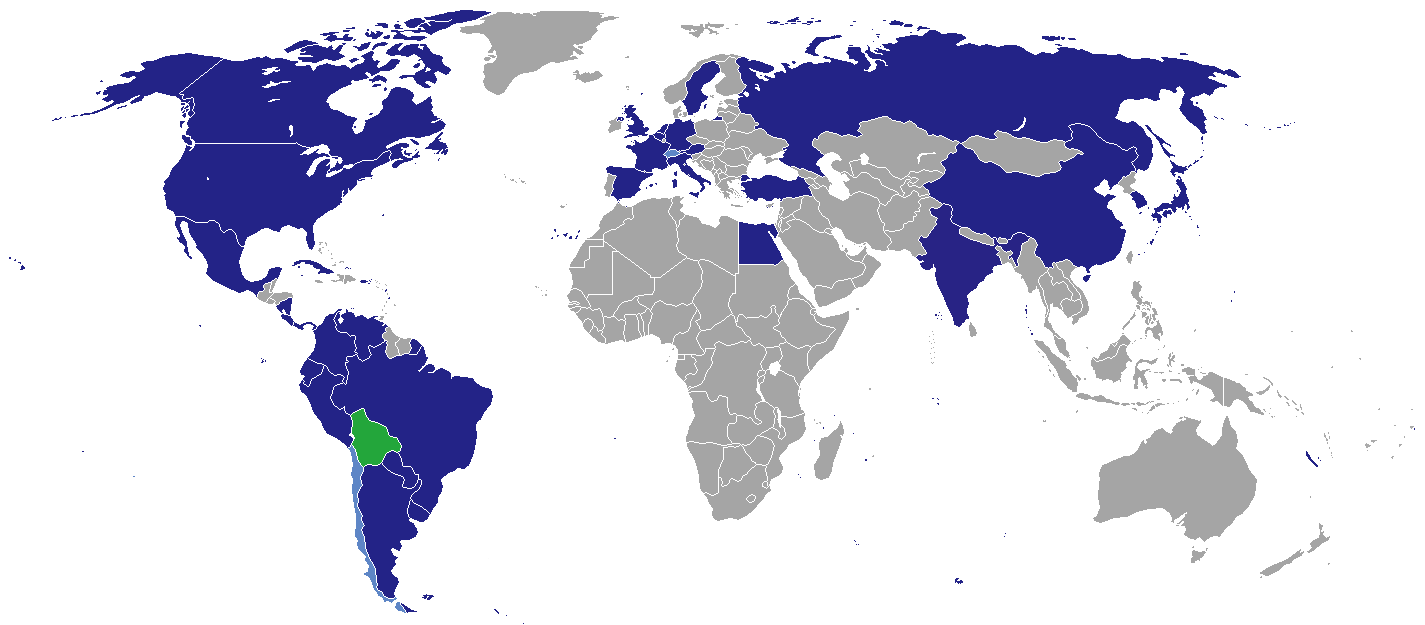
Países donde Bolivia mantiene misiones diplomáticas:
Bolivia.
Embajadas.
Consulados Generales.

La política exterior de Bolivia refleja una marcada tendencia hacia el cumplimiento de las metas del milenio como el desarrollo social y la lucha contra la pobreza. La búsqueda de cooperación externa, la captación de inversión extranjera directa para modernizar las instituciones y mejorar la infraestructura.
La Constitución boliviana de 2009 establece que Bolivia es un Estado pacifista que promueve la cultura de la paz, la cooperación entre pueblos y el rechazo a la guerra como instrumento de solución de conflictos. Se prohíbe la instalación de bases militares extranjeras en su territorio.
Bolivia es miembro de la ONU y de otros organismos internacionales como el Movimiento de Países No Alineados, la UIP y la OMC.
En el campo de la integración regional, Bolivia es miembro pleno de la OEA, la Comunidad Andina de Naciones (CAN), la Unasur y el Mercosur. En materia de integración energética y física, el país aspira convertirse en uno de los principales centros energéticos de América del Sur. El país es miembro de otros organismos de cooperación regionales como la ALADI, el Tratado de Río, el Grupo de Río, el Pacto Amazónico, el BID y la CAF.

### Derechos humanos
En materia de derechos humanos, respecto a la pertenencia a los siete organismos de la Carta Internacional de Derechos Humanos, que incluyen al Comité de Derechos Humanos (HRC), Bolivia ha firmado o ratificado:
| Bolivia | Tratados internacionales | Tratados internacionales    | Tratados internacionales | Tratados internacionales | Tratados internacionales  | Tratados internacionales | Tratados internacionales | Tratados internacionales | Tratados internacionales | Tratados internacionales | Tratados internacionales | Tratados internacionales | Tratados internacionales | Tratados internacionales | Tratados internacionales | Tratados internacionales | Tratados internacionales | Tratados internacionales |
| --- | --- | --------------------------- | --- | --- | ------------------------- | ------------------------ | ------------------------ | ------------------------ | ------------------------ | ------------------------ | ------------------------ | ------------------------ | --- | ------------------------ | ------------------------ | --- | ------------------------ | ------------------------ |
| Bolivia | CESCR | CESCR                       | CCPR | CCPR | CCPR                      | CERD                     | CED                      | CEDAW                    | CEDAW                    | CAT                      | CAT                      | CRC                      | CRC | CRC                      | CRC                      | MWC | CRPD                     | CRPD                     |
| Bolivia | CESCR | CESCR-OP                    | CCPR | CCPR-OP1 | CCPR-OP2-DP               | CERD                     | CED                      | CEDAW                    | CEDAW-OP                 | CAT                      | CAT-OP                   | CRC                      | CRC-OP-AC | CRC-OP-SC                | CRC-OP-CP                | MWC | CRPD                     | CRPD-OP                  |
| Pertenencia | Bolivia ha reconocido la competencia de recibir y procesar comunicaciones individuales por parte de los órganos competentes. | Firmado pero no ratificado. | Bolivia ha reconocido la competencia de recibir y procesar comunicaciones individuales por parte de los órganos competentes. | Bolivia ha reconocido la competencia de recibir y procesar comunicaciones individuales por parte de los órganos competentes. | Ni firmado ni ratificado. | Firmado y ratificado.    | Firmado y ratificado.    | Firmado y ratificado.    | Firmado y ratificado.    | Firmado y ratificado.    | Firmado y ratificado.    | Firmado y ratificado.    | Bolivia ha reconocido la competencia de recibir y procesar comunicaciones individuales por parte de los órganos competentes. | Firmado y ratificado.    | Sin información.         | Bolivia ha reconocido la competencia de recibir y procesar comunicaciones individuales por parte de los órganos competentes. | Firmado y ratificado.    | Firmado y ratificado.    |
| Firmado y ratificado, firmado, pero no ratificado, ni firmado ni ratificado, sin información, ha accedido a firmar y ratificar el órgano en cuestión, pero también reconoce la competencia de recibir y procesar comunicaciones individuales por parte de los órganos competentes. | |                             | | |                           |                          |                          |                          |                          |                          |                          |                          | |                          |                          | |                          |                          |

## Organización territorial
Bolivia se organiza territorialmente en nueve departamentos, que a la vez se dividen en 112 provincias, y estas en 339 municipios y territorios indígena originario campesinos. Al margen de esta organización existen además una región autónoma (formada por 3 municipios) y una región metropolitana (formada por 7 municipios).
Aunque Bolivia oficialmente tiene 9 departamentos, la cantidad de provincias es bastante alta y funcionan como divisiones administrativas importantes dentro de cada departamento.
En la práctica, eso significa que la administración territorial está bastante fragmentada y descentralizada en niveles más bajos, similar a cómo otros países tienen más departamentos o provincias en el primer nivel.
Entonces, en cuanto a la cantidad total de unidades administrativas con poder local, Bolivia tiene un sistema con muchas divisiones (provincias + municipios + autonomías), que permiten gestionar mejor las distintas regiones y comunidades.
De acuerdo a lo establecido por la Constitución Política del Estado, la Ley Marco de Autonomías y Descentralización regula el procedimiento para la elaboración de Estatutos Autonómicos y Cartas Orgánicas, la transferencia y distribución de competencias directas y compartidas entre el nivel central y las entidades territoriales descentralizadas y autónomas. Existen cuatro niveles de descentralización: 
Gobierno DepartamentalConstituido por una Asamblea Departamental, con facultad deliberativa, fiscalizadora y legislativa en el ámbito departamental. El Órgano Ejecutivo Departamental está dirigido por el Gobernador que es elegido por sufragio universal.
Gobierno municipalConstituido por un Consejo municipal, con facultad deliberativa, fiscalizadora y legislativa en el ámbito municipal. Su órgano ejecutivo está presidido por el Alcalde que es elegido por sufragio universal.
Gobierno Indígena Originario Campesino
Autogobierno de pueblos indígenas en territorios ancestrales que actualmente habitan.
Regionesestas pueden estar conformadas por municipios o provincias con continuidad geográfica y sin trascender límites departamentales y con cierta autonomía. Actualmente existen dos: En primer lugar la Región Autónoma Regional del Gran Chaco, constituida por una Asamblea Regional con facultad deliberativa, normativo-administrativa y fiscalizadora en el ámbito regional. En segundo lugar estaría la Región Metropolitana de Kanata, integrada por más de siete municipios del departamento de Cochabamba. Su órgano superior es el Consejo Metropolitano de Kanata el cual es el órgano superior de coordinación para la administración de la Región.
| Organización territorial de Bolivia                       |                   |            |                  |          |                                                   | |
|                                                           |                   |            |                  |          |                                                   | |
| Departamento                                              | Abreviatura (ISO) | Población  | Superficie (km²) | Densidad | Capital (hab.)                                    | Mapa |
| Beni                                                      | BO-B BNI          | 477 641    | 213 564          | 2,24     | Trinidad (106.422)                                | Chuquisaca Oruro Potosí Pando Beni Cochabamba Santa Cruz La Paz Tarija Argentina Brasil Paraguay Chile Perú Lago Titicaca Océano Pacífico' |
| Chuquisaca                                                | BO-H CHQ          | 600 132    | 51 524           | 11,65    | Sucre (259.388)                                   | Chuquisaca Oruro Potosí Pando Beni Cochabamba Santa Cruz La Paz Tarija Argentina Brasil Paraguay Chile Perú Lago Titicaca Océano Pacífico' |
| Cochabamba                                                | BO-C CBA          | 2 005 373  | 55 631           | 36,05    | Cochabamba (630 587)                              | Chuquisaca Oruro Potosí Pando Beni Cochabamba Santa Cruz La Paz Tarija Argentina Brasil Paraguay Chile Perú Lago Titicaca Océano Pacífico' |
| La Paz                                                    | BO-L LPZ          | 3 022 566  | 133 985          | 22,56    | La Paz (764.617)                                  | Chuquisaca Oruro Potosí Pando Beni Cochabamba Santa Cruz La Paz Tarija Argentina Brasil Paraguay Chile Perú Lago Titicaca Océano Pacífico' |
| Oruro                                                     | BO-O ORU          | 570 194    | 53 558           | 10,65    | Oruro (264.683)                                   | Chuquisaca Oruro Potosí Pando Beni Cochabamba Santa Cruz La Paz Tarija Argentina Brasil Paraguay Chile Perú Lago Titicaca Océano Pacífico' |
| Pando                                                     | BO-N PND          | 130 671    | 63 827           | 2,05     | Cobija (46 267)                                   | Chuquisaca Oruro Potosí Pando Beni Cochabamba Santa Cruz La Paz Tarija Argentina Brasil Paraguay Chile Perú Lago Titicaca Océano Pacífico' |
| Potosí                                                    | BO-P PSI          | 856 419    | 118 218          | 7,24     | Potosí (189.652)                                  | Chuquisaca Oruro Potosí Pando Beni Cochabamba Santa Cruz La Paz Tarija Argentina Brasil Paraguay Chile Perú Lago Titicaca Océano Pacífico' |
| Santa Cruz                                                | BO-S SCZ          | 3 115 386  | 370 621          | 8,41     | Santa Cruz (1 453 549)                            | Chuquisaca Oruro Potosí Pando Beni Cochabamba Santa Cruz La Paz Tarija Argentina Brasil Paraguay Chile Perú Lago Titicaca Océano Pacífico' |
| Tarija                                                    | BO-T TJA          | 534 346    | 37 623           | 14,20    | Tarija (205.346)                                  | Chuquisaca Oruro Potosí Pando Beni Cochabamba Santa Cruz La Paz Tarija Argentina Brasil Paraguay Chile Perú Lago Titicaca Océano Pacífico' |
| Total Bolivia                                             | BO                | 11 312 620 | 1 098 581        | 10,3     | Sucre (constitucional) La Paz (sede del Gobierno) | Chuquisaca Oruro Potosí Pando Beni Cochabamba Santa Cruz La Paz Tarija Argentina Brasil Paraguay Chile Perú Lago Titicaca Océano Pacífico' |
| Fuente: Censo Nacional de Población y Vivienda 2024, INE. |                   |            |                  |          |                                                   | Chuquisaca Oruro Potosí Pando Beni Cochabamba Santa Cruz La Paz Tarija Argentina Brasil Paraguay Chile Perú Lago Titicaca Océano Pacífico' |

#### Límites territoriales
Bolivia limita al norte y al este con la República Federativa de Brasil. Al este y sureste con la República del Paraguay, al sur con la República Argentina, al suroeste con la República de Chile, al oeste con la República del Perú. El perímetro total de las fronteras alcanza a los 7252 kilómetros.
Límites con ArgentinaEsta frontera internacional comienza en el cerro Zapaleri termina en Esmeralda (punto limítrofe tripartito entre Argentina, Paraguay y Bolivia). Los principales puntos fronterizos son cerro Panizo, cerro Malpaso, Villazón, Bermejo, Fortín Campero, Yacuiba y el Fortín D'Orbigny sobre el río Pilcomayo.
Límites con BrasilEl límite actual entre Bolivia y Brasil, se logró después de la firma del Tratado de Petrópolis en 1903, el que además de oficializar la paz definitiva entre ambos países, estipulaba la cesión territorial a Brasil por parte de Bolivia de 191 000 km², que se suman a los 164 242 km² de territorio cedidos luego de la firma del Tratado de Ayacucho en 1867. Comienza en Bolpebra y termina en Bahía Negra (límite tripartito entre Brasil, Paraguay y Bolivia). Son principales puntos fronterizos sigue Brasiléia situada frente a Cobija, Fortín Manoa cerca al río Madera, Villa Bella en la confluencia de los ríos Beni y Mamoré, cerro Cuatro Hermanos, San Matías, las lagunas La Gaiba, Mandioré, Cáceres y Puerto Gutiérrez Guerra sobre el río Paraguay.
Límites con ChileEl límite actual entre Bolivia y Chile fue delimitado por el Tratado de Paz y Amistad de 1904. El documento estipuló la cesión de soberanía del Litoral boliviano a Chile, dejando al país sin costas marinas. El límite trazado se inicia en Visviri (hito tripartito entre Chile, Perú y Bolivia) y termina en Zapaleri (hito tripartito entre Argentina, Chile y Bolivia). Los principales puntos de la frontera son los volcanes Licancabur, Ollagüe y los cerros de Payachata). La frontera corta algunas corrientes naturales de agua como el río Lauca por lo que se han generado conflictos por el uso de sus aguas.
Límites con ParaguayComienza en Esmeralda y termina en Bahía Negra (hito tripartito entre Paraguay, Brasil y Bolivia) sobre el río Negro que desemboca en el río Paraguay. Los principales puntos fronterizos son cerro Ustares, Palmar de las Islas, Hito Chovoreca y Cerrito Jara.
Límites con PerúComienza en Bolpebra (hito tripartito entre Perú, Brasil y Bolivia) y termina en Choquecota (frontera tripartita entre Perú, Chile y Bolivia). Los puntos fronterizos más importantes son Puerto Heath sobre el río Madre de Dios, Nudo de Apolobamba, Puerto Acosta desde donde comienza a trazarse la línea fronteriza en el lago Titicaca, península de Copacabana y Desaguadero.

#### Reclamación marítima

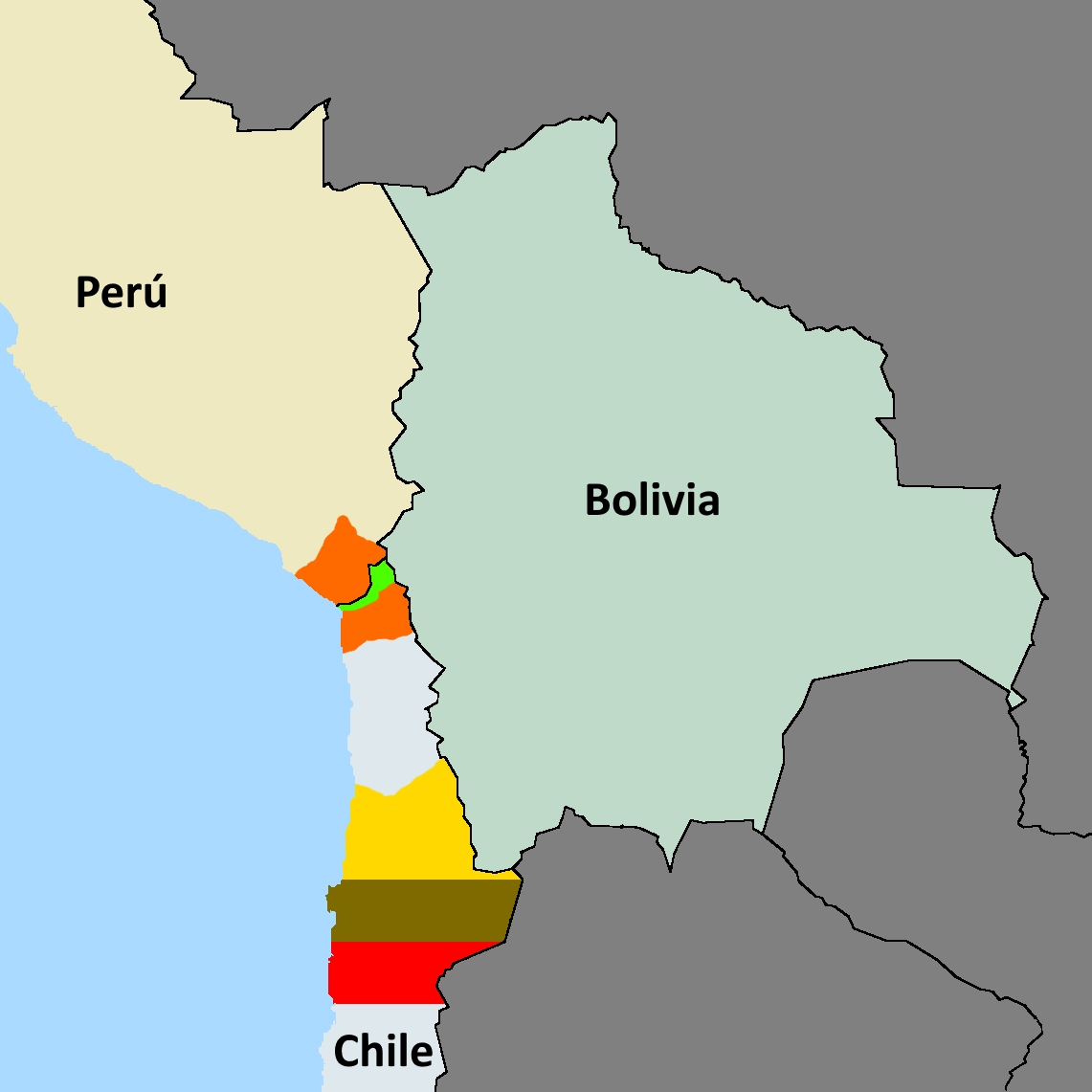
Situación de Bolivia a lo largo de su historia territorial, donde se muestran los cambios respecto a su actual situación de estado sin litoral.
Territorios que estuvieron bajo administración boliviana
Territorio entre el río Loa hasta el paralelo 23º (1825-1879) (en disputa con Chile hasta 1866)
Territorio entre el paralelo 23º y 24º (en disputa con Chile hasta 1866)
Territorios ofrecidos a Bolivia por Chile
Departamentos o provincias menores bajo administración chilena de Tacna y Arica (1880)
Corredor de Charaña (1975-1979)
Territorios disputados entre Bolivia y Chile entre los años 1825 y 1866
El Corredor de Atacama comprendía los siguientes territorios disputados:
Territorio entre el río Loa hasta el paralelo 23º
Territorio entre el paralelo 23º y 24º
Territorio entre el paralelo 24° y 25°
Actualmente Bolivia reclama una salida soberana al mar, pero no reclama un territorio en concreto.

Al perder su extensión de costa marítima conocida como Departamento del Litoral tras la guerra del Pacífico, Bolivia ha mantenido históricamente como política de estado la reclamación territorial a Chile de una salida soberana al océano Pacífico y su espacio marítimo. La Constitución Política de 2009 establece que el Estado boliviano declara su derecho irrenunciable a una salida al mar y que su objetivo es de solucionar el diferendo marítimo pacíficamente.[cita requerida]
Desde la fundación de la ONU en 1945, Bolivia ha solicitado a la Asamblea General considerar su petición de recuperar una salida libre y soberana al océano Pacífico. También ha presentado el asunto ante la OEA, logrando en 1979 la Resolución 426 que define el enclaustramiento marítimo boliviano como un problema hemisférico.
Acceso al océano Pacífico por ChileEl 4 de abril de 1884, se firma con Chile un tratado de tregua, por el cual Chile entrega facilidades de paso a los productos bolivianos a través del Puerto de Antofagasta, liberando del pago de derechos de exportación a los productos bolivianos exportados en Arica.[cita requerida] El 20 de octubre de 1904 se firmó el Tratado de Paz definitivo, en el que Chile se comprometió a construir un ferrocarril de Arica a La Paz para facilitar el comercio boliviano, la concesión de créditos, derechos de libre tránsito hacia puertos en el Pacífico y el pago de 300.000 libras esterlinas.[cita requerida]
Acceso al océano Pacífico - Boliviamar (Ilo, Perú)La Zona Económica Especial para Bolivia en Ilo (ZEEBI) consiste en la cesión de 5 km de costa y una extensión territorial de 358 ha (3.58 km²) llamada Mar Bolivia en la cual Bolivia puede utilizar una zona franca del puerto de Ilo para su administración y funcionamiento. por un período de 99 años renovables desde 1992, después de los cuales toda construcción y el territorio pasa nuevamente al Perú.[cita requerida]
Acceso al océano Atlántico - Río Paraná (Rosario, Argentina)Desde 1964, Bolivia cuenta con instalaciones portuarias en la Zona Franca de Bolivia en Rosario. Dada la necesidad urbana y su poca utilización, se impulsa su traslado a Villa Constitución, dentro de la provincia de Santa Fe, u otro puerto de Buenos Aires.
Durante décadas Bolivia ha presentado ante diversos foros su demanda por la solución a su mediterraneidad, enfocándose principalmente en los territorios cedidos a Chile luego de la derrota en la guerra del Pacífico. La postura de Chile históricamente ha sido que este problema es un asunto bilateral (sin reconocer la participación de organismos mediadores), y respetando los tratados existentes entre ambas naciones.
En 2013 Bolivia demandó a Chile en la Corte Internacional de Justicia en La Haya para obligarlo a negociar una salida soberana al mar. El fallo finalmente fue favorable a Chile y se descartaron todos los puntos del Estado boliviano, indicándose que la Corte «no puede concluir que Chile tenga obligación de negociar el pleno acceso soberano» al océano Pacífico para Bolivia.

### Orden del Cóndor de los Andes
La Orden del Cóndor de los Andes es la más alta distinción que otorga Bolivia.

## Geografía

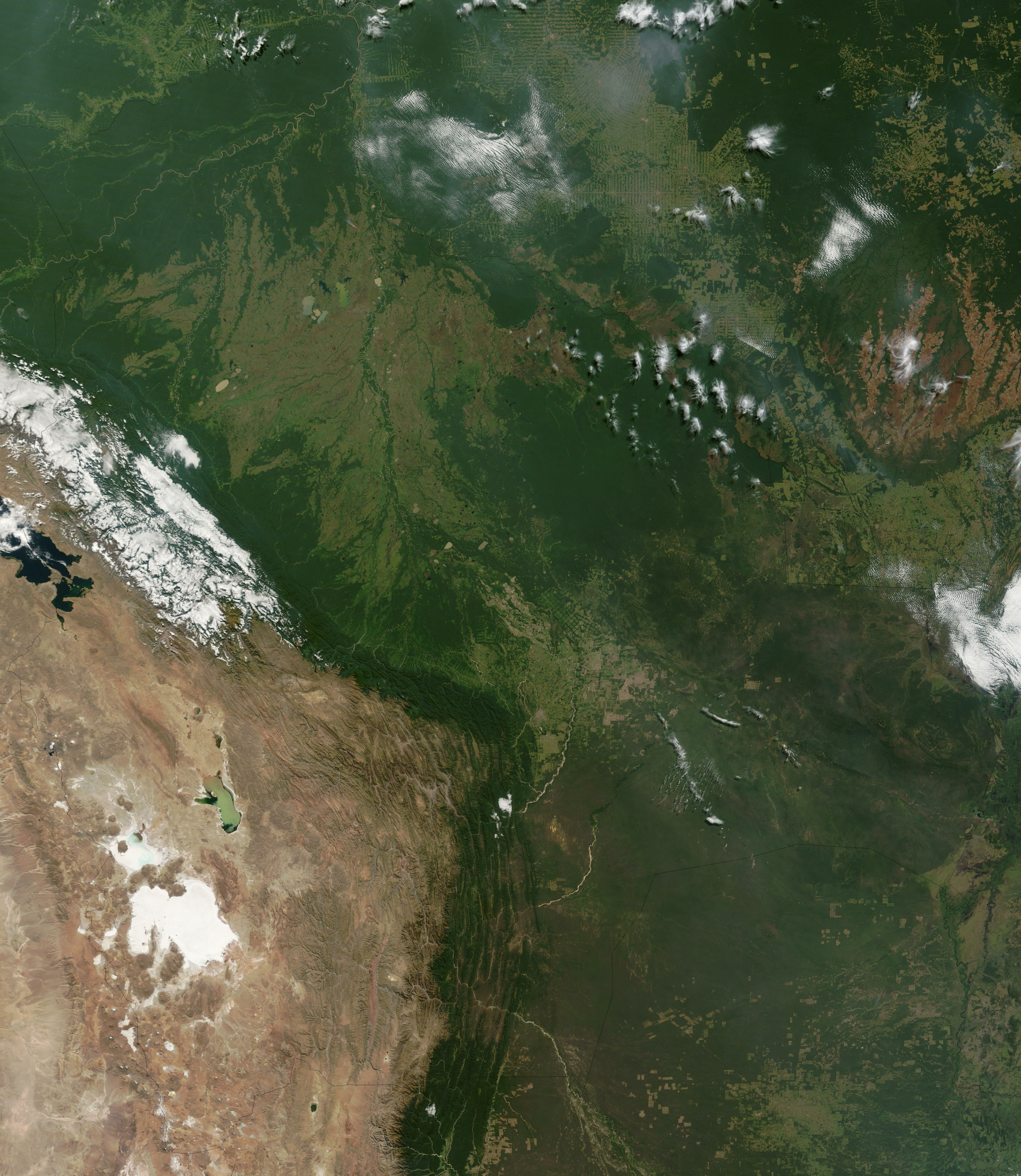
Imagen satelital de Bolivia.

Bolivia se encuentra en la zona central de América del Sur, entre los meridianos 57°26′ y 69°38′ de longitud occidental del meridiano de Greenwich y los paralelos noveno 38´ y 22°53′ de latitud sur por lo tanto abarca más de 13° geográficos. Sus 1 098 581 km² de superficie se extienden desde los Andes Centrales, pasando por parte del Chaco hasta la Amazonía. El centro geográfico del país se encuentra en el área de Puerto Estrella sobre el río Grande en la provincia de Ñuflo de Chaves, ubicada en el departamento de Santa Cruz,
La ubicación geográfica del país le permite comprender una gran variedad de formas de relieve y climas. Bolivia tiene una de las superficies forestales más importantes del mundo, con más de 36 millones de hectáreas de bosque primario, según datos de 2015. Existe una amplia biodiversidad (considerada entre las mayores del mundo), así como distintas ecorregiones y subunidades ecológicas como el Altiplano, la llanura amazónica, los valles secos, los Yungas y las serranías chiquitanas que están enmarcadas en variaciones altitudinales diversas que van desde los 6542 m s. n. m. del Nevado Sajama hasta los 70 m s. n. m. cerca del río Paraguay. Pese a la variedad de contrastes geográficos, Bolivia carece de costas en el océano (condición adquirida tras la guerra del Pacífico).

### Relieve

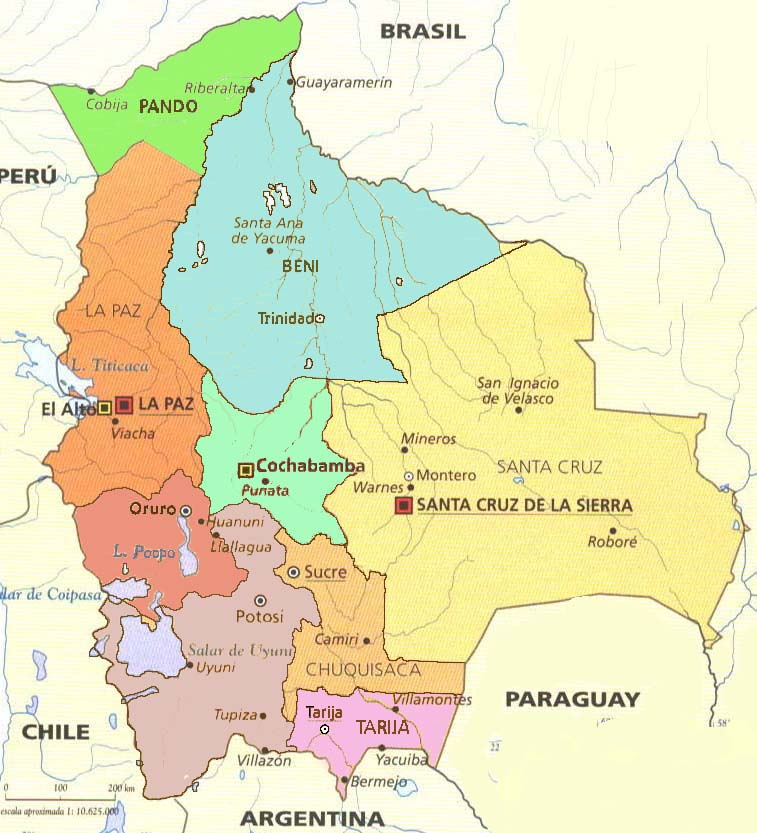

Bolivia se puede dividir en tres regiones fisiográficas:
Región Andina en el sudoesteabarca el 28 % del territorio nacional con una extensión de 307 603 km². Esta zona se halla a más de 3000 m s. n. m., ubicada entre los dos grandes ramales andinos: las cordilleras Occidental y Oriental o Real, las que presentan algunas de las cumbres más elevadas de América como el Nevado Sajama con 6542 m s. n. m. y el Illimani con 6462 m s. n. m. Aquí se encuentra el lago Titicaca, el más alto navegable del mundo situado a 3810 m s. n. m., con una extensión de 8100 km² y compartido con Perú. También se encuentra en el altiplano el salar de Uyuni, que es el depósito de sal y el reservorio de litio más grande del mundo.
Región Subandina en el centro-surregión intermedia entre el altiplano y los llanos orientales que abarca el 13 % del territorio (142 815 km²), y comprende los valles y los yungas (a 2500 m s. n. m.). Se caracteriza por su actividad agrícola y su clima templado a cálido (15 a 25 °C). Esta región comprende los valles bolivianos y Los Yungas.
Región de los Llanos en el noresteabarca el 59 % de la superficie nacional con una extensión de 648 163 km² y se ubica al norte de la cordillera Oriental o Real, que se extiende desde el pie de los Andes hacia el río Paraguay. Es una tierra de llanuras y bajas mesetas, cubierta por extensas selvas ricas en flora y fauna. La región se caracteriza por estar a una altitud menor de 400 m s. n. m., contar con ríos extensos y la mayor biodiversidad del país. Registra una temperatura media anual de 22 a 25 °C.

### Hidrografía
Bolivia cuenta con tres cuencas que recogen las aguas que desembocan en las vertientes del Atlántico (exorreica), del Altiplano (endorreica) y, en menor medida en el Pacífico como es el caso del río Silala, cuyas aguas se encuentran en disputa con Chile.
Cuenca del Amazonas o Norte724 000 km² / 66 % del territorio. Los ríos de esta cuenca por lo general suelen tener caudales abundantes y meándricos, por lo que suelen formarse múltiples lagos y lagunas como la laguna Murillo, ubicada en el departamento de Pando. El principal afluente boliviano es el río Mamoré con una longitud de 2000 km, que discurre en dirección norte hasta la confluencia con el río Beni de 1113 km de largo el segundo en importancia fluvial del país con el cual forma el río Madera o Madeira el principal afluente del río Amazonas. De este a oeste está constituida por otros ríos importantes como Madre de Dios, Orthon, Abuná, Yata e Iténez o Guaporé. Por su parte, los lagos y lagunas más importantes son el Rogaguado y el Rogagua. La precipitación media anual en esta parte del territorio es de 1814 mm/año.
Cuenca del Plata o Sur229 500 km² / 21 % del territorio. Los afluentes son por lo general menos caudalosos que los amazónicos. Compuesta principalmente por los ríos Paraguay, Pilcomayo y Bermejo. Las lagunas más importantes son: Uberaba y Mandioré ubicadas en la región del Pantanal boliviano. La precipitación media anual en esta parte del territorio es de 854 mm/año.
Cuenca Lacustre o Central145 081 km² / 13 % del territorio. El Altiplano cuenta con gran cantidades de ríos, lagos, lagunas y manantiales que no discurren hacia ningún océano por encontrarse encerradas por la cordillera de los andes que delimita la región. El río más importante es el Desaguadero que con sus 436 km de longitud es el más largo de los ríos altiplánicos, nace en el lago Titicaca, el más alto del mundo (3810 m s. n. m.), y discurre en dirección sudeste en el lago Poopó (3686 m s. n. m.). Formada por los lagos Titicaca y Poopó, y el río Desaguadero y grandes salares como el de Coipasa y el de Uyuni. Por su atractivo turístico, son importantes las lagunas Verde, Blanca y Colorada localizadas al sur de Potosí. En esta cuenca existen grandes salares como el Salar de Uyuni (12 000 km²) que es el desierto de sal y depósito de litio más grande del mundo, o el Salar de Coipasa (2218 km²). La precipitación media anual en esta parte del territorio es de 421 mm/año.
| Principales Elevaciones, Ríos y Lagos de Bolivia                                                                |               |               |            |              |               |               |               |                  |
| Nevado Sajama                                                                                                   | Nevado Sajama | Nevado Sajama | Río Mamoré | Río Mamoré   | Río Mamoré    | Lago Titicaca | Lago Titicaca | Lago Titicaca    |
| Elevaciones | Elevaciones   | Elevaciones   | Ríos       | Ríos         | Ríos          | Lagos         | Lagos         | Lagos            |
| N° | Nombre        | Elevación (m) | N°         | Nombre       | Longitud (km) | N°            | Nombre        | Superficie (km²) |
| 1 | Sajama        | 6542          | 1          | Mamoré       | 2000          | 1             | Titicaca      | 3790¹            |
| 2 | Illampu       | 6485          | 2          | Río Itonomas | 1493          | 2             | Poopó         | 2337             |
| 3 | Illimani      | 6462          | 3          | Grande       | 1438          | 3             | Coipasa       | 806              |
| 4 | Ancohuma      | 6427          | 4          | Beni         | 1130          | 4             | Huaytunas     | 329              |
| 5 | Parinacota    | 6362          | 5          | Blanco       | 1087          | 5             | Rogaguado     | 315              |
| Notas: 1 = El lago Titicaca tiene una superficie total de 8562 km² de los cuales 3790 km² pertenecen a Bolivia. |               |               |            |              |               |               |               |                  |
| Fuente: Instituto Geográfico Nacional (IGN)                                                                     |               |               |            |              |               |               |               |                  |

### Clima
El clima de Bolivia varía mucho entre ecorregiones, de las condiciones tropicales en los llanos orientales a un clima polar en los andes occidentales. Los veranos son cálidos, húmedos en el oriente y secos en occidente con lluvias que modifican la temperatura, la humedad, el viento, la presión atmosférica, y la evaporación, dando lugar a climas diferentes. Cuando se presenta el fenómeno climatológico y erráticamente cíclico llamado El Niño genera grandes alteraciones en el clima. Los inviernos en occidente son bastante fríos y presentan nieve en las proximidades a las montañas, mientras que las tierras bajas tienden a tener días ventosos. El otoño es seco en las regiones no tropicales. Las variaciones climáticas por regiones ocurren de la siguiente manera:
LlanosClima húmedo tropical con temperatura promedio de 30 °C. Los vientos provenientes de la selva amazónica ocasionas lluvias significativas. A partir de mayo, vientos secos producen una precipitación mínima por lo que los días son despejadas. En invierno incursionan vientos fuertes del sur, llamados surazos, que pueden traer temperaturas frescas por varios días.
AltiplanoClima árido-polar que barrido por los vientos fuertes y fríos. La temperatura media se encuentra entre los 15 a 20 °C. En la noche las temperaturas caen drásticamente y se sitúan justo por encima de los 0 °C, mientras que al mediodía el clima es seco y la intensidad de la radiación solar es mayor. Las heladas ocurren casi cada mes y la nieve es frecuente.
Valles y YungasEl clima es templado. Los vientos nororientales húmedos son empujados hacia las montañas, haciendo que esta zona sea húmeda y lluviosa. Las temperaturas caen con el aumento de la altura, sin embargo las nevadas son posibles en elevaciones que oscilan los 2550 m s. n. m.
ChacoClima semitropical, semiárido. Presenta lluvia y humedad durante enero y los otros meses son secos con días calurosos y noches frescas. La temperatura máxima registrada en Bolivia fue de 47 °C y se produjo en esta zona. Los surazos también afectan esta región.

Paisajes bioclimáticos de Bolivia
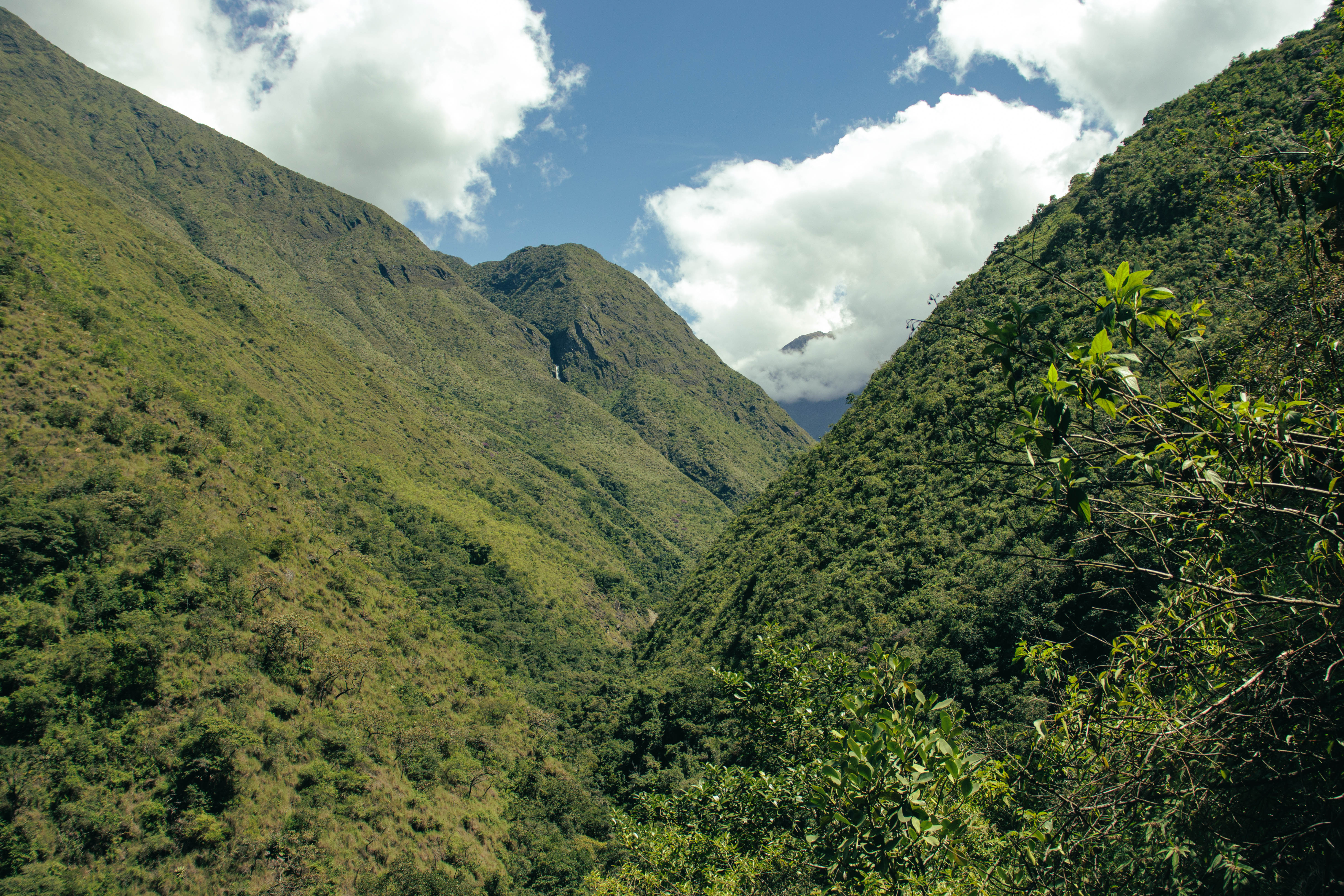
Selva húmeda Los Yungas, La Paz
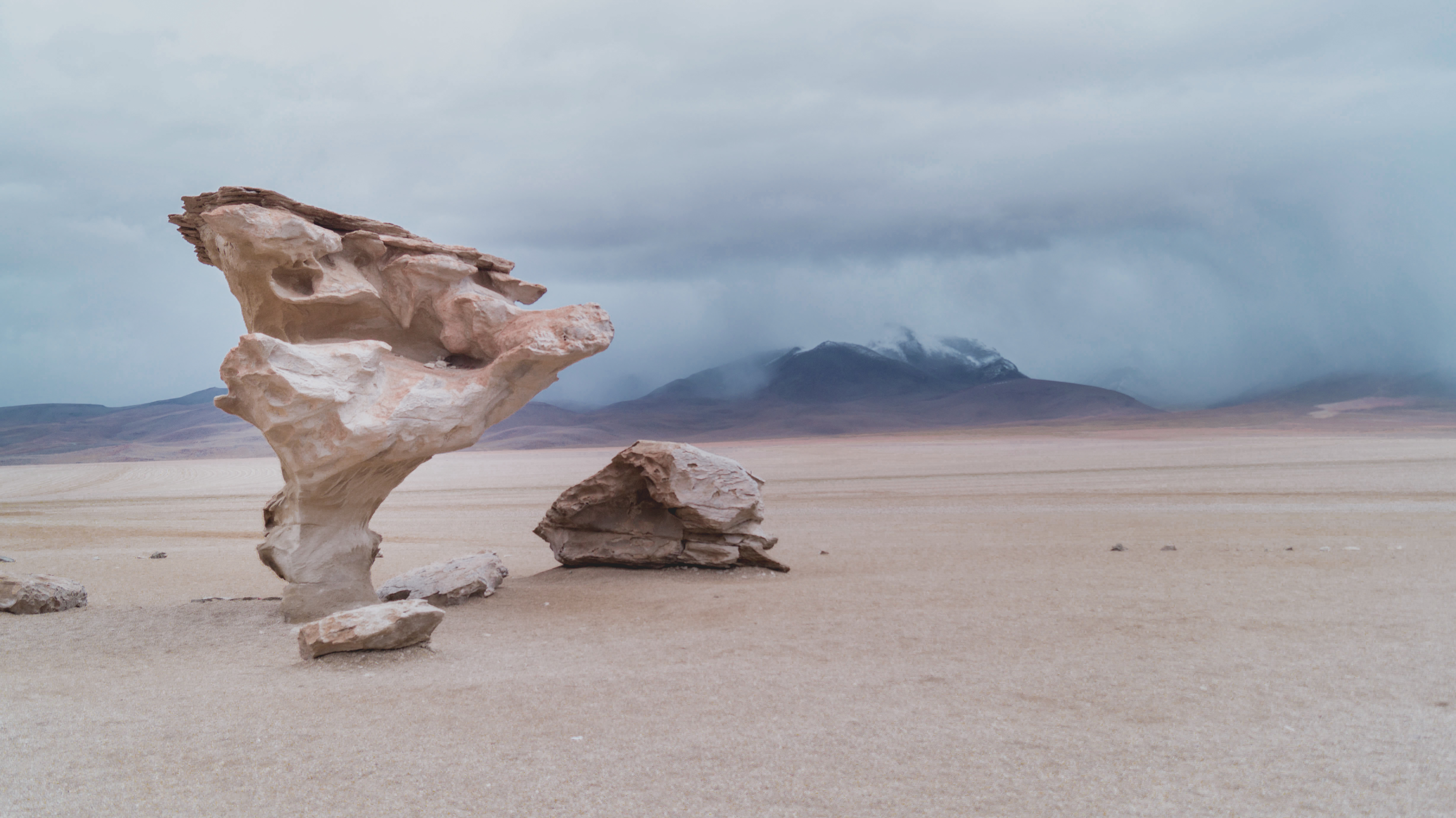
Desierto frío Desierto Dalí, Potosí
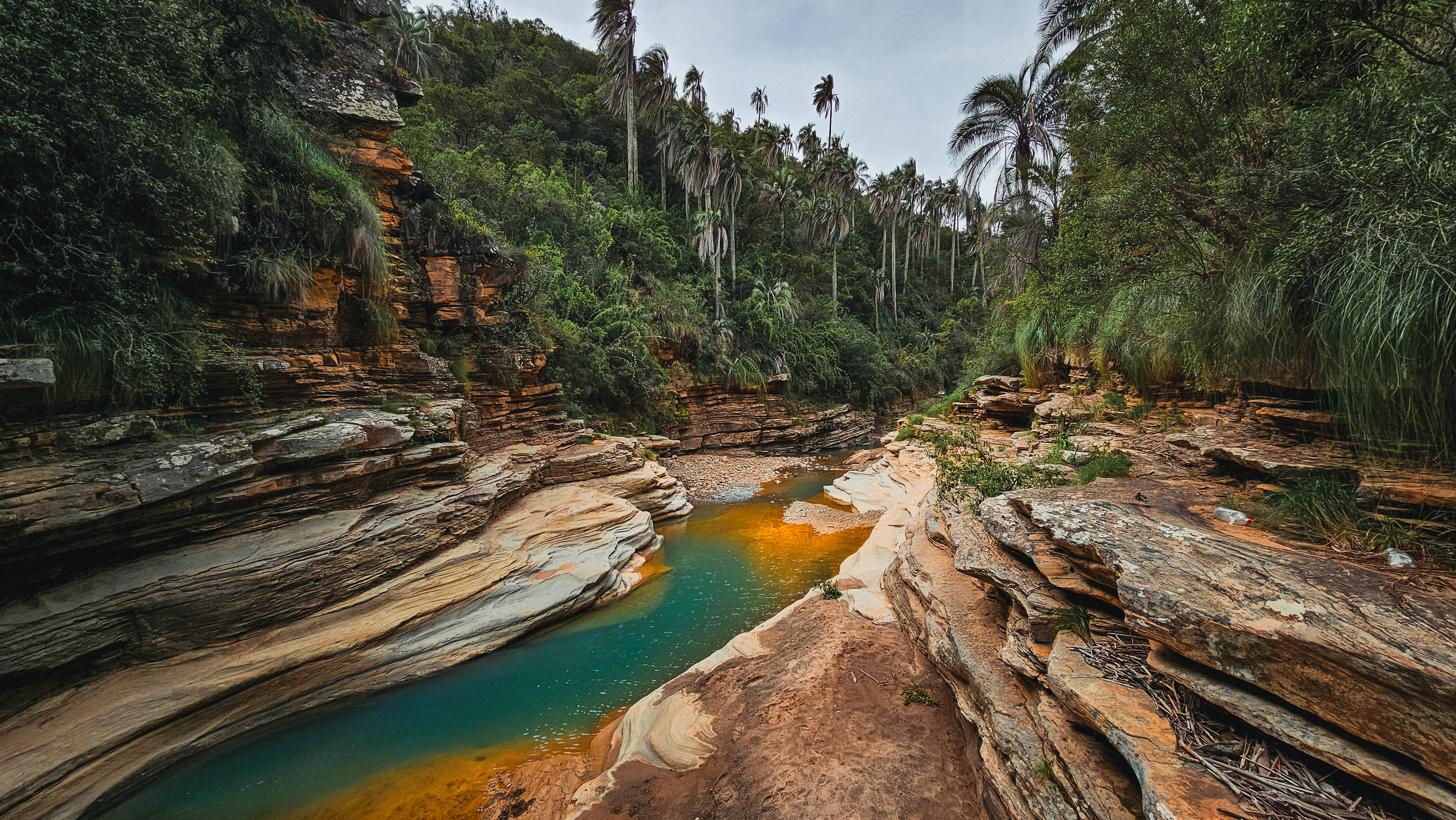
Selva seca El Palmar, Chuquisaca
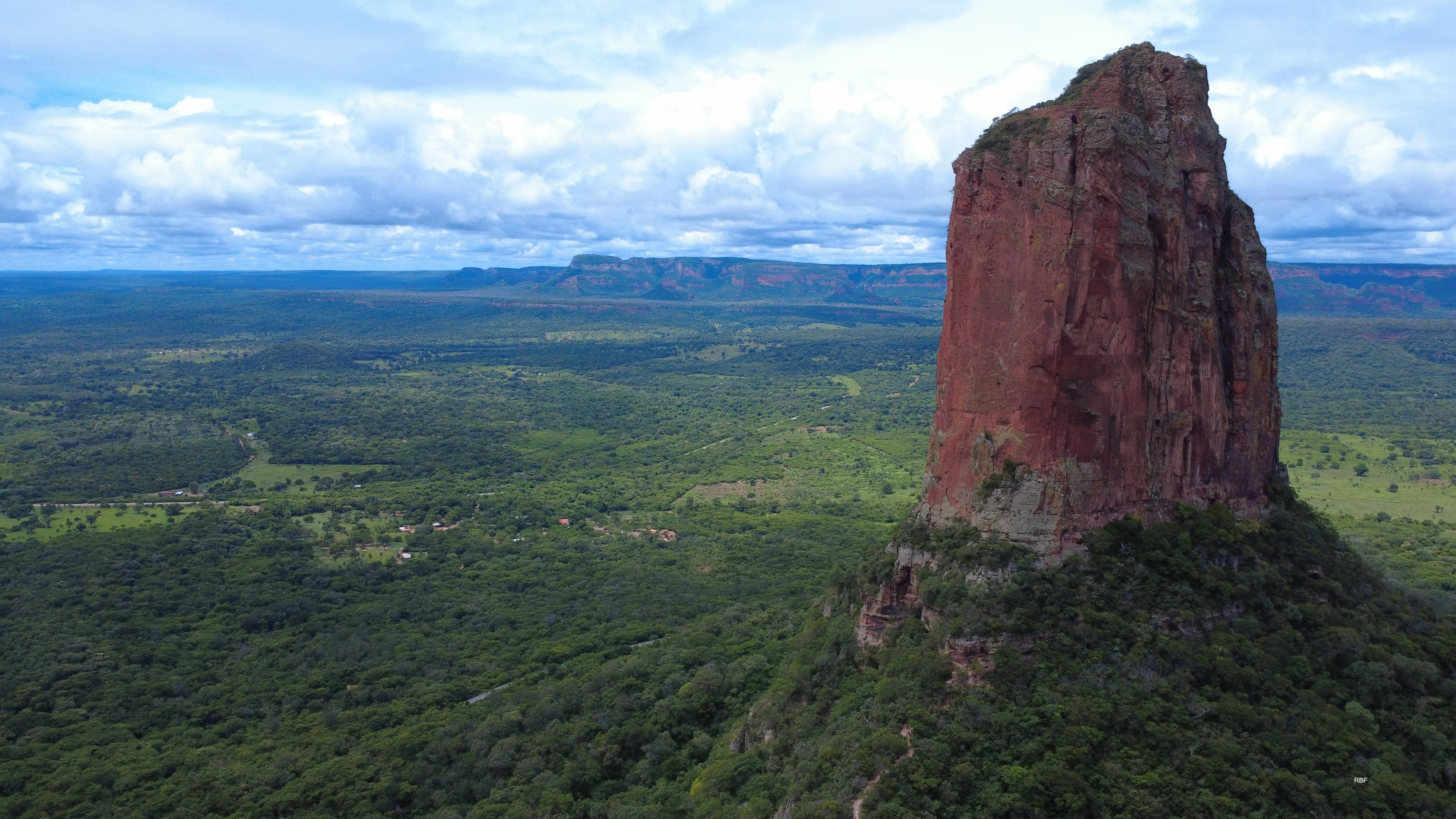
Valle templado Chiquitos, Santa Cruz
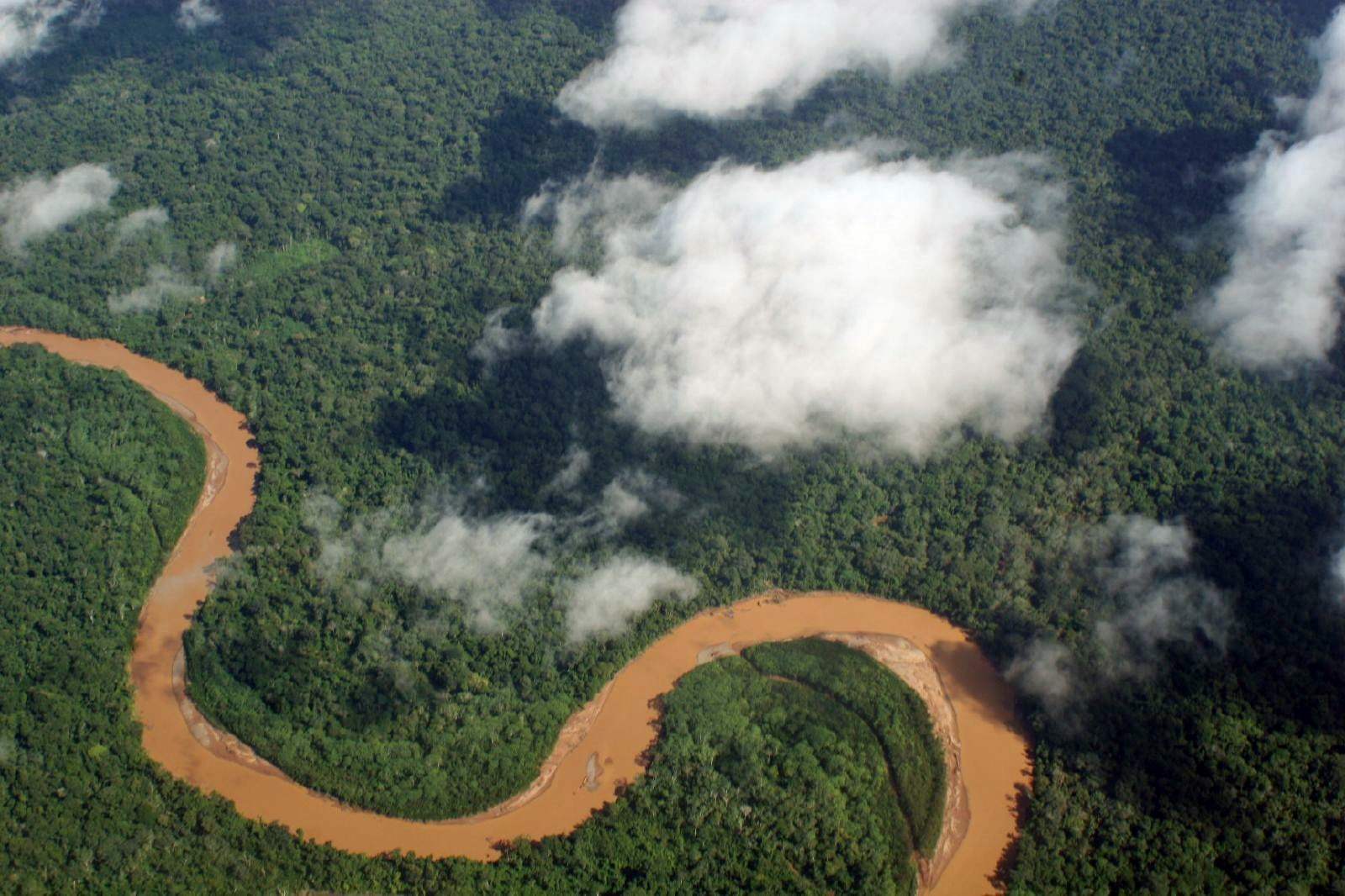
Selva tropical Selva Amazónica, Beni
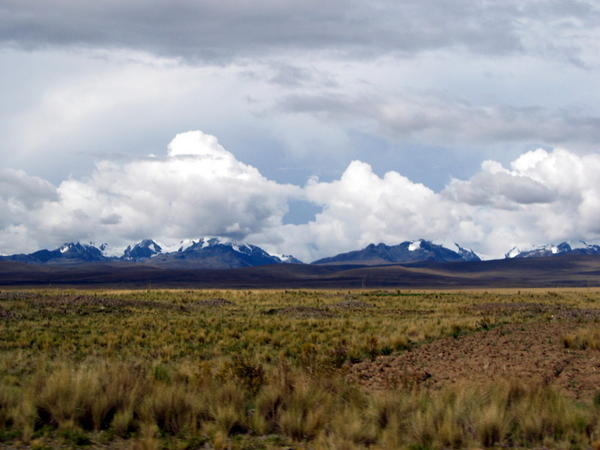
Altiplano húmedo Meseta del Titicaca, La Paz
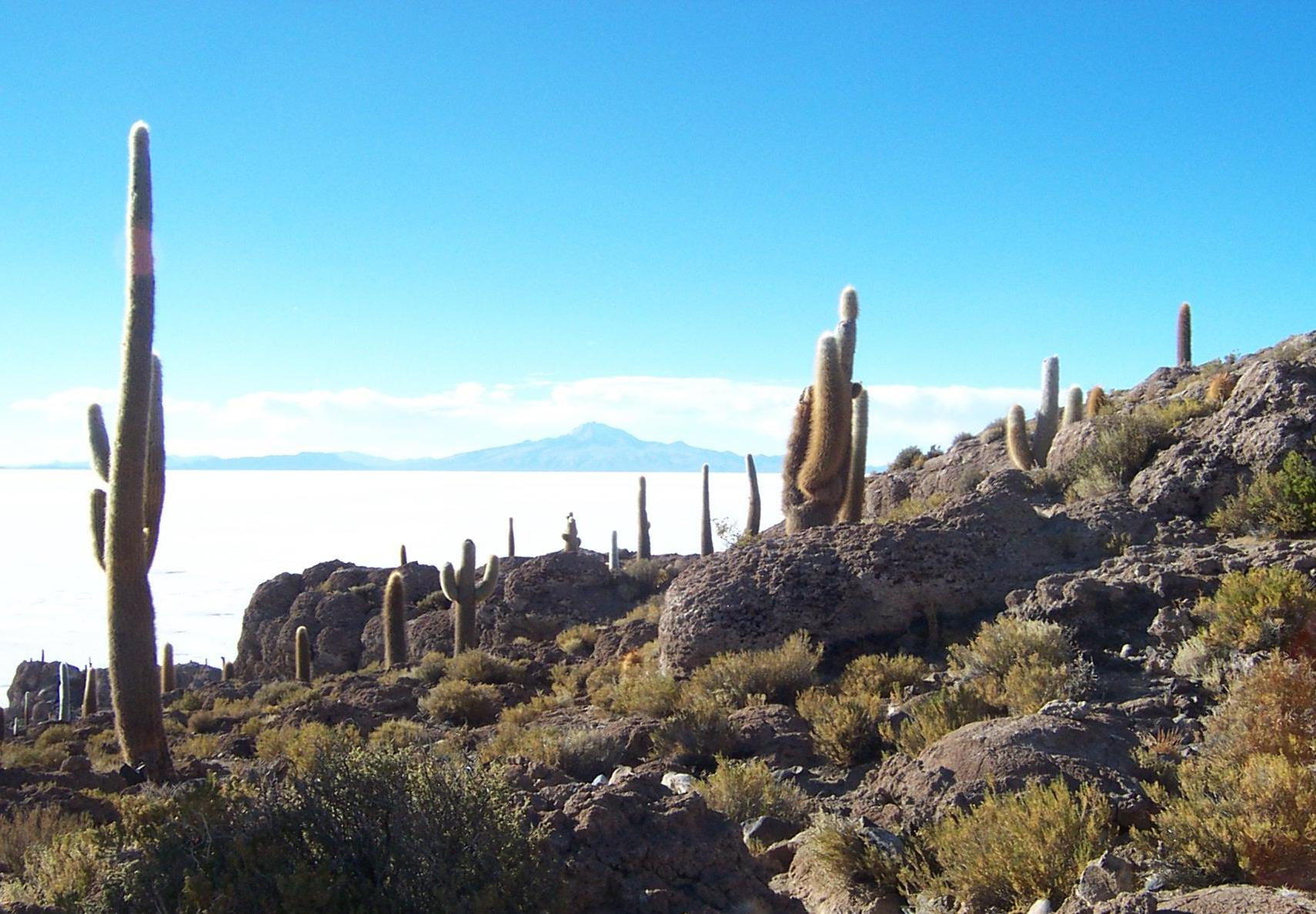
Altiplano seco Isla del Pescado, Potosí
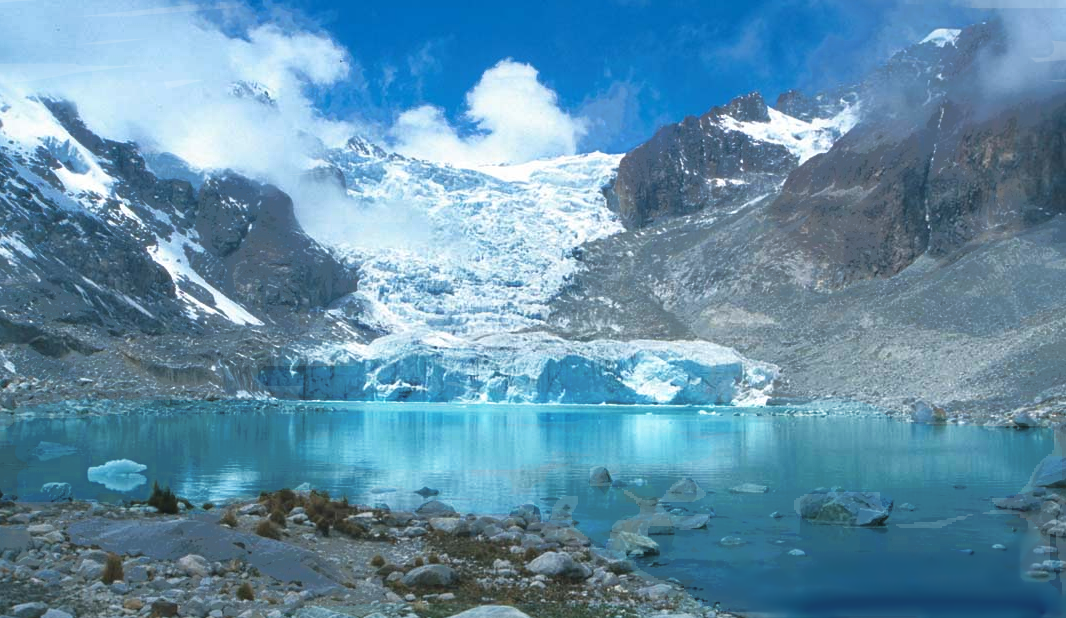
Glaciar andino Lago glaciar, La Paz

### Biodiversidad
Bolivia es considerado como un país megadiverso, pues se sitúa entre los países del mundo con mayor variedad de seres vivos, ecosistemas y diferencias genéticas dentro de cada especie que permiten la combinación de múltiples formas de vida.
Su gradiente altitudinal, que oscila entre 90 y 6542 m s. n. m., permite contar con esta amplia diversidad biológica. Su territorio comprende 4 tipos de biomas, 32 regiones ecológicas y 199 ecosistemas. Se destacan los ecosistemas de la amazonía, los yungas), la chiquitanía, el chaco y los bosques interandinos. En este espacio geográfico megadiverso cohabitan distintas reservas naturales como los parques nacionales: Noel Kempff Mercado, Madidi, Tunari, Eduardo Abaroa, Kaa-Iya, entre otros.
La biodiversidad de especies se divide en:

#### Plantas
Al contar con más de 20 000 especies con semillas, de las cuales se estiman en más de 1200 especies de helechos, más de 1500 especies de hepáticas o musgos, y por lo menos ochocientas especies de hongos. Además, se conocen más de 3000 especies de plantas medicinales, por lo que Bolivia es considerada como el lugar de origen de especies como los locotos, ajíes, pimientos, maníes, poroto o Phaseolus vulgaris, yuca o mandioca y diversas variedades de palmeras. Por otro lado, en sus tierras se producen más de 4000 variedades de patatas en una amplia gama de colores, formas y tamaños.

#### Vertebrados
Entre los diez países más diversos con más de 2900 especies, distribuidas en: 398 de mamíferos, más de 1400 aves (70 % de aves conocidas en el mundo, 6° país con mayor cantidad de especies), 204 de anfibios, 277 de reptiles y 635 de peces de agua dulce, puesto que el país no cuenta con salida al mar. Además se han identificado más de 3000 especies de mariposas, por lo que el país ocupa el cuarto lugar en el mundo. Existen también más de 50 especies de animales domésticos.
Pese a que el territorio boliviano solo alberga alrededor del 3,5 % de los bosques del mundo, la diversidad biológica del país representa entre el 30 % y 40 % del total mundial. Un alto porcentaje de las especies de flora y fauna son endémicas puesto que solo habitan en el área delimitada. La mayor concentración de plantas endémicas se encuentran en los Andes. Más específicamente en los yungas y en los valles secos interandinos.

Fauna y flora de Bolivia
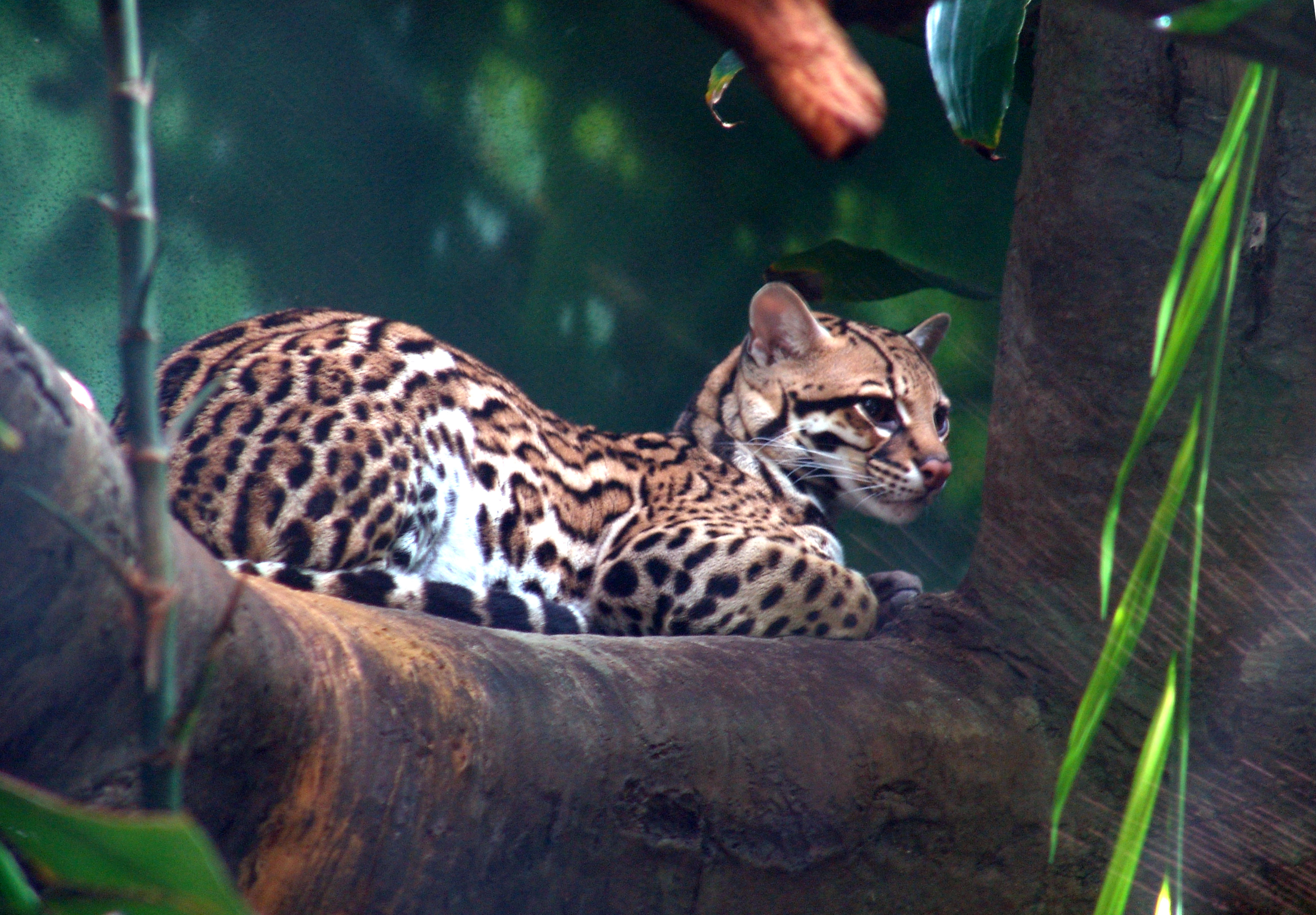
Leopardus pardalis Tigrillo
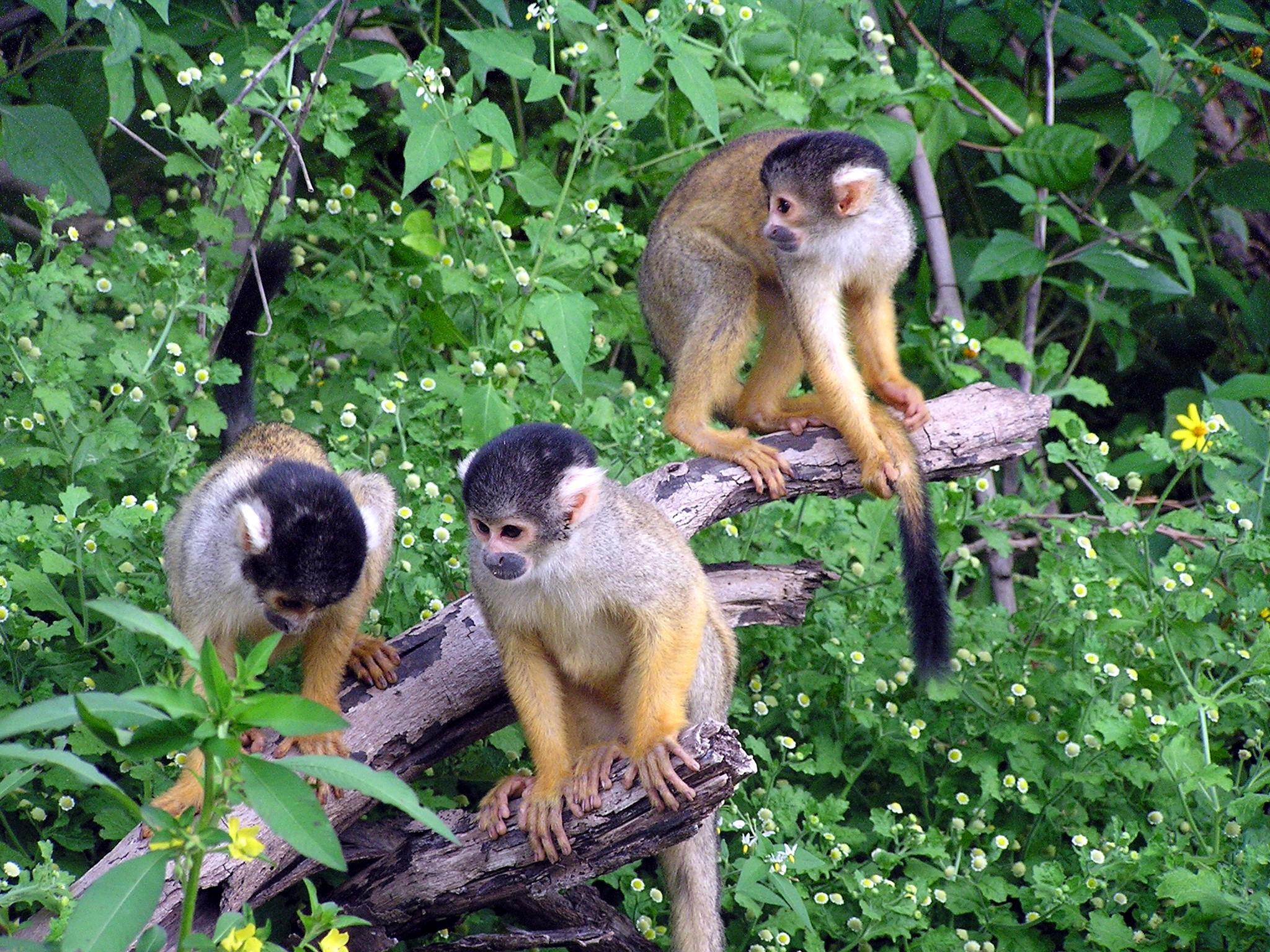
Saimiri boliviensis Mono ardilla
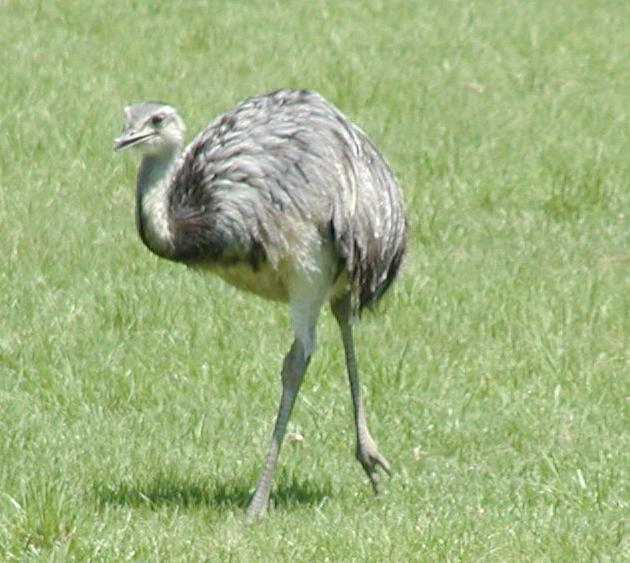
Ñandú
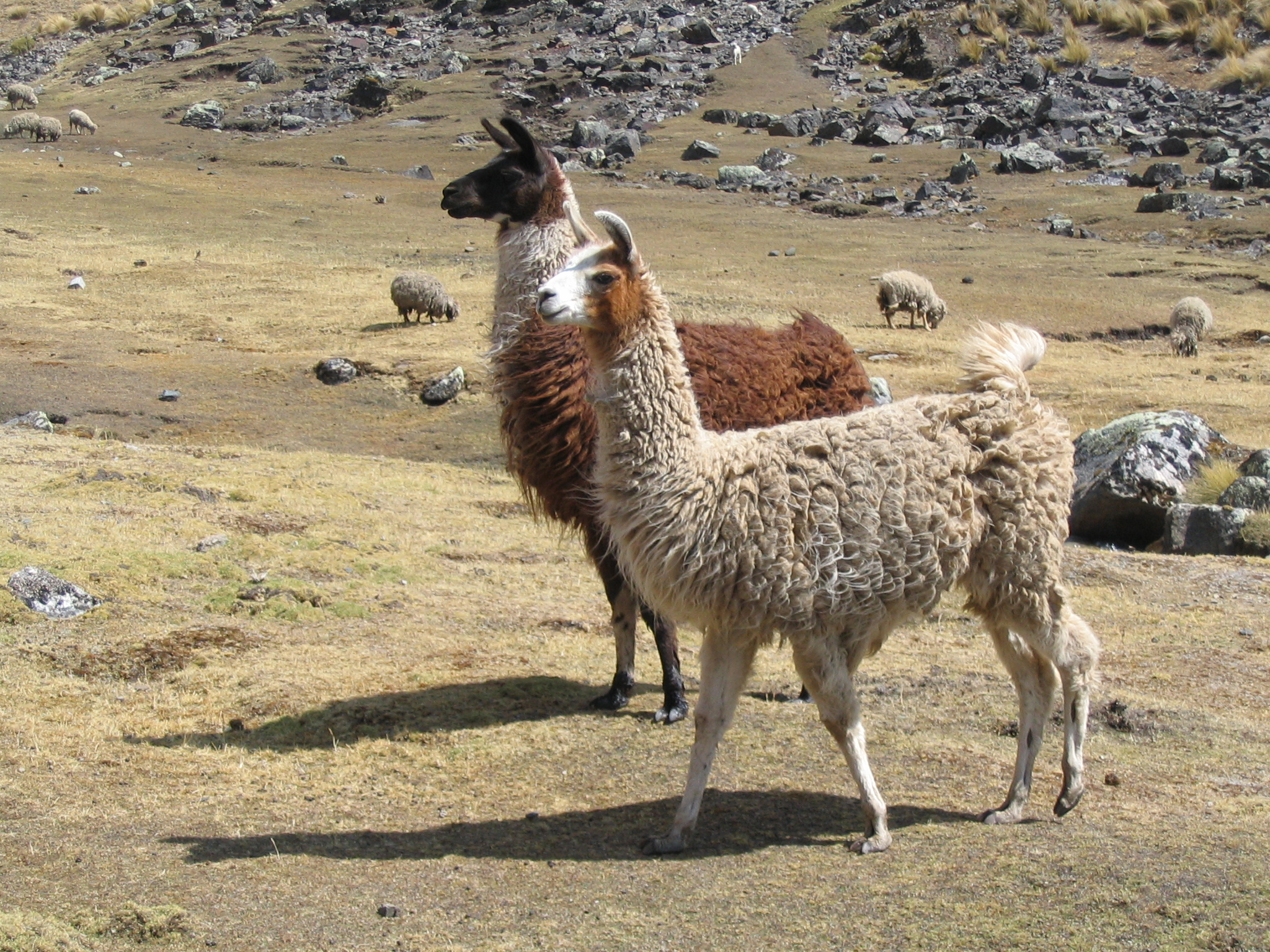
Lama glama Llama
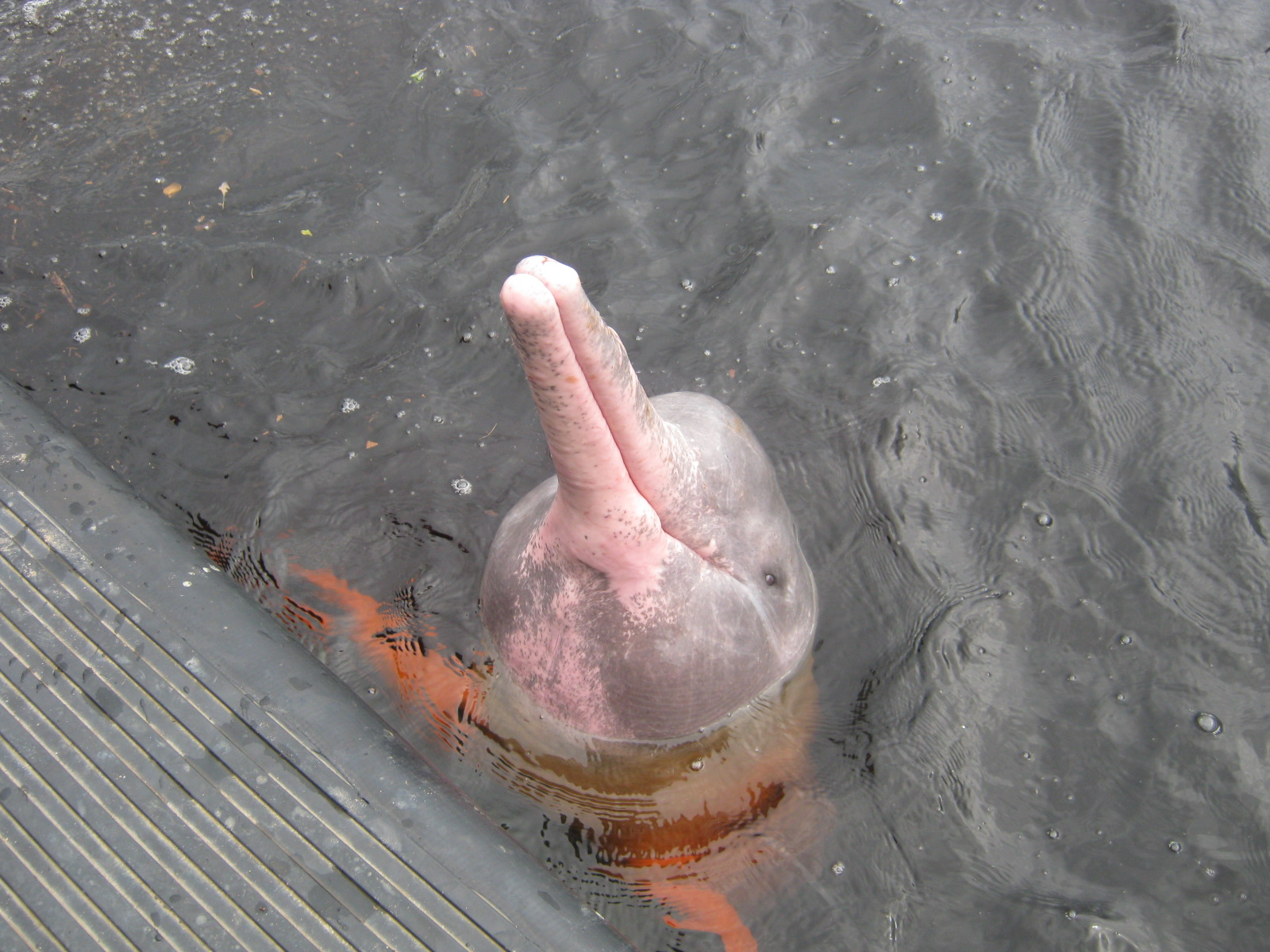
Inia boliviensis Boto o buteo
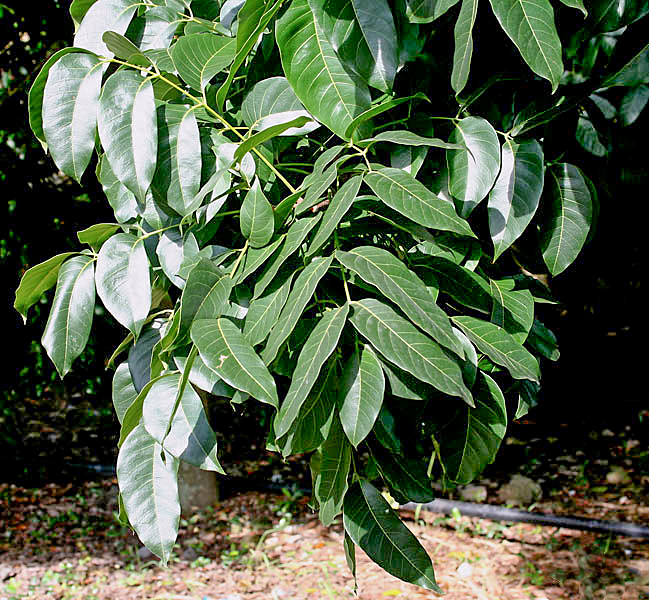
Swietenia macrophylla Mara (Caoba)
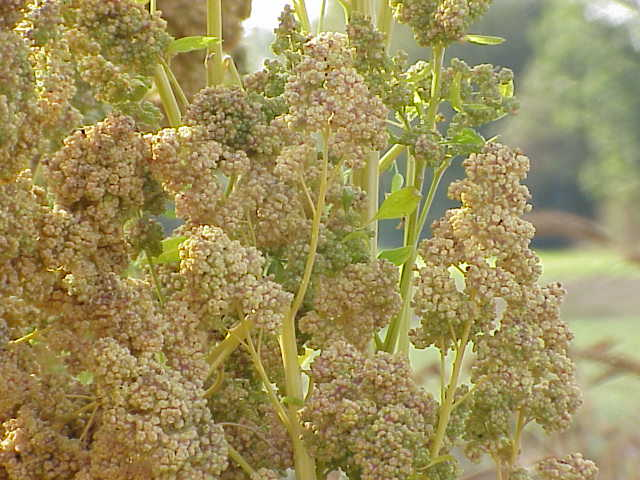
Chenopodium quinoa Quinua
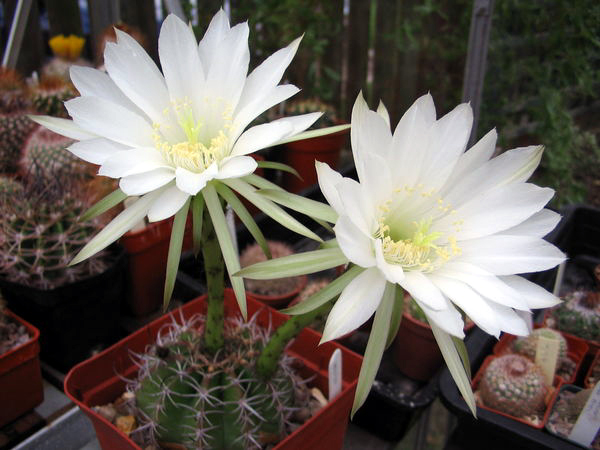
Echinopsis boyuibensis Cactus de boyuibe
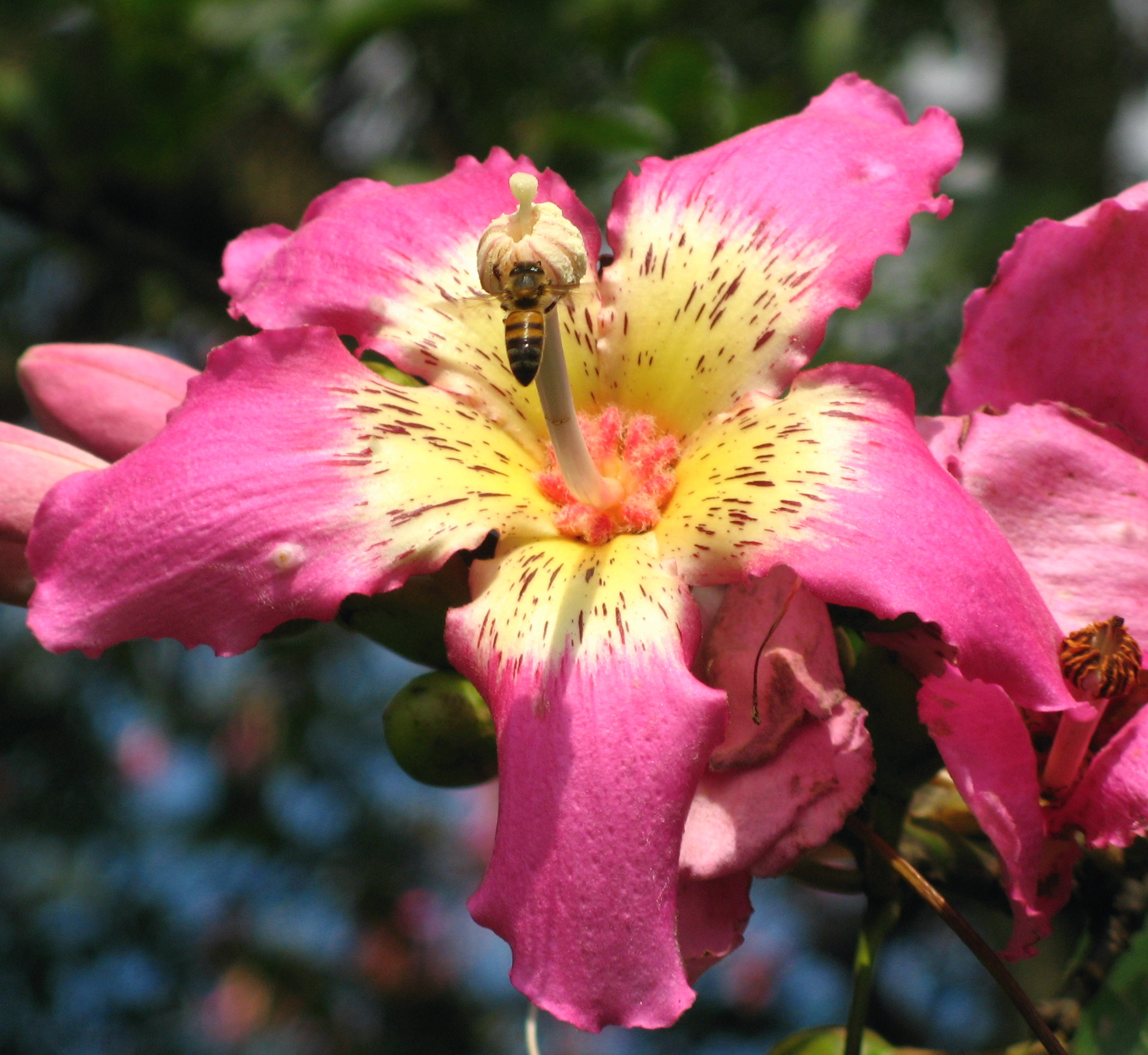
Ceiba speciosa Toborochi
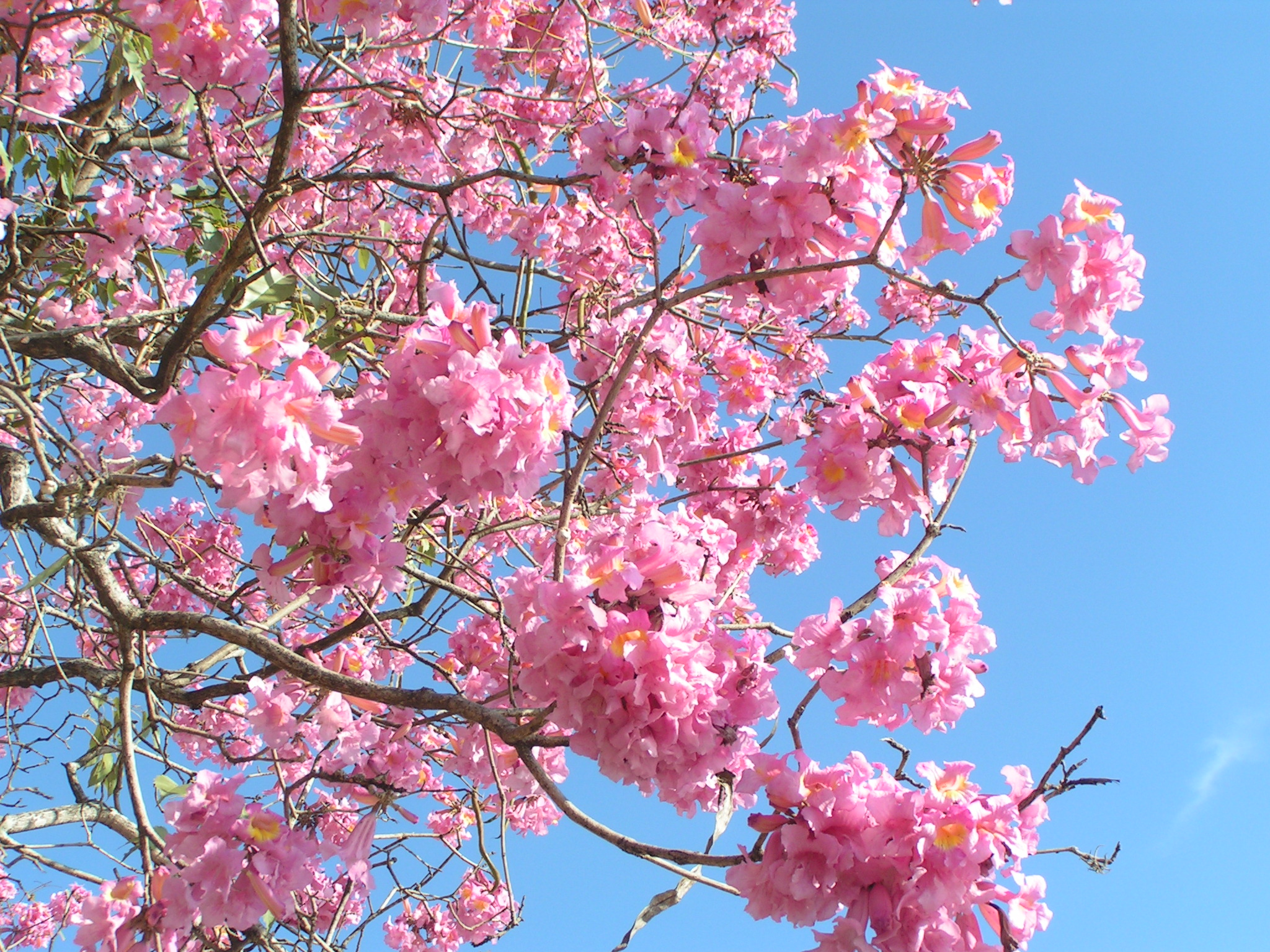
Handroanthus impetiginosus Tajibo rosado
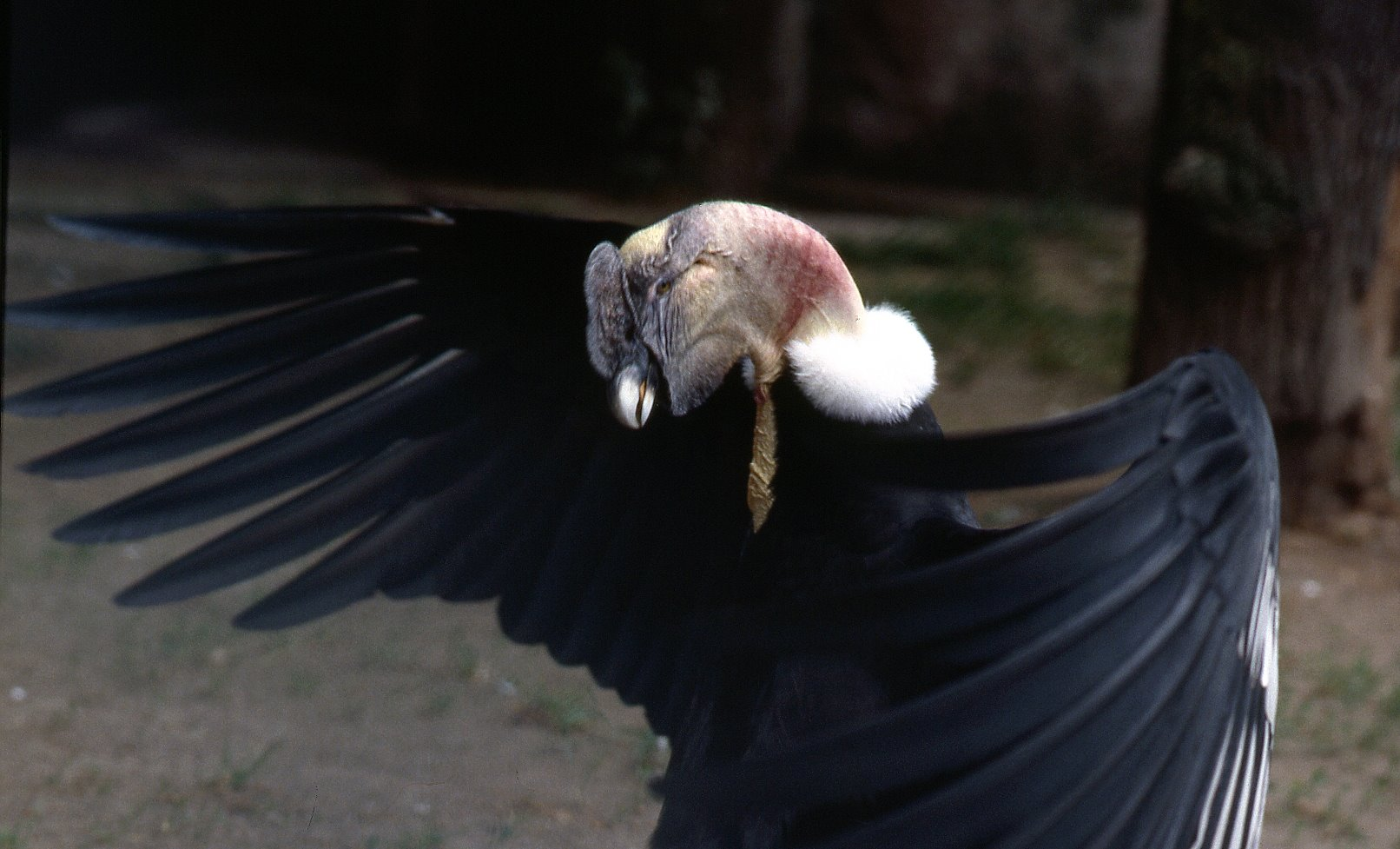
Cóndor
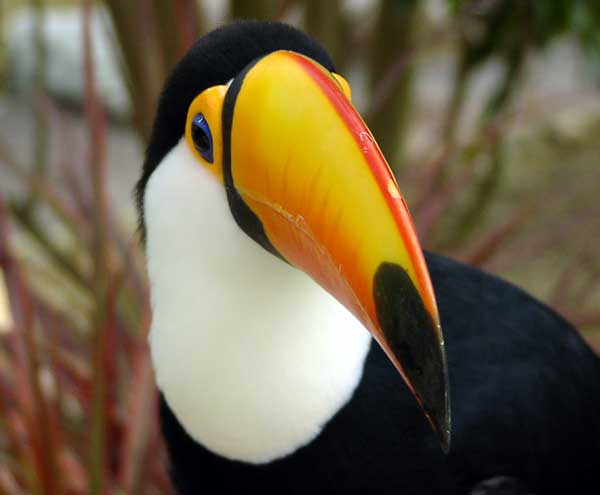
Tucán
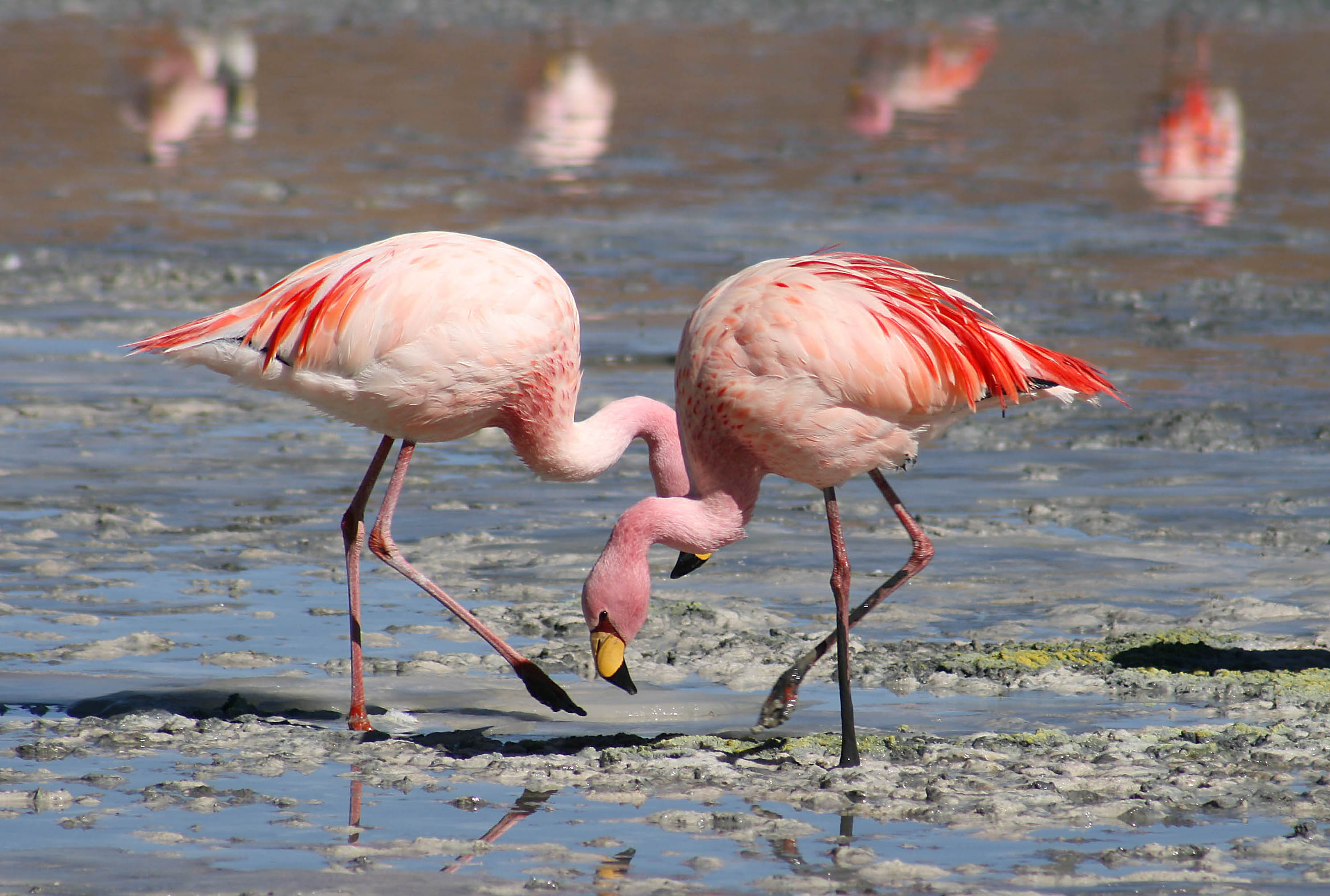
Phoenicopterus andinus Flamenco

## Demografía
El censo llevado a cabo por el Instituto Nacional de Estadística en 2024 registraba una población de 11 312 620 habitantes y un índice de masculinidad de 99,67 %.
En los últimos cincuenta años la población boliviana se ha triplicado, alcanzando una tasa anual de crecimiento de 2,25 %. El incremento de la población en los períodos intercensales 1950-1976 y 1976-1992. La tasa anual de crecimiento para el primer período intercensal fue de 2,05 % entre 1976-1992, mientras que el crecimiento al último censo de 2001 alcanzó a 2,74 % anual.
El 69 % de los bolivianos vive en zonas urbanas y el remanente 31 %; en zonas rurales. La mayor parte de la población del país se concentra en los departamentos de Santa Cruz, Cochabamba, y La Paz que reúnen más del 70 % de la población boliviana. En la región del altiplano, los departamentos de La Paz y Potosí concentran la mayor proporción de población. En los valles los departamentos de Cochabamba y Chuquisaca tienen la mayor proporción de población y en los llanos esto ocurre con los departamentos de Santa Cruz y Beni. La densidad poblacional es de 8,49 habitantes por km cuadrado, con variaciones entre los 0,8 en el departamento de Pando y 26,2 en el departamento de Cochabamba. Con el crecimiento poblacional la densidad también ha ido aumentando en cada período intercensal.
La mayor concentración de población se presenta en el llamado «eje central» del país. Bolivia se caracteriza por tener una población joven. Según el censo 2001 el 54 % de los habitantes tiene entre 15 y 59 años, el 39 % tiene menos de 15 años y de ellos la tercera parte son menores de 5 años. Casi el 60 % de la población es menor a 25 años, los adolescentes (10-20 años) representan el 23 % y las mujeres en edad fértil (15-49 años) son casi la mitad del total de mujeres en el país.
Según la Organización Internacional para las Migraciones hay aproximadamente 1,6 millones de bolivianos/as que han emigrado al exterior en busca de mejores condiciones de vida. Los países de migración tradicional han sido Argentina y Estados Unidos. Sin embargo, en la década del 90 la mayor parte de la migración boliviana fue a España, donde se estima que residen 230 000 bolivianos/as.
| Ciudades de Bolivia                                       |                         |              |           |            |             |              |           |
|                                                           |                         |              |           |            |             |              |           |
| Santa Cruz de la Sierra                                   | Santa Cruz de la Sierra | La Paz       | La Paz    | Cochabamba | Cochabamba  | Sucre        | Sucre     |
| Diez Ciudades Más Pobladas                                |                         |              |           |            |             |              |           |
| Puesto                                                    | Ciudad                  | Departamento | Población | Puesto     | Ciudad      | Departamento | Población |
| 1                                                         | Santa Cruz de la Sierra | Santa Cruz   | 1 473 457 | 6          | Sucre       | Chuquisaca   | 259 388   |
| 2                                                         | El Alto                 | La Paz       | 848 840   | 7          | Potosí      | Potosí       | 205 346   |
| 3                                                         | La Paz                  | La Paz       | 764 617   | 8          | Tarija      | Tarija       | 189 652   |
| 4                                                         | Cochabamba              | Cochabamba   | 630 587   | 9          | Sacaba      | Cochabamba   | 169 494   |
| 5                                                         | Oruro                   | Oruro        | 264 683   | 10         | Quillacollo | Cochabamba   | 137 029   |
| Fuente: Censo Nacional de Población y Vivienda 2012, INE. |                         |              |           |            |             |              |           |

### Etnografía
La composición étnica de Bolivia comprende una gran diversidad de culturas. La mayoría de los indígenas han asimilado la cultura mestiza, diversificando y expandiendo sus raíces ancestrales. Consecuentemente, en Bolivia se constata la mezcla de culturas, uniendo aspectos hispanos con lo amerindio. 
MestizosMezcla de amerindios y europeos, repartidos por todo el país. La gran mayoría de la población boliviana asume su identidad mestiza pero al mismo tiempo, se autoidentifica con alguno de los pueblos indígena-originarios, forman parte del 59 % de la población boliviana según el censo 2012:
Indígena-OriginariosDescendientes de las culturas prehispánicas andinas como los aymaras y los quechuas (Imperio inca). Estos se concentran en los departamentos occidentales de La Paz, Potosí, Oruro, Chuquisaca y Cochabamba. También existe una importante población de etnias orientales como los guaraníes y los mojeños que se encuentran en los departamentos de Santa Cruz, Beni, Pando y Tarija. Por otra parte, producto de los flujos migratorios internos, la región oriental del país ha presenciado un aumento significativo de quechuas y aymaras en el área rural, y de indígenas amazónicos y chaqueños en las áreas urbanas, forman parte del 40,6 % de la población boliviana (19 % quechua, 17 % Aimara y 4,6 % otros) según el censo 2012:
Blancos (Bolivianos blancos)La mayor parte son descendientes de criollos y migrantes europeos y árabes de segunda generación provenientes de Alemania, Croacia, España, Italia, Líbano y Turquía. Se concentran principalmente en las grandes ciudades como Santa Cruz de la Sierra, La Paz, Tarija, y Cochabamba. En el departamento de Santa Cruz se destacan los miembros de colonias menonitas (105 000) que se dedican a la agricultura, según el censo 2012 forman parte del 59 % (sin censar) de la población boliviana:
AfrobolivianosSon descendientes de africanos llevados al país en condición de esclavitud durante la colonia. Según el censo 2012 forman el 0.23 % de la población boliviana:
AsiáticosPrincipalmente japoneses (14 000), chinos (4600), coreanos.:
OtrosCiudadanos europeos de Alemania, Francia, Italia y Portugal. También hay un pequeño número de inmigrantes de otros países americanos, como Argentina, Brasil, Chile, Colombia, Cuba, Ecuador, Estados Unidos, Paraguay, Perú, México, Venezuela, entre otros. Existe una importante población peruana primordialmente en La Paz y El Alto.

#### Pueblos indígenas
Los pueblos indígena-originarios de Bolivia se dividen en dos ramas: Las Etnias de los Andes asentadas en mayor parte en las regiones altiplánicas y valles; y las Etnias de los Llanos Orientales que se localizan en las regiones cálidas al nororiente de la cordillera central y las regiones del sudeste (Gran Chaco).
- Etnias de los Andes
AimarasOcupan fundamentalmente la alta meseta de los departamentos de La Paz, Oruro y Potosí y algunas cabeceras de los llanos tropicales.
QuechuasSe desarrollan principalmente en los valles de Cochabamba y Chuquisaca. También ocupan zonas cordilleranas de Potosí y Oruro. Existen enclaves quechuas en las provincias de Inquisivi, Camacho y Muñecas del departamento de La Paz. Pertenecen a la nación quechua los Tarabucos (provincia Yamparaes del departamento de Chuquisaca), los Ucumaris (Provincias Chayantas y Bustillos del departamento de Potosí), los Calchas, Chaquies, Yralipes, Tirinas, etc.
- Etnias de los Llanos Orientales
GuaraníesFormado por: guarayos, pausernas, sirionós, chiriguanos, matacos, chulipis, taipetes, tobas y yuquis.
TacanasFormado por: Lecos, Chimanes, Araonas y Maropas.
PanosFormado por: Chacobos, Caripunas, Sinabos, Capuibos y los Guacanaguas.
AruacosFormado por: Apolistas, Baures, Moxos, Chanés, Movimas, Cayabayas, Carabecas, Paiconecas o Paucanacas.
ChapacurasFormado por: Iténez o Moré, Chapacuras, Sansinonianos, Canichanas, Itonamas, Yuracarés, Guatoses y Chiquitos.
BotocudosFormado por: Bororos y Otuquis.
ZamucosFormado por: Ayoreos.

| Principales Pueblos Indígena-Originarios y Afrobolivianos (Población de 15 o más años) |            |           |         |    |               |           |        |                      |                         |                       |                          |
| N°                                                                                     | Grupo      | Población | %       | N° | Grupo         | Población | %      | Mujer Quechua Potosí | Hombre Quechua Tarabuco | Mujer Aimara Tapacarí | Hombre Aimara Patapatani |
| 1                                                                                      | Quechua    | 1 281 116 | 18,52 % | 6  | Afroboliviano | 16 329    | 0,24 % | Mujer Quechua Potosí | Hombre Quechua Tarabuco | Mujer Aimara Tapacarí | Hombre Aimara Patapatani |
| 2                                                                                      | Aimara     | 1 191 352 | 17,22 % | 7  | Guarayo       | 13 621    | 0,20 % | Mujer Quechua Potosí | Hombre Quechua Tarabuco | Mujer Aimara Tapacarí | Hombre Aimara Patapatani |
| 3                                                                                      | Chiquitano | 87 885    | 1,27 %  | 8  | Movima        | 12 213    | 0,18 % | Mujer Quechua Potosí | Hombre Quechua Tarabuco | Mujer Aimara Tapacarí | Hombre Aimara Patapatani |
| 4                                                                                      | Guaraní    | 58 990    | 0,85 %  | 9  | Tacana        | 11 173    | 0,16 % | Mujer Quechua Potosí | Hombre Quechua Tarabuco | Mujer Aimara Tapacarí | Hombre Aimara Patapatani |
| 5                                                                                      | Moxeño     | 31 078    | 0,45 %  | 10 | Otros         | 102 835   | 1,49 % | Mujer Quechua Potosí | Hombre Quechua Tarabuco | Mujer Aimara Tapacarí | Hombre Aimara Patapatani |
| Fuente: Censo Nacional de Población y Vivienda 2012, INE.                              |            |           |         |    |               |           |        | Mujer Quechua Potosí | Hombre Quechua Tarabuco | Mujer Aimara Tapacarí | Hombre Aimara Patapatani |

### Idiomas

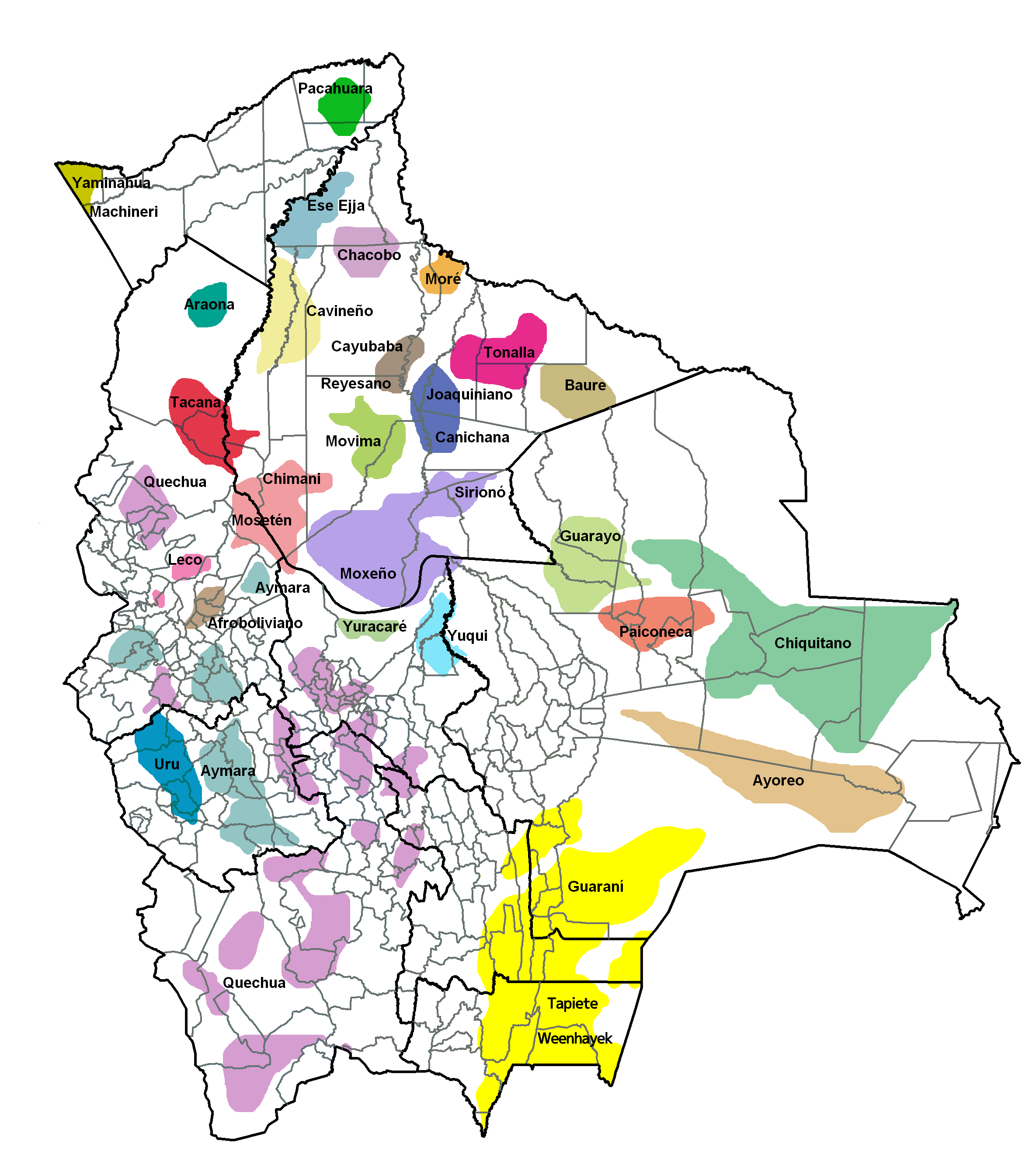
Distribución geográfica de las lenguas indígenas de Bolivia.

Bolivia tiene una rica variedad lingüística producto de su condición multicultural.
La Constitución Política del Estado reconoce 37 idiomas oficiales, incluyendo además del castellano todos los idiomas de los pueblos indígenas de Bolivia.

Son idiomas oficiales del Estado el castellano y todos los idiomas de los pueblos indígenas campesinos, que son el aymara, araona, baure, bésiro, canichana, cavineño, cayubaba, chácobo, chimán, ese ejja, guaraní, guarasuawe, guarayu, itonama, leco, machajuyai-kallawaya, machineri, maropa, mojeño-trinitario, mojeño-ignaciano, moré, mosetén, movima, pacawara, puquina, quechua, sirionó, tacana, tapiete, toromona, uruchipaya, weenhayek, yaminawa, yuki, yuracaré y zamuco.
Constitución Política del Estado (Artículo 5, Parrágrafo I)

El español es el idioma oficial más hablado en todo el país según el censo de 2001, por un 88,4 % de los habitantes como lengua materna o segunda lengua en algunas poblaciones indígenas. Los documentos legales y oficiales del Estado, incluyendo la Constitución Política, las principales instituciones privadas y públicas, los medios de comunicación y las actividades comerciales utilizan este idioma.
Entre los principales idiomas indígenas están:
- Quechua (25 % de la población, censo 2012): fue la lengua de oficio del Imperio inca. Es hablada principalmente en los departamentos de Cochabamba, Chuquisaca, Oruro y Potosí.
- Aimara (11 % de la población, censo 2012): lengua de origen anterior al periodo inca. Hablado principalmente en el departamento de La Paz, parcialmente en el Oruro y el Potosí.
- Guaraní (1 % de la población, censo 2012): es hablado en la región de Gran Chaco.
- Otros (4 % de la población, censo 2012): destaca el moxeño en el departamento del Beni.

Dentro las lenguas extranjeras, son más frecuentes el inglés y el portugués o su mezcla con el español denominada portuñol.[cita requerida]

### Religión

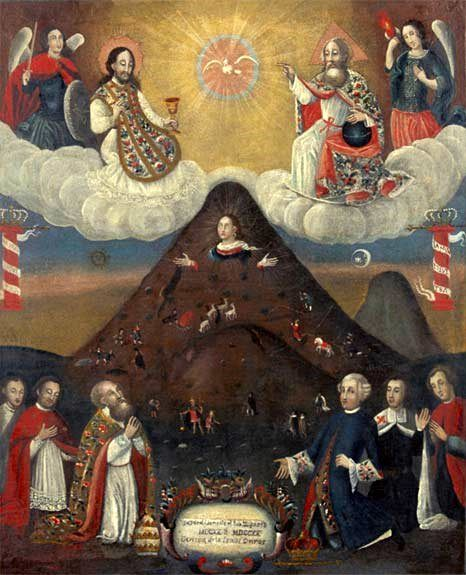
Sincretismo religioso entre el culto a la Pachamama (cerro Rico de Potosí) y la adoración de la Virgen María reflejado en la pintura La Virgen del Cerro de 1720.

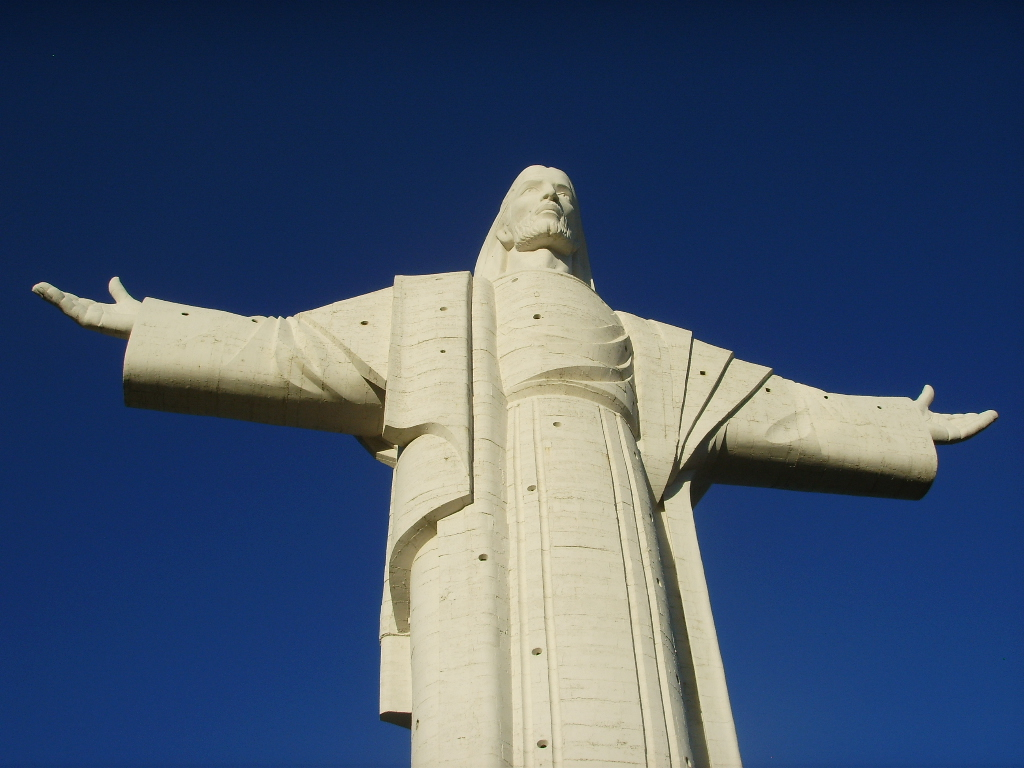
Cristo de la Concordia, Cochabamba.

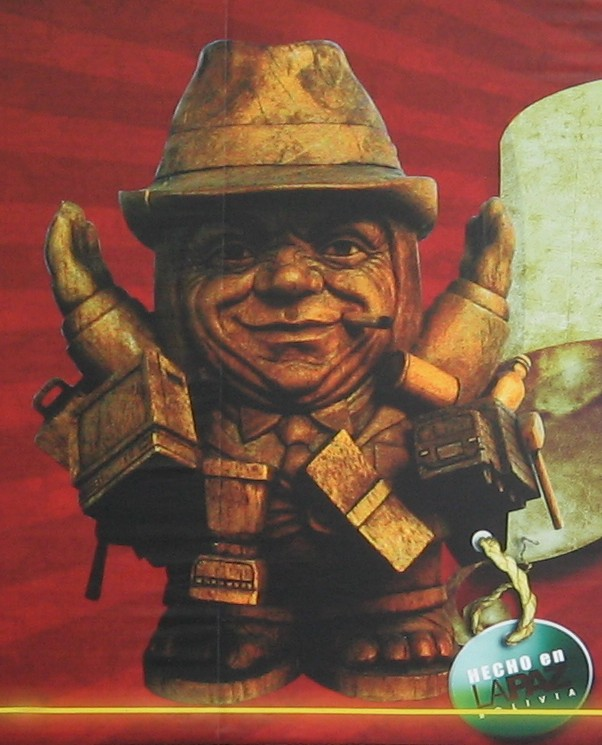
Ekeko, deidad de origen aimara. Feria de Alasitas, La Paz.

Bolivia es un estado laico que garantiza la libertad de culto. La Constitución de 2009 establece que:

El Estado respeta y garantiza la libertad de religión y de creencias
espirituales, de acuerdo con sus cosmovisiones. El Estado es independiente de la religión.
Constitución Política del Estado (Artículo 4)

Según el censo del año 2001 realizado por el Instituto Nacional de Estadística de Bolivia, el 78 % de la población se autodenomina católica. Las denominaciones protestantes representan a casi el 19 % de la población. El número de católicos es más alto en las áreas urbanas que en las áreas rurales, mientras que la afiliación protestante alcanza su nivel más alto, aproximadamente 20 %, en el campo. Aproximadamente el 2,5 % de la población indicó no tener afiliación religiosa y menos del 0,2 % declaró tener una afiliación con otras confesiones religiosas, incluyendo el islam, los testigos de Jehová, la fe bahai, el judaísmo, el budismo y el sintoísmo. Hay 280 organizaciones religiosas no católicas y más de 200 grupos católicos registrados por el gobierno.

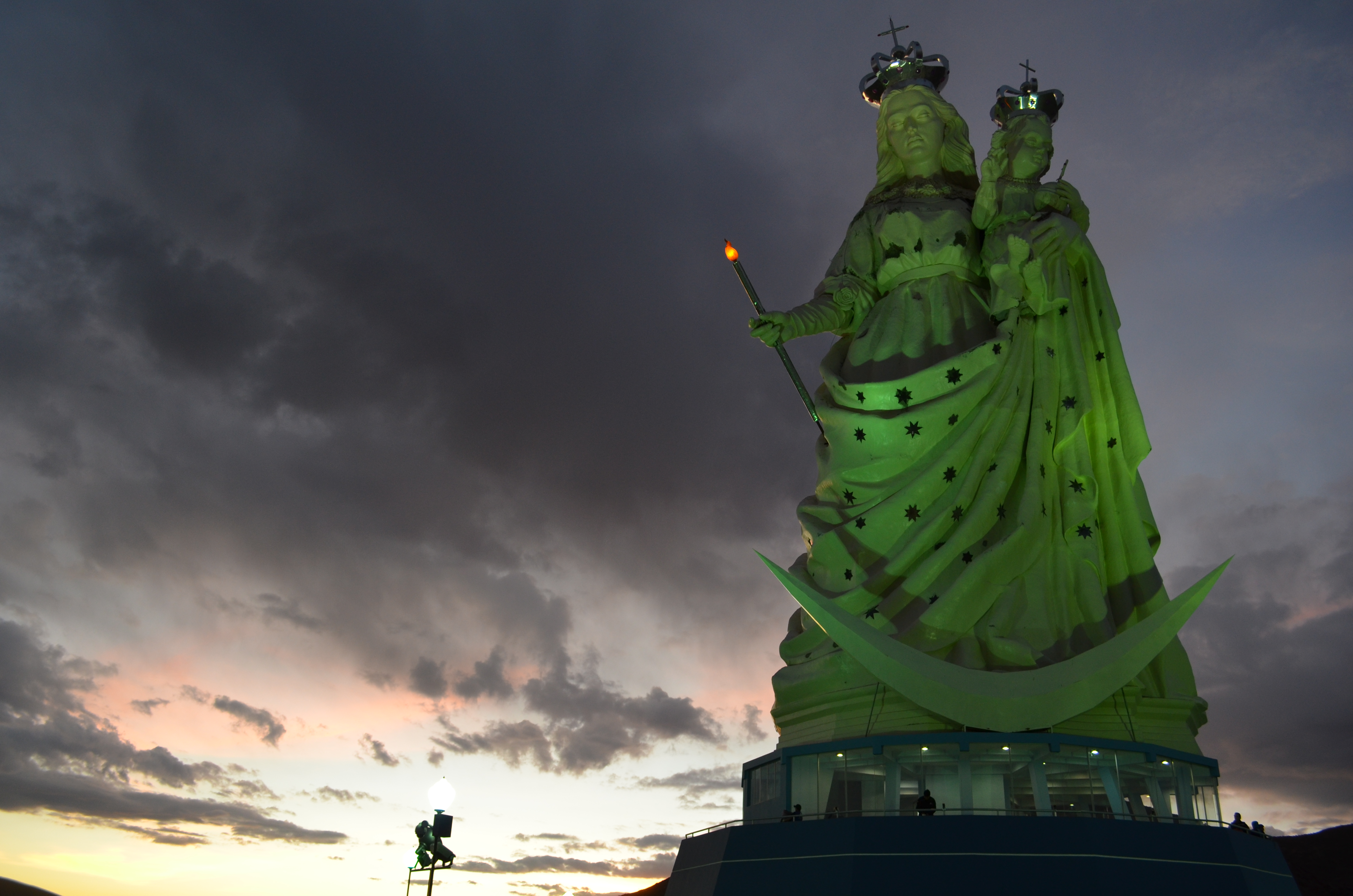
Monumento a la Virgen del Socavón de Oruro

Los menonitas, luteranos, testigos de Jehová, adventistas, bautistas, pentecostales, metodistas, mormones, etc., mantienen una presencia activa de misioneros extranjeros.
- Catolicismo

La Iglesia católica boliviana tiene cuatro arquidiócesis, siete diócesis, dos Prelaturas y cinco Vicariatos Apostólicos. Entre los más importantes acontecimientos religiosos de las últimas décadas puede mencionarse la visita de Juan Pablo II en 1988, el nombramiento a cardenal de monseñor Julio Terrazas, arzobispo de Santa Cruz y la visita del papa Francisco el año 2015.
El catolicismo ha sido tradicionalmente la religión con mayor número de adeptos en el país. En los pueblos indígenas de occidente se mantiene vigente a través del sincretismo religioso pese a que en las últimas décadas, las iglesias cristianas evangélicas han ganado terreno sobre el catolicismo. Por su parte, los pueblos indígenas del oriente como los chiquitos y los moxos mantienen fuertes vínculos con el catolicismo, producto del mestizaje cultural heredado de las misiones jesuíticas del siglo XVII.

- Creencias y cultos indígenas

Buena parte de la población indígena practica diversas religiones con elementos sincréticos o complementarios con el catolicismo desde sus cosmovisiones y tradiciones ancestrales. Se destaca el culto a la Pachamama o Madre Tierra que se combina con la veneración de la Virgen de Copacabana, la Virgen de Urkupiña, la Virgen del Socavón o el Señor Jesús del Gran Poder. También existen regiones aymaras al sur del lago Titicaca que mantienen una fuerte devoción por el Tata Apóstol Santiago que se combina con tradiciones ancestrales. Otras deidades indígenas son: el Ekeko, dios aimara de la abundancia cuya fiesta se celebra de manera generalizada el 24 de enero en la Feria de Alasitas y Tupá, dios prestigioso del pueblo guaraní.
Recientemente, algunos líderes indígenas han buscado desterrar toda forma de cristianismo de sus comunidades para reivindicar sus creencias ancestrales. En 2009, mediante Decreto Supremo, se decidió reconocer el festejo del Año Nuevo Aimara o Wilka Kuti (retorno del sol), fiesta que celebra el inicio de un nuevo ciclo solar con la llegada del solsticio de invierno. Esta celebración se lleva a cabo en las ruinas del complejo Tiwanaku.
- Otras religiones
MormonesEstán presentes en todo el país. Fuentes de la iglesia mormona estiman que el número de sus adherentes sobrepasa las 140 000 personas.
Testigos de JehováEstán presentes en todo el país. Son más de 22 000 ministros activos y asisten a sus servicios religiosos más de 90 000 personas.
Comunidad judíaLa población judía en Bolivia es de aproximadamente 500 personas.[112] La mayoría de los judíos bolivianos se encuentran en la ciudad de La Paz, seguida de Cochabamba y Santa Cruz de la Sierra. La comunidad cuenta con cuatro sinagogas establecidas en La Paz.[112]
Comunidad islámicaTienen centros culturales que también sirven de mezquitas en La Paz, Santa Cruz de la Sierra y Cochabamba. Estos centros culturales acogen tanto a musulmanes chiitas como sunitas.
Comunidad asiáticaLos inmigrantes coreanos establecen su iglesia en La Paz. La mayoría de los inmigrantes coreanos, chinos y japoneses se han establecido en Santa Cruz de la Sierra.
Otras comunidades religiosasBudistas y sintoístas, así como una importante comunidad Bahai a lo largo de todo el país.
Agnósticos y ateosSe estima que alrededor del 3 % de la población pertenece a esta categoría.[113]

## Cultura

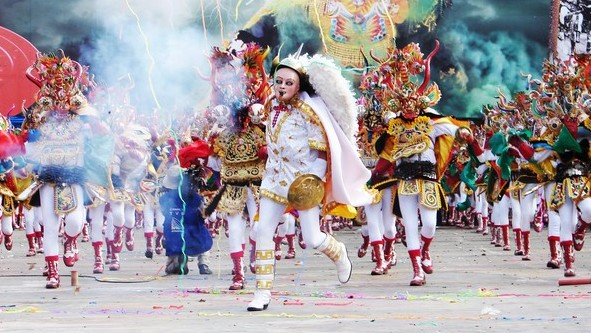
Diablada, danza típica del Carnaval de Oruro, una celebración anual y patrimonio cultural boliviano según la UNESCO

La cultura de Bolivia es producto de una gran diversidad de expresiones, como resultado de la variedad de escenarios geográficos que su actual territorio comprende, así como de la diversidad étnica que la caracteriza. Es muy diversa en lenguas, abarcando la cordillera de los Andes, el Gran Chaco, los valles interandinos, los llanos y el Amazonas.
En Bolivia existen alrededor de cuarenta grupos étnicos, que en muchos casos conservan sus tradiciones, culturas e idiomas. Un estudio de 2003 muestra que Bolivia es el país más diverso étnica y culturalmente de América Latina y el Caribe.

### Educación
La población escolar en el nivel inicial es de aproximadamente 200 000 alumnos en el período 2005. En el sector primario, existe una población escolar de 1 600 000 aproximadamente para el mismo período mientras que los jóvenes escolarizados en nivel secundario llegan a los 400 000 alumnos.
La cobertura del Sistema Educativo alcanza a cerca del 85 % de la población y la mayoría se encuentra en establecimientos fiscales 2 100 000 habitantes, demostrando que la demanda por servicios públicos en el campo educativo es muy grande.
La permanencia de la población escolarizable (6 a 19), muestra que el 92 % de la población que declaró tener nivel básico continúa estudiando y representan el 65 % de los asistentes.
Al analizar las razones de inasistencia de la población escolarizable por sexo, se concluye que las mujeres son las que menos asisten al sistema escolar en relación con la población masculina. La principal razón por inasistencia tanto de niños como de niñas es la necesidad de trabajar. En el área rural, la inexistencia de oferta educativa pertinente es motivo de inasistencia. Por ejemplo, la escasez de escuelas con más de tercer grado de primaria. La ausencia de secundaria en el área rural es particularmente notoria y por tanto motivo por el cual quienes no pueden migrar a zonas urbanas para asistir a secundaria, abandonan el sistema escolar.
El 96 % de la población está alfabetizada. Siendo uno de los países de América Latina con menos iletrados. Los programas de alfabetización del gobierno boliviano en los últimos años mejoraron este indicador.
El 12 de diciembre de 2009, el Gobierno de Evo Morales anunció la culminación de un programa de alfabetización por el cual desde 2006 se alfabetizaron 820 000 personas en todo el país, en su mayoría campesinos e indígenas.
La organización educativa está constituida por niveles y modalidades de acuerdo a las bases, fines y objetivos de la educación. Esta organización tiene como fundamento el desarrollo biopsicosocial de los alumnos y las características de cada región del país.
Los niveles del Sistema Educativo son graduales, conforme al propio proceso educativo, con objetivos propios y en función de los diferentes estados de desarrollo de los alumnos.
Queda una tarea pendiente aún que es la del cambio en la estructura educativa en lo que se refiere a un nuevo plan maestro que direccione esta tarea. El existe un debate sobre la denominada ley Avelino Siñani, que reformaría de gran manera el sistema educativo nacional y que enfrenta diversos grupos de oposición, entre ellos los mismos maestros que se quejan de que no fueron consultados para la elaboración de esta norma educativa.
Entre 2007 y 2017, la mortalidad infantil ha disminuido de 50 % según la Organización mundial de la salud.
Estadísticas educativas

#### Universidades
La siguiente lista muestra el Ranking Web de Universidades, Webometrics 2021 completo de las 56 Universidades que imparten Educación Superior en territorio Boliviano. Elaborado por el Consejo Superior de Investigaciones Científicas español (CSIC), el presente ranking toma en consideración 3 ejes para la puntuación de las distintas Universidades. Excelencia académica que cuenta por el 40 % de la puntuación (porcentaje de artículos académicos y científicos más citados en 27 disciplinas de la base de datos de scimago lab) 50 % de puntuación por la visibilidad del impacto del contenido y 10 % de puntuación por los top investigadores académicos-científicos.
| Ranking Mundial Webometrics 2021 de Universidades Bolivianas |                 |                                                                            |      |               |                       |                                                                       |            |                                                             |
| Ranking Nacional | Ranking Mundial | Universidad                                                                | Logo | Siglas        | Tipo                  | Web Oficial                                                           | Sede       | Subsedes                                                    |
| \| 1 \| 3860 \| Universidad Mayor de San Andrés \| \| UMSA \| Estatal \| umsa.edu.bo \| La Paz \| \| \| 2 \| 4154 \| Universidad Mayor de San Simón \| \| UMSS \| Estatal \| umss.edu.bo Archivado el 4 de septiembre de 2019 en Wayback Machine. \| Cochabamba \| \| \| 3 \| 5050 \| Universidad Autónoma Gabriel René Moreno \| \| UAGRM \| Estatal \| uagrm.edu.bo \| Santa Cruz \| \| \| 4 \| 5843 \| Universidad Católica Boliviana San Pablo \| \| UCB \| Privada \| ucb.edu.bo \| La Paz \| Cochabamba, Santa Cruz de la Sierra Tarija \| \| 5 \| 5992 \| Universidad Privada Boliviana \| \| UPB \| Privada \| upb.edu.bo \| Cochabamba \| La Paz, Santa Cruz de la Sierra Tarija \| \| 6 \| 6170 \| Universidad Mayor, Real y Pontificia de San Francisco Xavier de Chuquisaca \| \| USFX \| Estatal \| usfx.edu.bo \| Chuquisaca \| \| \| 7 \| 7239 \| Universidad Autónoma del Beni José Ballivián \| - \| UAB \| Estatal \| uabjb.edu.bo \| Beni \| \| \| 8 \| 7471 \| Universidad Central \| - \| UNICEN \| Privada \| unicen.edu.bo \| Cochabamba \| \| \| 9 \| 7471 \| Universidad Privada de Santa Cruz de la Sierra \| - \| UPSA \| Privada \| upsa.edu.bo \| Santa Cruz \| \| \| 10 \| 7471 \| Universidad Autónoma Juan Misael Saracho \| - \| UAJMS \| Estatal \| uajms.edu.bo \| Tarija \| \| \| 11 \| 10727 \| Universidad Privada del Valle \| \| UNIVALLE \| Privada \| univalle.edu.bo \| Cochabamba \| La Paz, Santa Cruz de la Sierra Tarija Sucre \| \| 12 \| 11157 \| Universidad Privada Franz Tamayo \| - \| UNIFRANZ \| Privada \| unifranz.edu.bo \| La Paz \| \| \| 13 \| 12002 \| Universidad Andina Simón Bolívar (Bolivia) \| \| UASB \| Estatal/Internacional \| uasb.edu \| Chuquisaca \| La Paz, Santa Cruz de la Sierra \| \| 14 \| 7471 \| Universidad Nur \| - \| NUR \| Privada \| nur \| Santa Cruz \| \| \| 15 \| 7471 \| Universidad Autónoma Tomás Frías \| \| UATF \| Estatal \| uatf.edu.bo \| Potosí \| \| \| 16 \| 7471 \| Escuela Militar de Ingeniería \| \| EMI \| Privada \| emi.edu.bo \| La Paz \| \| \| 17 \| 12321 \| Universidad Técnica de Oruro \| - \| UTO \| Estatal \| uto.edu.bo \| Oruro \| \| \| 18 \| 15513 \| Universidad de Aquino Bolivia \| \| UDABOL \| Privada \| udabol.edu \| Santa Cruz \| La Paz, Santa Cruz de la Sierra Cochabamba Oruro \| \| 19 \| 15835 \| Universidad Católica Boliviana San Pablo (Santa Cruz) \| \| UCB-SCZ \| Privada \| ucbscz Archivado el 7 de marzo de 2021 en Wayback Machine. \| Santa Cruz \| \| \| 20 \| 16175 \| Universidad Loyola de Bolivia \| \| LOYOLA \| Privada \| loyola.edu \| La Paz \| \| \| 21 \| 16704 \| Universidad Salesiana de Bolivia \| \| USALESIANA \| Privada \| usalesiana \| La Paz \| \| \| 22 \| 16905 \| Universidad Privada Domingo Savio \| \| UPDS \| Privada \| upds \| Santa Cruz \| La Paz,Cochabamba,Sucre,Tarija,Oruro, Potosí Sucre Trinidad \| \| 23 \| 17661 \| Universidad Adventista de Bolivia \| \| UAB \| Privada \| uab \| Santa Cruz \| \| \| 24 \| 17810 \| Universidad Tecnológica Privada de Santa Cruz \| \| UTEPSA \| Privada \| utepsa \| Santa Cruz \| \| \| 25 \| 7471 \| Universidad Privada Abierta Latinoamericana \| \| UPAL \| Privada \| upal \| Cochabamba \| \| \| 26 \| 18944 \| Universidad de la Cordillera \| \| UCORDILLERA \| Privada \| ucordillera \| La Paz \| \| \| 27 \| 19425 \| Universidad Nuestra Señora de la Paz \| \| UNSLP \| Privada \| unslp \| La Paz \| \| \| 28 \| 19746 \| Universidad Evangélica Boliviana \| \| UEB \| Privada \| ueb \| Santa Cruz \| \| \| 29 \| 20541 \| Universidad La Salle de La Paz \| \| ULASALLE \| Privada \| ulasalle \| La Paz \| \| \| 30 \| 7471 \| Universidad Cristiana de Bolivia \| \| UCEBOL \| Privada \| ucebol \| Santa Cruz \| \| \| 31 \| 21167 \| Universidad Nacional siglo XX Llallagua \| \| UNSXX \| Privada \| unsxx \| Potosí \| \| \| 32 \| 21349 \| Universidad Nacional Ecológica \| \| UECOLOGICA \| Privada \| uecologica \| Santa Cruz \| \| \| 33 \| 21407 \| Universidad Técnica Privada Cosmos \| \| UNITEPC \| Privada \| unitepc \| Santa Cruz \| \| \| 34 \| 21461 \| Universidad Privada de Ciencias Administrativas y Tecnológicas \| \| UCATEC \| Privada \| ucatec \| Cochabamba \| \| \| 35 \| 21715 \| Universidad Tecnológica Boliviana \| \| UTB \| Privada \| utb \| La Paz \| \| \| 36 \| 22275 \| Universidad Privada San Francisco de Asís \| \| USFA \| Privada \| usfa \| La Paz \| \| \| 37 \| 22275 \| Universidad Empresarial de los Andes \| \| UDELOSANDES \| Privada \| udelosandes \| La Paz \| \| \| 38 \| 22431 \| Universidad Amazónica de Pando \| \| UAP \| Estatal \| UAP \| Pando \| \| \| 39 \| 23385 \| Universidad Real \| \| UREAL \| Privada \| ureal \| Potosí \| \| \| 40 \| 23569 \| Universidad Privada de Oruro \| \| UNIOR \| Privada \| unior \| Oruro \| \| \| 41 \| 23656 \| Universidad Nacional del Oriente \| \| UNO \| Privada \| uno \| Santa Cruz \| \| \| 42 \| 23738 \| Universidad Pública de El Alto \| \| UPEA \| Estatal \| UPEA \| La Paz \| \| \| 43 \| 23827 \| Universidad Pedagógica Mariscal Sucre \| \| UPEDAGOGICA \| Estatal \| upedagogica \| Chuquisaca \| \| \| 44 \| 24485 \| Universidad para el Desarrollo y la Innovación Santa Cruz \| \| UDI \| Privada \| udi \| Santa Cruz \| \| \| 45 \| 24485 \| Universidad Privada Cumbre \| \| UCUMBRE \| Privada \| ucumbre \| La Paz \| \| \| 46 \| 24586 \| Universidad Simón I Patiño \| \| USIP \| Privada \| usip \| Cochabamba \| \| \| 47 \| 25307 \| Universidad Unión Bolívariana \| \| UUB \| Privada \| ub.edu \| Santa Cruz \| \| \| 48 \| 26736 \| Universidad Bethesda \| \| UNIBETH \| Privada \| unibeth \| Santa Cruz \| \| \| 49 \| 26736 \| Universidad Bolivia de Informática \| \| UBI \| Privada \| ubi \| La Paz \| \| \| 50 \| 27115 \| Universidad Indígena Aimara Túpac Katari La Paz \| \| UTUPAKKATARI \| Indígena \| utupakkatari \| La Paz \| \| \| 51 \| 27245 \| Universidad Indígena Guaraní Apiaguaiki Tupa Chuquisaca \| \| UNIBOLGUARANI \| Indígena \| unibolguarani \| Chuquisaca \| \| \| 52 \| 27388 \| Universidad Latinoamericana \| \| ULAT \| Privada \| ulat \| La Paz \| \| \| 53 \| 27776 \| Universidad Unidad \| \| UUNIDAD \| Privada \| uunidad \| Tarija \| \| \| 54 \| 28021 \| Universidad Indígena Quechua Casimiro Huanca Cochabamba \| \| UNIBOLQUECHUA \| Indígena \| unibolquechua \| Cochabamba \| \| \| 55 \| 30231 \| Universidad de la Amazonía Boliviana \| \| UNAB \| Privada \| unab \| Beni \| \| \| 56 \| 30340 \| Universidad Tecnológica Boliviana Postgrado \| \| UTB \| Privada \| postgradoutb.edu Archivado el 18 de abril de 2021 en Wayback Machine. \| La Paz \| \| |                 |                                                                            |      |               |                       |                                                                       |            |                                                             |
| Referencias - Ranking CSIC Universidades 2021/BOLIVIA - Datos de Scimago LAB |                 |                                                                            |      |               |                       |                                                                       |            |                                                             |
| 1 | 3860            | Universidad Mayor de San Andrés                                            |      | UMSA          | Estatal               | umsa.edu.bo                                                           | La Paz     |                                                             |
| 2 | 4154            | Universidad Mayor de San Simón                                             |      | UMSS          | Estatal               | umss.edu.bo Archivado el 4 de septiembre de 2019 en Wayback Machine.  | Cochabamba |                                                             |
| 3 | 5050            | Universidad Autónoma Gabriel René Moreno                                   |      | UAGRM         | Estatal               | uagrm.edu.bo                                                          | Santa Cruz |                                                             |
| 4 | 5843            | Universidad Católica Boliviana San Pablo                                   |      | UCB           | Privada               | ucb.edu.bo                                                            | La Paz     | Cochabamba, Santa Cruz de la Sierra Tarija                  |
| 5 | 5992            | Universidad Privada Boliviana                                              |      | UPB           | Privada               | upb.edu.bo                                                            | Cochabamba | La Paz, Santa Cruz de la Sierra Tarija                      |
| 6 | 6170            | Universidad Mayor, Real y Pontificia de San Francisco Xavier de Chuquisaca |      | USFX          | Estatal               | usfx.edu.bo                                                           | Chuquisaca |                                                             |
| 7 | 7239            | Universidad Autónoma del Beni José Ballivián                               | -    | UAB           | Estatal               | uabjb.edu.bo                                                          | Beni       |                                                             |
| 8 | 7471            | Universidad Central                                                        | -    | UNICEN        | Privada               | unicen.edu.bo                                                         | Cochabamba |                                                             |
| 9 | 7471            | Universidad Privada de Santa Cruz de la Sierra                             | -    | UPSA          | Privada               | upsa.edu.bo                                                           | Santa Cruz |                                                             |
| 10 | 7471            | Universidad Autónoma Juan Misael Saracho                                   | -    | UAJMS         | Estatal               | uajms.edu.bo                                                          | Tarija     |                                                             |
| 11 | 10727           | Universidad Privada del Valle                                              |      | UNIVALLE      | Privada               | univalle.edu.bo                                                       | Cochabamba | La Paz, Santa Cruz de la Sierra Tarija Sucre                |
| 12 | 11157           | Universidad Privada Franz Tamayo                                           | -    | UNIFRANZ      | Privada               | unifranz.edu.bo                                                       | La Paz     |                                                             |
| 13 | 12002           | Universidad Andina Simón Bolívar (Bolivia)                                 |      | UASB          | Estatal/Internacional | uasb.edu                                                              | Chuquisaca | La Paz, Santa Cruz de la Sierra                             |
| 14 | 7471            | Universidad Nur                                                            | -    | NUR           | Privada               | nur                                                                   | Santa Cruz |                                                             |
| 15 | 7471            | Universidad Autónoma Tomás Frías                                           |      | UATF          | Estatal               | uatf.edu.bo                                                           | Potosí     |                                                             |
| 16 | 7471            | Escuela Militar de Ingeniería                                              |      | EMI           | Privada               | emi.edu.bo                                                            | La Paz     |                                                             |
| 17 | 12321           | Universidad Técnica de Oruro                                               | -    | UTO           | Estatal               | uto.edu.bo                                                            | Oruro      |                                                             |
| 18 | 15513           | Universidad de Aquino Bolivia                                              |      | UDABOL        | Privada               | udabol.edu                                                            | Santa Cruz | La Paz, Santa Cruz de la Sierra Cochabamba Oruro            |
| 19 | 15835           | Universidad Católica Boliviana San Pablo (Santa Cruz)                      |      | UCB-SCZ       | Privada               | ucbscz Archivado el 7 de marzo de 2021 en Wayback Machine.            | Santa Cruz |                                                             |
| 20 | 16175           | Universidad Loyola de Bolivia                                              |      | LOYOLA        | Privada               | loyola.edu                                                            | La Paz     |                                                             |
| 21 | 16704           | Universidad Salesiana de Bolivia                                           |      | USALESIANA    | Privada               | usalesiana                                                            | La Paz     |                                                             |
| 22 | 16905           | Universidad Privada Domingo Savio                                          |      | UPDS          | Privada               | upds                                                                  | Santa Cruz | La Paz,Cochabamba,Sucre,Tarija,Oruro, Potosí Sucre Trinidad |
| 23 | 17661           | Universidad Adventista de Bolivia                                          |      | UAB           | Privada               | uab                                                                   | Santa Cruz |                                                             |
| 24 | 17810           | Universidad Tecnológica Privada de Santa Cruz                              |      | UTEPSA        | Privada               | utepsa                                                                | Santa Cruz |                                                             |
| 25 | 7471            | Universidad Privada Abierta Latinoamericana                                |      | UPAL          | Privada               | upal                                                                  | Cochabamba |                                                             |
| 26 | 18944           | Universidad de la Cordillera                                               |      | UCORDILLERA   | Privada               | ucordillera                                                           | La Paz     |                                                             |
| 27 | 19425           | Universidad Nuestra Señora de la Paz                                       |      | UNSLP         | Privada               | unslp                                                                 | La Paz     |                                                             |
| 28 | 19746           | Universidad Evangélica Boliviana                                           |      | UEB           | Privada               | ueb                                                                   | Santa Cruz |                                                             |
| 29 | 20541           | Universidad La Salle de La Paz                                             |      | ULASALLE      | Privada               | ulasalle                                                              | La Paz     |                                                             |
| 30 | 7471            | Universidad Cristiana de Bolivia                                           |      | UCEBOL        | Privada               | ucebol                                                                | Santa Cruz |                                                             |
| 31 | 21167           | Universidad Nacional siglo XX Llallagua                                    |      | UNSXX         | Privada               | unsxx                                                                 | Potosí     |                                                             |
| 32 | 21349           | Universidad Nacional Ecológica                                             |      | UECOLOGICA    | Privada               | uecologica                                                            | Santa Cruz |                                                             |
| 33 | 21407           | Universidad Técnica Privada Cosmos                                         |      | UNITEPC       | Privada               | unitepc                                                               | Santa Cruz |                                                             |
| 34 | 21461           | Universidad Privada de Ciencias Administrativas y Tecnológicas             |      | UCATEC        | Privada               | ucatec                                                                | Cochabamba |                                                             |
| 35 | 21715           | Universidad Tecnológica Boliviana                                          |      | UTB           | Privada               | utb                                                                   | La Paz     |                                                             |
| 36 | 22275           | Universidad Privada San Francisco de Asís                                  |      | USFA          | Privada               | usfa                                                                  | La Paz     |                                                             |
| 37 | 22275           | Universidad Empresarial de los Andes                                       |      | UDELOSANDES   | Privada               | udelosandes                                                           | La Paz     |                                                             |
| 38 | 22431           | Universidad Amazónica de Pando                                             |      | UAP           | Estatal               | UAP                                                                   | Pando      |                                                             |
| 39 | 23385           | Universidad Real                                                           |      | UREAL         | Privada               | ureal                                                                 | Potosí     |                                                             |
| 40 | 23569           | Universidad Privada de Oruro                                               |      | UNIOR         | Privada               | unior                                                                 | Oruro      |                                                             |
| 41 | 23656           | Universidad Nacional del Oriente                                           |      | UNO           | Privada               | uno                                                                   | Santa Cruz |                                                             |
| 42 | 23738           | Universidad Pública de El Alto                                             |      | UPEA          | Estatal               | UPEA                                                                  | La Paz     |                                                             |
| 43 | 23827           | Universidad Pedagógica Mariscal Sucre                                      |      | UPEDAGOGICA   | Estatal               | upedagogica                                                           | Chuquisaca |                                                             |
| 44 | 24485           | Universidad para el Desarrollo y la Innovación Santa Cruz                  |      | UDI           | Privada               | udi                                                                   | Santa Cruz |                                                             |
| 45 | 24485           | Universidad Privada Cumbre                                                 |      | UCUMBRE       | Privada               | ucumbre                                                               | La Paz     |                                                             |
| 46 | 24586           | Universidad Simón I Patiño                                                 |      | USIP          | Privada               | usip                                                                  | Cochabamba |                                                             |
| 47 | 25307           | Universidad Unión Bolívariana                                              |      | UUB           | Privada               | ub.edu                                                                | Santa Cruz |                                                             |
| 48 | 26736           | Universidad Bethesda                                                       |      | UNIBETH       | Privada               | unibeth                                                               | Santa Cruz |                                                             |
| 49 | 26736           | Universidad Bolivia de Informática                                         |      | UBI           | Privada               | ubi                                                                   | La Paz     |                                                             |
| 50 | 27115           | Universidad Indígena Aimara Túpac Katari La Paz                            |      | UTUPAKKATARI  | Indígena              | utupakkatari                                                          | La Paz     |                                                             |
| 51 | 27245           | Universidad Indígena Guaraní Apiaguaiki Tupa Chuquisaca                    |      | UNIBOLGUARANI | Indígena              | unibolguarani                                                         | Chuquisaca |                                                             |
| 52 | 27388           | Universidad Latinoamericana                                                |      | ULAT          | Privada               | ulat                                                                  | La Paz     |                                                             |
| 53 | 27776           | Universidad Unidad                                                         |      | UUNIDAD       | Privada               | uunidad                                                               | Tarija     |                                                             |
| 54 | 28021           | Universidad Indígena Quechua Casimiro Huanca Cochabamba                    |      | UNIBOLQUECHUA | Indígena              | unibolquechua                                                         | Cochabamba |                                                             |
| 55 | 30231           | Universidad de la Amazonía Boliviana                                       |      | UNAB          | Privada               | unab                                                                  | Beni       |                                                             |
| 56 | 30340           | Universidad Tecnológica Boliviana Postgrado                                |      | UTB           | Privada               | postgradoutb.edu Archivado el 18 de abril de 2021 en Wayback Machine. | La Paz     |                                                             |

### Ciencia y tecnología
Según los datos más recientes del Banco Mundial, en 2009, Bolivia invirtió 0.16 % de su PBI a investigación y desarrollo; el más bajo para América Latina. En 2010, contaba con 164 personas investigadoras por cada millón de habitantes. Según el Índice mundial de innovación, a cargo de la Organización Mundial de la Propiedad Intelectual, en 2024, Bolivia se ubicó en lugar 100 en innovación entre 133 países del mundo, mientras que en 2023 ocupó el lugar 97.
El país posee un programa espacial a cargo de la Agencia Boliviana Espacial (ABE) creada en 2010. Es la encargada de manejar el satélite Túpac Katari y las dos estaciones terrenas inauguradas en 2013: Amachuma y La Guardia.

### Patrimonio cultural
El patrimonio cultural de Bolivia está constituido por todos los bienes culturales intangibles y tangibles, tanto muebles como inmuebles, encontrados o producidos en el territorio boliviano, como producto individual o colectivo, que como testimonio de creación humana material o inmaterial artística, científica, arqueológica, urbanística, documental o técnica que sean susceptibles de una declaración de este carácter.
El Estado boliviano reconoce la conformación pluricultural, multiétnica y plurilingüe de la Nación, y consagra los principios de la interculturidad, interinstitucionalidad y participación social como pilares de la conservación integrada del patrimonio cultural de Bolivia.
El Estado tiene como una de sus más altas funciones, la protección con equidad del patrimonio tangible e intangible de todas las culturas que se desarrollan en territorio nacional y que conforman el patrimonio cultural de Bolivia, y promueve el reconocimiento, rescate, recreación, preservación, conservación integrada, acceso y difusión del patrimonio cultural como un derecho de todos los habitantes del país.
Bolivia encierra una enorme riqueza histórica y cultural, que se expresa en una universalmente elogiada importancia turística para los amantes de la naturaleza, la antropología, la arqueología y la paleontología.
| Patrimonios de la Humanidad de la UNESCO de Bolivia |                                                            |                                  |                     |                     |                 |
| Imagen                                              | Nombre                                                     | Ubicación                        | Año de Proclamación | Tipo                | Referencia      |
|                                                     | Ciudad de Potosí                                           | Potosí, Potosí                   | 1987                | Cultural            | [ 125 ]         |
|                                                     | Misiones Jesuíticas de Chiquitos                           | Chiquitos, Santa Cruz            | 1990                | Cultural            | [ 126 ]         |
|                                                     | Ciudad Histórica de Sucre                                  | Sucre, Chuquisaca                | 1991                | Cultural            | [ 127 ]         |
|                                                     | Fuerte de Samaipata                                        | Samaipata, Santa Cruz            | 1998                | Cultural            | [ 128 ]         |
|                                                     | Parque nacional Noel Kempff Mercado                        | Provincia de Velasco, Santa Cruz | 2000                | Natural             | [ 129 ]         |
|                                                     | Centro Espiritual y Político de la Cultura Tiwanacu        | Tiwanaku, La Paz                 | 2000                | Cultural            | [ 130 ]         |
|                                                     | Carnaval de Oruro                                          | Oruro, Oruro                     | 2008                | Cultural Inmaterial | [ 131 ]         |
|                                                     | Cosmovisión Andina de los Kallawayas                       | Charazani, La Paz                | 2008                | Cultural Inmaterial | [ 132 ]         |
|                                                     | Ichapekene Piesta                                          | San Ignacio de Moxos, Beni       | 2012                | Cultural Inmaterial | [ 133 ]         |
|                                                     | Pujllay y Ayarichi: músicas y danzas de la cultura yampara | Yamparáez, Chuquisaca            | 2014                | Cultural Inmaterial | [ 134 ]         |
|                                                     | Recorridos rituales en la Alasita                          | La Paz, La Paz                   | 2017                | Cultural Inmaterial | [ 135 ]         |
|                                                     | Fiesta del Gran Poder                                      | La Paz, La Paz                   | 2019                | Cultural Inmaterial | [ 136 ]         |
|                                                     | Fiesta Grande de San Roque de Tarija                       | Tarija, Tarija                   | 2021                | Cultural Inmaterial | [ 137 ] [ 138 ] |

### Pintura, escultura y arquitectura

#### Pintura

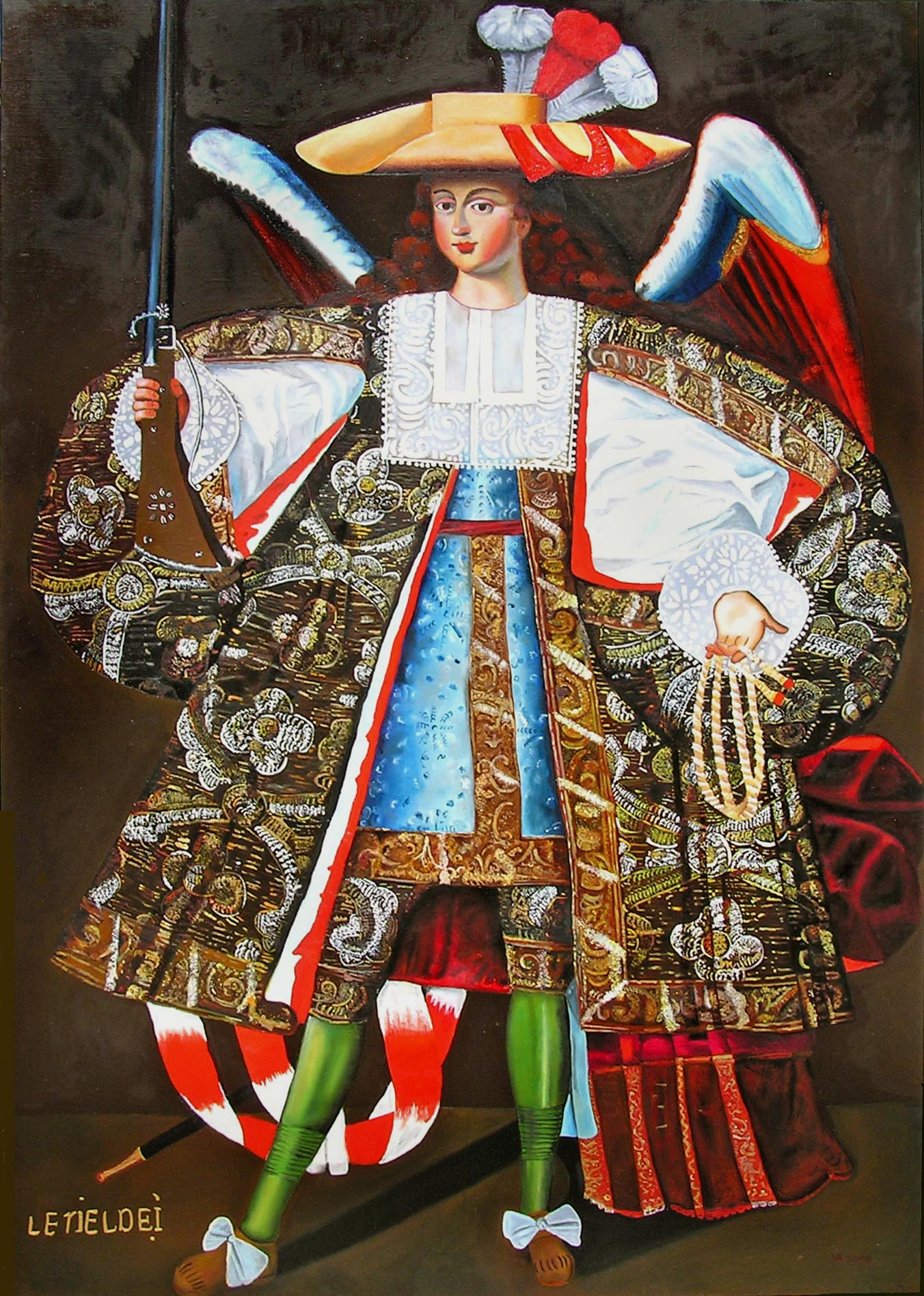
Ángel Letiel Dei, pintura de Melchor Pérez de Holguín, Copia existente en Toledo (España) del original que se encuentra en la iglesia de Calamarca.

La pintura boliviana tiene su inicio en el arte rupestre de los pueblos originarios. Actualmente, se registran más de mil sitios con arte rupestre correspondientes a distintos periodos como ser: paleoíndio, preincaico, incaico, colonial y republicano. Los principales parques arqueológicos de arte rupestre boliviano son: Calacala en Oruro, Samaipata (sitio declarado Patrimonio Cultural de la Humanidad) en Santa Cruz, Copacabana en La Paz e Incamachay (sitio declarado Monumento Nacional) en Chuquisaca.
Durante el periodo colonial, los pintores del actual territorio boliviano recibieron la influencia del manierismo de Bernardo Bitti y del arte estilizado carente de realismo de las tradiciones incaica y tiahuanacota, destacándose pintores como Diego Cusihuamán.

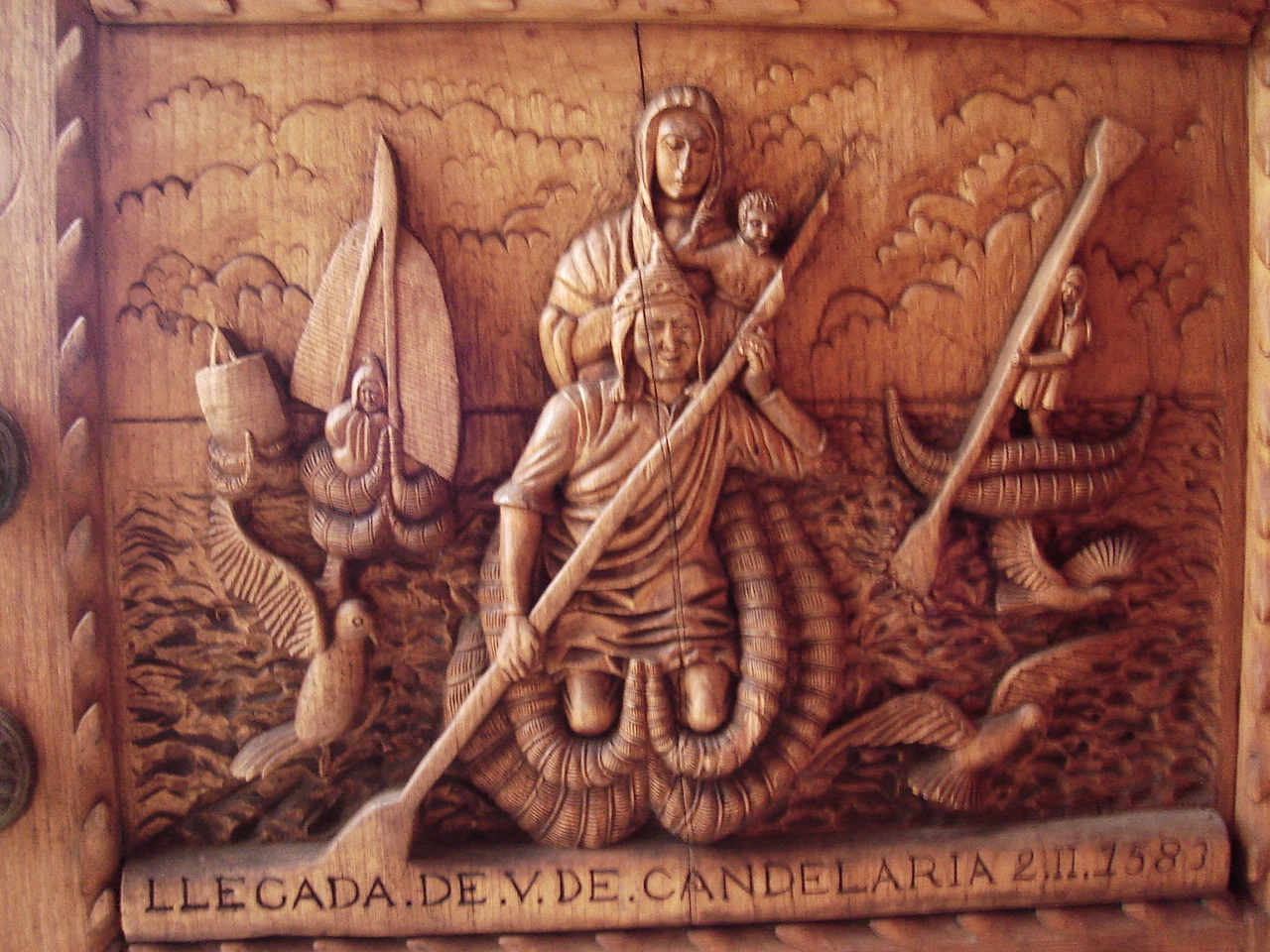
Puerta de la Basílica de Nuestra Señora de Copacabana, escultura de Tito Yupanqui, Copacabana.

En el siglo XVII, el barroco genera la Escuela de Potosí y la Escuela del Collao. En Potosí se tiene una fuerte influencia del manierismo español, destacándose Melchor Pérez de Holguín, el pintor barroco más importante del Virreinato del Perú. Por su parte, en el Collao la influencia hispano flamenca logra inspirar a artistas indígenas y mestizos, destacándose el anónimo Maestro de Calamarca con sus obras conocidas como Ángeles y Arcángeles de Calamarca.
La independencia incorporó la pintura influenciada por el neoclasicismo y el academicismo con pintores como Melchor María Mercado y Zenón Iturralde. En el siglo XX, aparece el arte marcado por el nacionalismo revolucionario y el indigenismo. El realismo mágico de Arturo Borda, los retratos indígenas de Cecilio Guzmán de Rojas y el arte revolucionario de Miguel Alandia Pantoja, Walter Solón Romero y Alfredo La Placa son los principales referentes. Por su parte, el arte contemporáneo de fines de siglo, introduce temas como el hombre urbano y la crítica social. Los pintores contemporáneos más destacados son: Gil Imaná, Lorgio Vaca, Edgar Arandia, Gastón Ugalde, Tito Kuramotto, Carmen Villazón, Sol Mateo, Luis Zilveti y Roberto Mamani Mamani.

#### Escultura
La escultura boliviana se remonta al periodo de Tiwanaku con las estelas antropomorfas como el Monolito Bennett o las figuras esculpidas en la Puerta del Sol. Más adelante, en el periodo colonial se destaca Tito Yupanqui, autor de la Virgen de Copacabana, quien tuvo una técnica que entroncó la tradición indígena con la escultura española de la época. Posteriormente, se destacan esculturas talladas en iglesias de Sucre y Potosí que fueron influenciadas por la Escuela Sevillana y la Escuela Cuzqueña.
En el periodo republicano, la escultura recibe un impulso con la creación de la Escuela de Bellas Artes de La Paz y es así que a comienzos del siglo XX se destacan Emiliano Luján, Hugo Almaráz, Víctor Zapana y principalmente, Marina Núñez del Prado quien es considerada una de las más grandes escultoras de América Latina. La obra de Núñez del Prado se distingue por el uso de estilizadas curvas (trabajadas en ónix, granito negro, alabastro, etc.), que simbolizan a la mujer, tema que ocupa un lugar central en su arte. Más tarde, después de la década de 1960, aparecen nuevos talentos como Ted Carrasco, Carlos Rodríguez y Marcelo Callaú que en su mayoría se inspiran en la sociedad boliviana y los mitos andinos.

#### Arquitectura

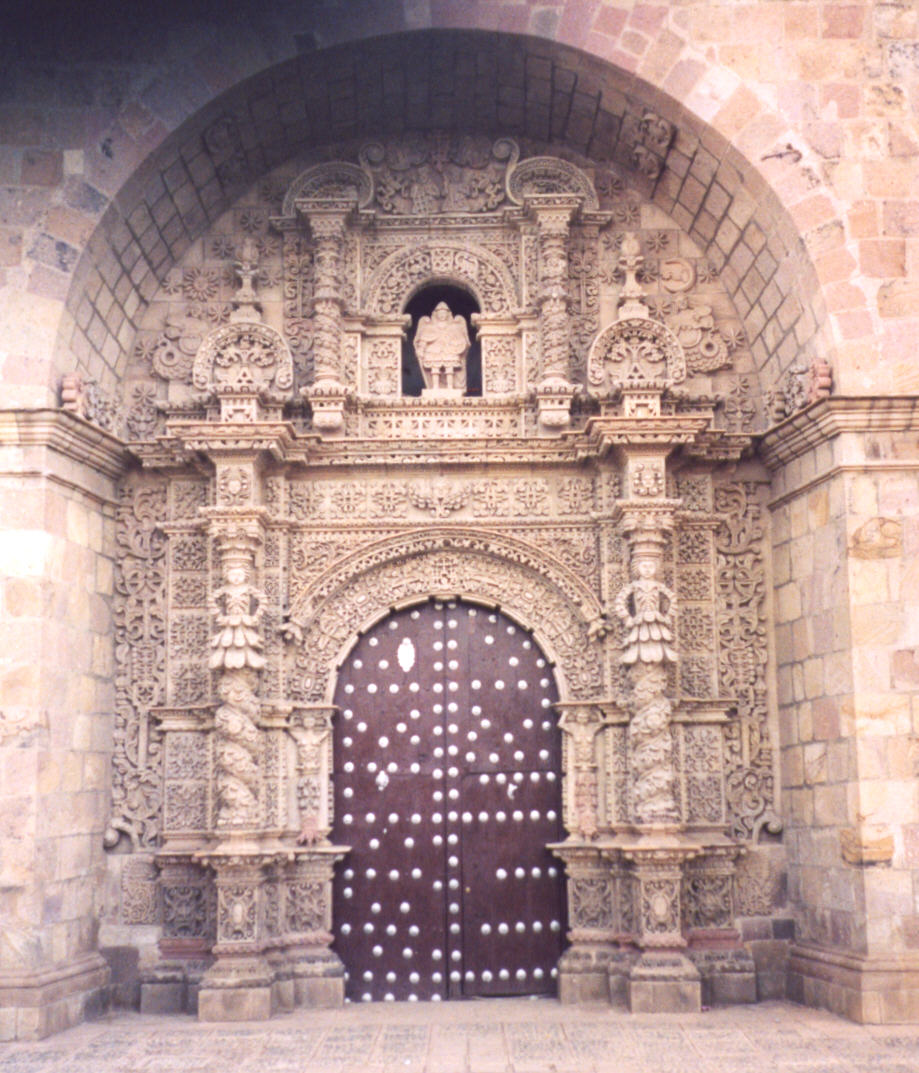
Iglesia de San Lorenzo, arquitectura del barroco mestizo, Potosí.

La arquitectura boliviana rescata los edificios de Tiwanaku construidos con grandes bloques de piedra labrada con excelente ensambladura y las construcciones incaicas como los palacios de la Isla del Sol y los fuertes militares de Samaipata e Incallajta por ejemplo.
En la época colonial se destacan los edificios religiosos barroco mestizos del siglo XVIII que combinan elementos mitológicos europeos y nativos. La Iglesia de San Lorenzo de Potosí, la Basílica de San Francisco de La Paz y las iglesias de las Misiones Jesuíticas son obras representativas de este periodo.
Luego de la independencia, surgen nuevos estilos como el neoclásico con la Catedral de Potosí de Manuel Sanahuja; y el academicismo francés con el Palacio de Gobierno de José Núñez del Prado y la Catedral de Santa Cruz de la Sierra de Felipe Bertrés. A fines del siglo XIX, se impone el eclecticismo reflejado en obras como el Palacio de la Glorieta de Antonio Camponovo que combina 14 estilos arquitectónicos.
En el siglo XX surgen estilos como el neotiahuanaco con el Museo Nacional de Arqueología de Arturo Posnasky; y el academismo oficial con el Palacio Legislativo de Camponovo. En la utilización de ambos estilos se distingue Emilio Villanueva, quien es considerado el más importante arquitecto boliviano del siglo por obras como la Alcaldía de La Paz (1925), el Banco Central de Bolivia (1926) y el complejo de la Universidad Mayor de San Andrés (1941-1948).

### Folclore y música
En Bolivia existe una infinita variedad de danzas folclóricas que muestran la diversidad de culturas. Muestra viva de esto es el Carnaval de Oruro, «Obra Maestra del Patrimonio Oral e Intangible de la Humanidad» (UNESCO), la Fiesta del Gran Poder y las entradas folclóricas universitarias y religiosas en las principales ciudades del país.
Danzas por departamentos:
- Beni: Macheteros, Bajones, Achu, Moperas, Danza del Sol y de la Luna, Chovena.
- Chuquisaca: Pujllay, Cueca de Chuquisaca (Vals), Bailecito, Huayño, Doctorcitos.
- Cochabamba: Cueca de Cochabamba, Carnaval de Cochabamba.
- La Paz: Caporales, Kullawada, Llamerada, Cueca de La Paz, Waka Waka, Saya, Incas, Carnaval de La Paz.
- Oruro: Diablada Boliviana, Morenada, Kallawaya, Suris Sicuris, Tobas, Antahuara, Awatiris,  Wititis, Intillajta, Sampoñaris y Tarqueada.[152]
- Pando: Chovena,
- Potosí: Tinku, Potolos y la Cueca de Potosí.
- Santa Cruz: Carnaval de Santa Cruz, Chovena, Sarao.
- Tarija y la Región del Chaco: Rueda Chapaca, Tonada, Pim Pim, Cueca de Chapaca y la Cueca Chaqueña, Chacarera, Gato, Escondido, Triunfo, Michizos, Chamamé, Chunchos, Zamba, Atico y Tero Tero.
- Tupiza - Sud Chichas: Tonada y la Cueca.

Sobresalen también el Ballet Folklórico Nacional fundado en 1975, la Orquesta Sinfónica Nacional fundada en 1945 y el Coro y Orquesta de Urubichá que recoge la herencia musical barroca y renacentista de la Chiquitanía boliviana.
La música se toca durante los festivales y las danzas, contiene fuertes influencias españolas. Los instrumentos musicales más comunes son:
- Zona Occidental: zampoña, siku, quena, tarka, pinkillo, charango, anata.
- Zona de los valles (Tarija): caña, erque, quenilla, caja, camacheña, guitarra, violín, bombo.
- Zona Oriental: guitarra, pinguyo (flauta de taucara), tambor e instrumentos introducidos por las misiones jesuíticas como bombo, violín y arpa.

La Revolución de 1952 fomentó y apoyó el desarrollo de una cultura nacional, principalmente la parte aimara y quechua a través de las capas medias de la sociedad. Se llegó a establecer un Departamento de folclore dentro del Ministerio de Educación.
El despertar de la cultura se reflejó también en la música. En 1965 Edgar «Yayo» Jofré formó un cuarteto llamado Los Jairas en La Paz. Con el ascenso de la música popular Jofré, junto con Alfredo Domínguez, Ernesto Cavour, Julio Godoy y Gilbert Favre modificaron las formas de la música tradicional, fusionándola con ritmos urbanos y europeos. Posteriormente aparecerán grupos como Wara, Khanata, Paja Brava, Savia Andina y sobre todo Los Kjarkas quienes refinarán esta fusión y llevarían la música boliviana a los principales escenarios internacionales.
Entre los cantautores más destacados están Raúl Shaw Moreno, Gladys Moreno, Alfredo Domínguez, Orlando Rojas Rojas, Nilo Soruco, Willy Alfaro, Luzmila Carpio, Ulises Hermosa, Yalo Cuéllar, Luis Rico, Pepe Murillo, Emma Junaro, Enriqueta Ulloa, Juan Enrique Jurado y Aldo Peña.
En composición musical descuellan el fallecido Alfredo Domínguez con todas sus obras. Simeón Roncal con su Marcha hacia el Chaco, Teófilo Vargas con su obra folclórica Aires Nacionales de Bolivia, Eduardo Cava con sus 18 Aires Andinos, Gilberto Rojas con su taquirari Viva Santa Cruz, Willy Alfaro Carballo con la Fiesta de Reyes o Tonada para Remedios, Apolinar Camacho con la composición Viva Mi Patria Bolivia, considerado el segundo himno del país, el compositor de guitarra clásica Piraí Vaca.
Los grupos de música nacional más representativos son: Los Kjarkas, Los Andariegos, Palala Ahicito, Los Canarios del Chaco, El Negro Palma, Juan Enrique Jurado, Savia Andina, Grupo Andino, Grupo Femenino Bolivia, Raymi Bolivia, Jacha Mallku, Tupay, Kala Marka, Pasión Andina, Proyección, Amaru, Bonanza, Alaxpacha, Trío Oriental, Dúo Sentimiento, Tola Claudio, Huáscar Aparicio.
En géneros como Rock-Pop y Rock sobresalen a nivel internacional grupos como: Loukass, Octavia, Azul Azul y Atajo.

### Literatura

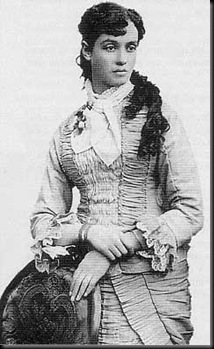
Adela Zamudio, una de las principales figuras de la literatura boliviana.

En el periodo colonial se destacaron escritores como Antonio de la Calancha y Vicente Pazos Kanki, mientras que a inicios de la vida republicana sobresale Juan Wallparrimachi. Durante buena parte del siglo XIX, el historiador Gabriel René Moreno es el principal referente de las letras bolivianas.
Las primeras obras literarias bolivianas aparecen a fines del siglo XIX e inicios del siglo XX con autores como Nataniel Aguirre, Ricardo Jaimes Freyre, Alcides Arguedas, Franz Tamayo, Gregorio Reynolds, Jaime Mendoza y Armando Chirveches. Durante la primera mitad del siglo XX se destacan principalmente Adela Zamudio, Demetrio Canelas, Abel Alarcón, Tristán Marof, Enrique Finot y Javier del Granado.
Durante la segunda mitad del siglo XX se acentúan las obras literarias nacionalistas, destacándose escritores como Augusto Céspedes, Carlos Medinaceli, Antonio Díaz Villamil, Óscar Alfaro, Raúl Botelho Gosálvez, Joaquín Aguirre Lavayén, entre otros. Por otra parte, se consagran escritores que marcan una nueva manera de hacer literatura universal en Bolivia como Jaime Sáenz, Óscar Cerruto, Julio de la Vega, Jesús Urzagasti, Jesús Lara, Raúl Otero Reiche, Adolfo Costa Du Rels, Renato Prada Oropeza, Eduardo Mitre, Pedro Shimose, Néstor Taboada Terán, Gastón Suárez, entre otros.
Dentro del panorama literario contemporáneo se destacan escritores de distintos géneros, muchos de ellos impulsados por el Premio Nacional de Novela creado en 1998. Gonzalo Lema, Edmundo Paz Soldán, Wolfango Montes, Cé Mendizábal, Ramón Rocha Monroy, Homero Carvalho, Juan de Recacoechea, Víctor Montoya, Adolfo Cárdenas, Giovanna Rivero, Wilmer Urrelo, Rodrigo Hasbún, Víctor Hugo Viscarra, Claudio Ferrufino-Coqueugniot, Sebastián Antezana, Ronnie Piérola Gómez, Blanca Wiethüchter son los principales referentes.
| Diez novelas más representativas de la literatura boliviana |                                                      |                    |                                  |                               |
| N° | Novela                                               | Año de publicación | Autor                            | Lugar de nacimiento del autor |
| 1 | Juan de la Rosa                                      | 1885               | Nataniel Aguirre                 | Cochabamba                    |
| 2 | Felipe Delgado                                       | 1989               | Jaime Sáenz                      | La Paz                        |
| 3 | Jonás y la ballena rosada                            | 1987               | Wolfango Montes                  | Santa Cruz de la Sierra       |
| 4 | Los deshabitados                                     | 1957               | Marcelo Quiroga Santa Cruz       | Cochabamba                    |
| 5 | Tirinea                                              | 1969               | Jesús Urzagasti                  | Gran Chaco                    |
| 6 | La Chaskañawi                                        | 1947               | Carlos Medinaceli                | Sucre                         |
| 7 | El otro gallo                                        | 1990               | Jorge Suárez                     | Los Yungas                    |
| 8 | Aluvión de fuego                                     | 1935               | Oscar Cerruto                    | La Paz                        |
| 9 | Matías, el apóstol suplente                          | 1971               | Julio de la Vega                 | Santa Cruz de la Sierra       |
| 10 | Raza de bronce                                       | 1919               | Alcides Arguedas                 | La Paz                        |
| Cinco novelas sugeridas |                                                      |                    |                                  |                               |
| 1 | Íntimas                                              | 1914               | Adela Zamudio                    | Cochabamba                    |
| 2 | Selección de historia de la Villa Imperial de Potosí | 1965               | Bartolomé Arzans de Orsúa y Vela | Potosí                        |
| 3 | El loco                                              | 1966               | Arturo Borda                     | La Paz                        |
| 4 | La Virgen de las Siete Calles                        | 1975               | Alfredo Flores                   | Santa Cruz de la Sierra       |
| 5 | El run run de la calavera                            | 1983               | Ramón Rocha Monroy               | Cochabamba                    |
| Fuente: Ministerio de Culturas (2009). Seleccionadas en el “Encuentro sobre la novela boliviana” efectuado del 22 al 23 de agosto en el Centro pedagógico Simón I. Patiño) (enlace roto disponible en Internet Archive; véase el historial, la primera versión y la última).. |                                                      |                    |                                  |                               |

### Arqueología y paleontología

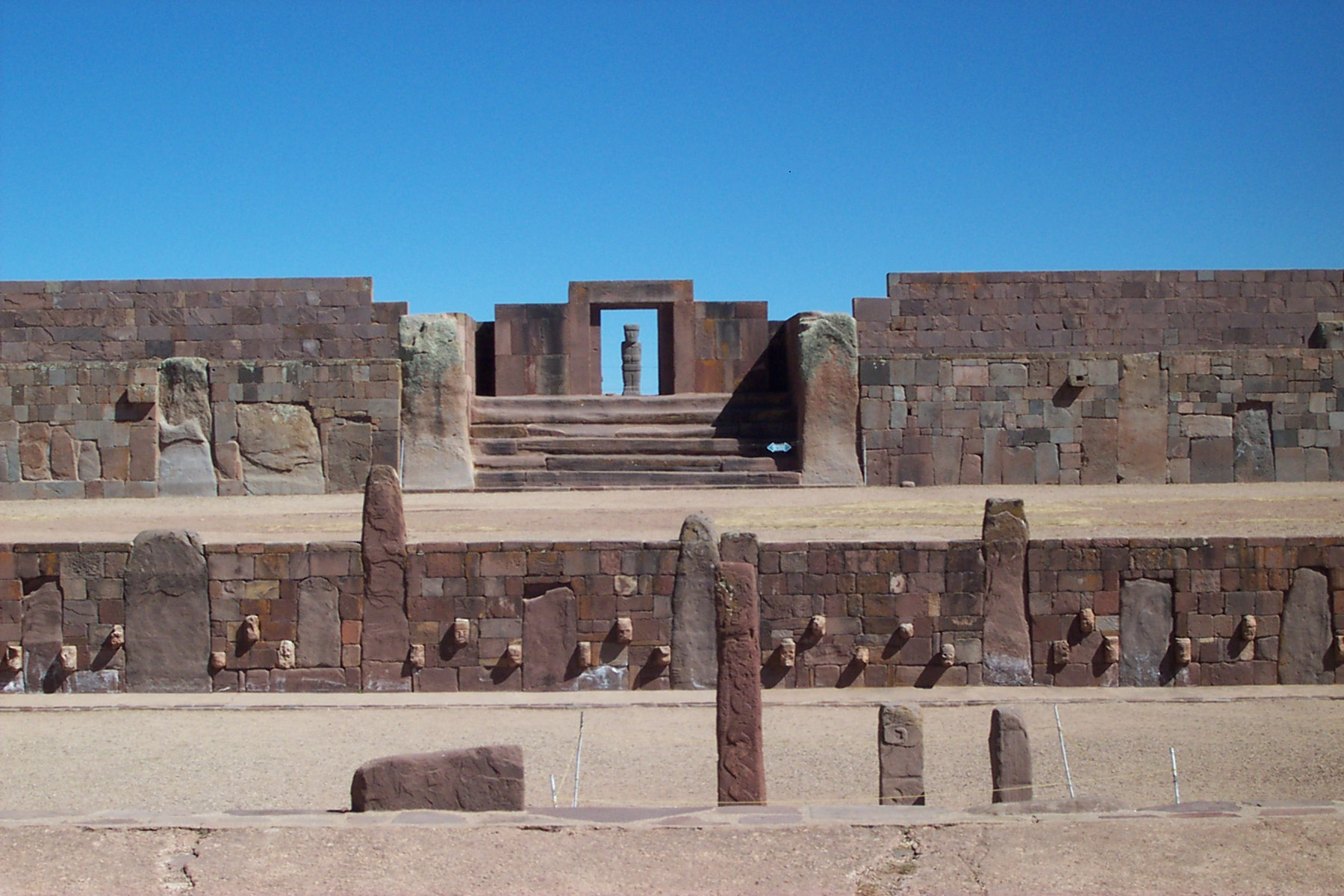
Puerta del Templo de Kalasasaya y Templo Semisubterráneo, Yacimiento Arqueológico de la Cultura Tiwanaku localizada a 70 km de La Paz.

En Bolivia se pueden encontrar alrededor de 35 000 sitios arqueológicos. Muchos de los más conservados, por razones climáticas (desiertos y áreas muy secas) o por el tipo de materiales usados (piedra), se encuentran en los Andes, pertenecientes a culturas preincaicas e Inca. Sin embargo, en el sector oriental tropical del país (los 2/3 del territorio de Bolivia) son incontables los sitios arqueológicos, con pinturas rupestres, restos de cerámicas y hasta los vestigios de las enormes obras hidráulicas prehispánicas en los llanos de Moxos y Baures.

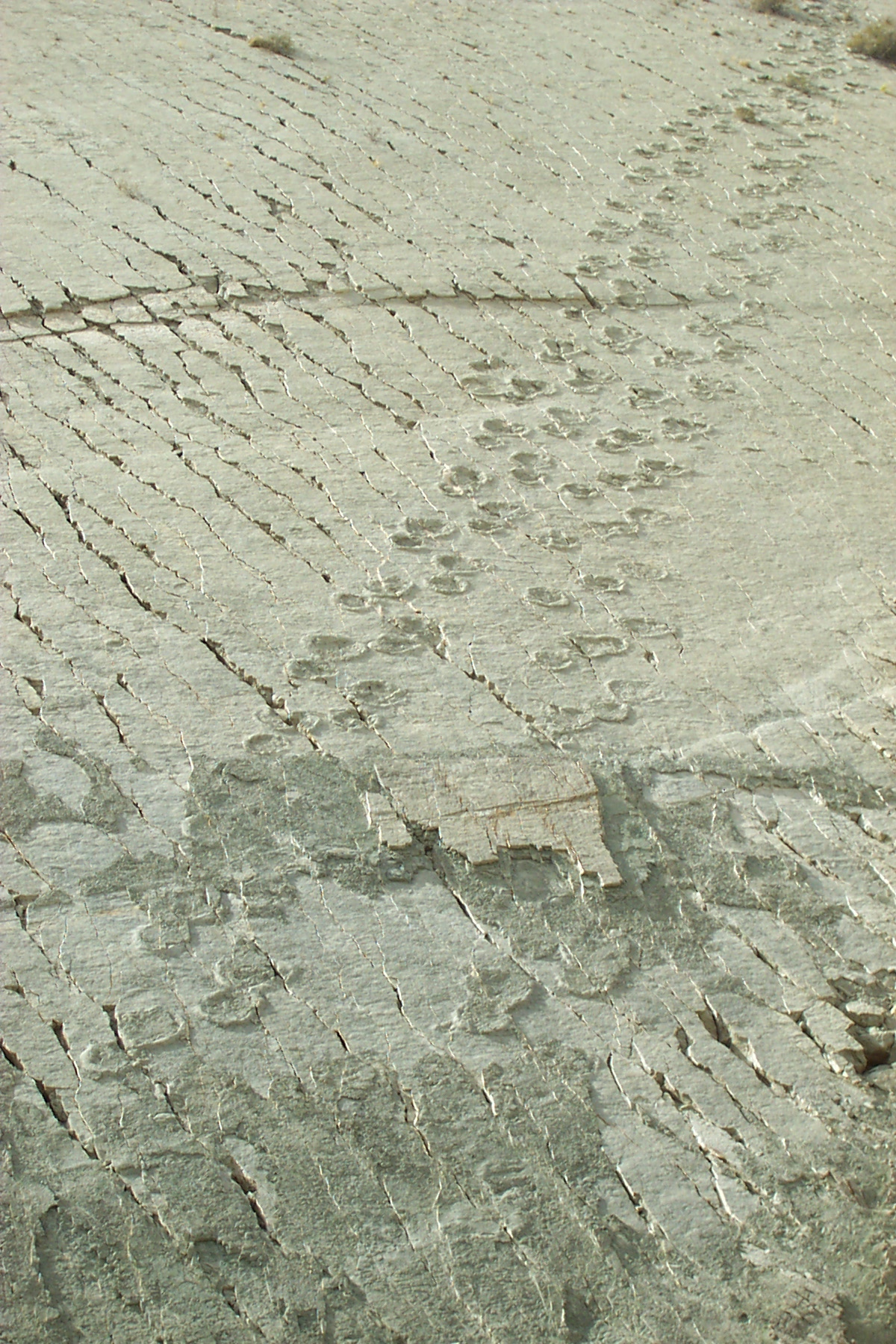
Cal Orko, yacimiento paleontológico con el depósito de huellas de dinosaurio más grande del mundo en las afueras de la ciudad de Sucre.

La zona arqueológica más importante del país son las Ruinas de Tiwanaku, en la que se halla la Puerta del Sol, con sus monumentos de observación astronómica y sus técnicas de cultivo, los cuales denotan un avanzado grado de conocimiento, no solo de su medio ambiente sino de las leyes del universo.
El Oriente tropical boliviano fue el centro de una importante civilización precolombina, conocida como Cultura Hidráulica de las Lomas. Desde más o menos 4000 años a. C. (probablemente antes: el dato actual se basa en las cerámicas datadas) hasta el siglo XIII d. C., la región fue asentamiento de importantes grupos humanos organizados en sociedades pre-estatales (en algunos casos muy centralizados), definidos como cacicazgos, potentados locales. El sistema se basaba, ambiental y económicamente, sobre el uso de características ambientales específicas (uso de plantas acuáticas como fertilizantes y gigantescos sistemas de pesca) y en la construcción de grandes obras hidráulicas que permitían la conexión entre los varios núcleos humanos en cualquier estación, los cultivos también en la época de inundaciones (por esto la creación de campos de cultivo elevados visibles aún hoy en día desde el aire), de terraplenes, diques, canales y lagunas con función viaria y de pesca.
A la llegada de los españoles, la región ya estaba en plena decadencia desde hacía cerca de tres siglos. De todas formas, queda como uno de los centros de origen y propagación de muchos productos agrícolas de difusión mundial: tabaco, cacahuete o maní, algodón, yuca (Manihot esculenta), camote (Ipomoea batatas).
Otra zona de importancia, patrimonio de la humanidad de la Unesco, es el centro ceremonial de Samaipata, conocido también como el Fuerte, el más grande petroglifo terrestre construidos por poblaciones amazónicas en épocas remotas. El centro fue ocupado aparentemente pocos años antes de la conquista española por una avanzadilla incaica que ha dejado sobrepuestos a las decoraciones de las culturas amazónicas, algunos de los típicos motivos incaicos. En los alrededores se han descubierto más de 50 edificaciones en una zona de 30 a 40 hectáreas.
También se encuentran en el país caminos prehispánicos, pinturas rupestres y las conocidas huellas de dinosaurios de Toro Toro. Muchos de estos sitios arqueológicos –algunos de antigüedad milenaria– han sido declarados Patrimonio de la Humanidad por la Unesco.

### Gastronomía

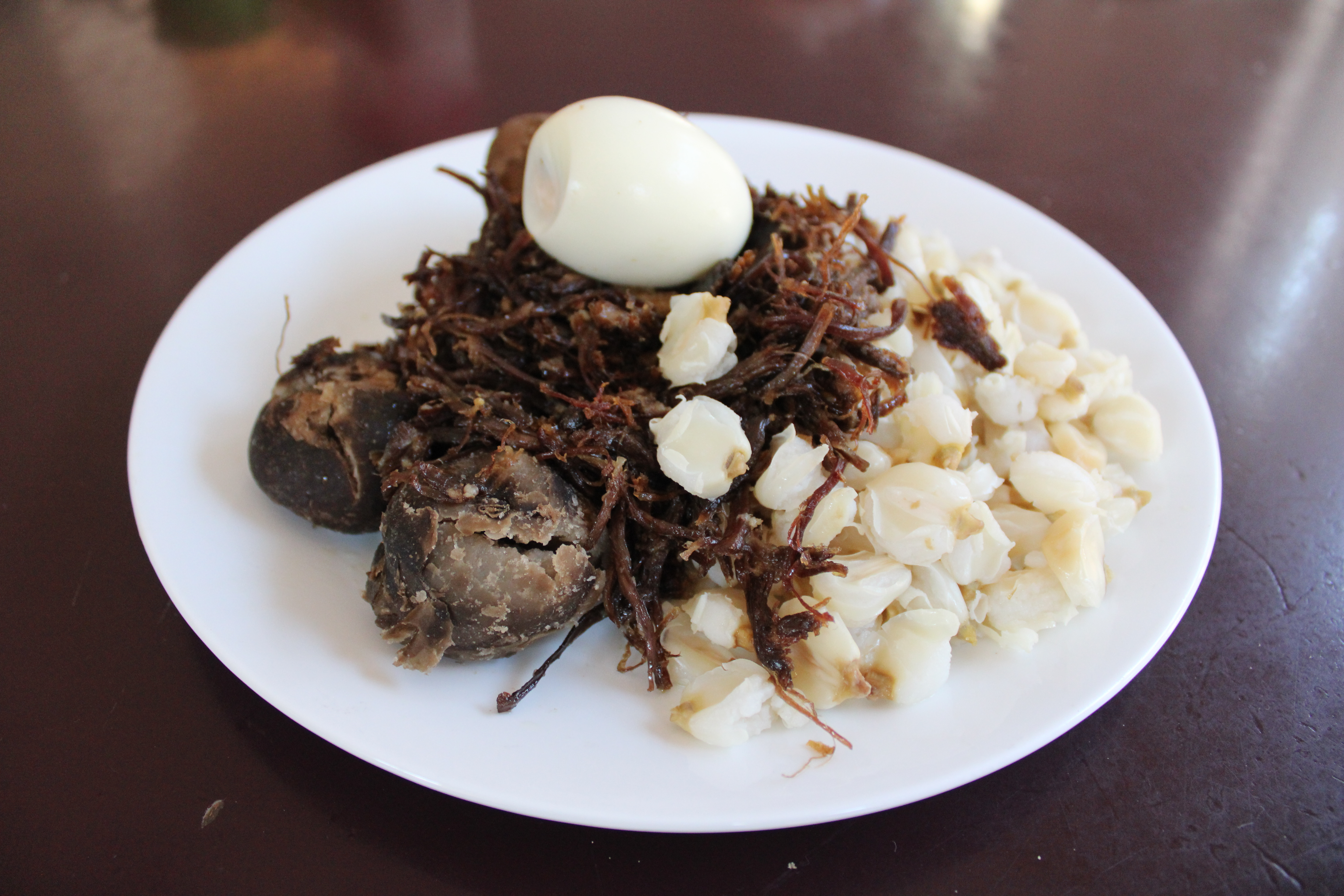
El Charquekan orureño consiste en charque o cecina de res o de llama, posteriormente dehilada en fibras, servida frita con queso fresco de vaca, huevo y mote.

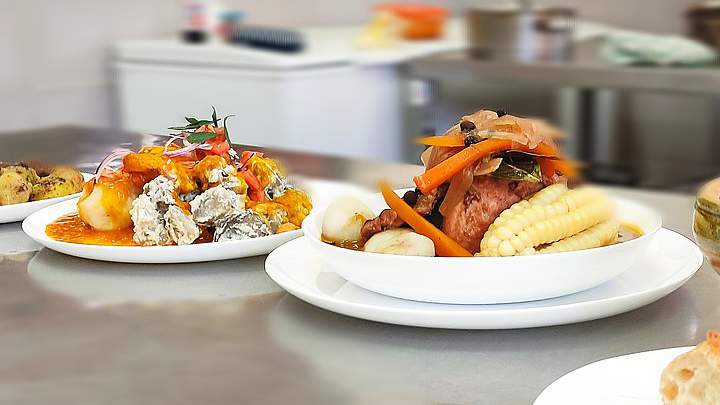
Platos típicos andinos, caracterizados por el uso de papas, carne y ajíes.

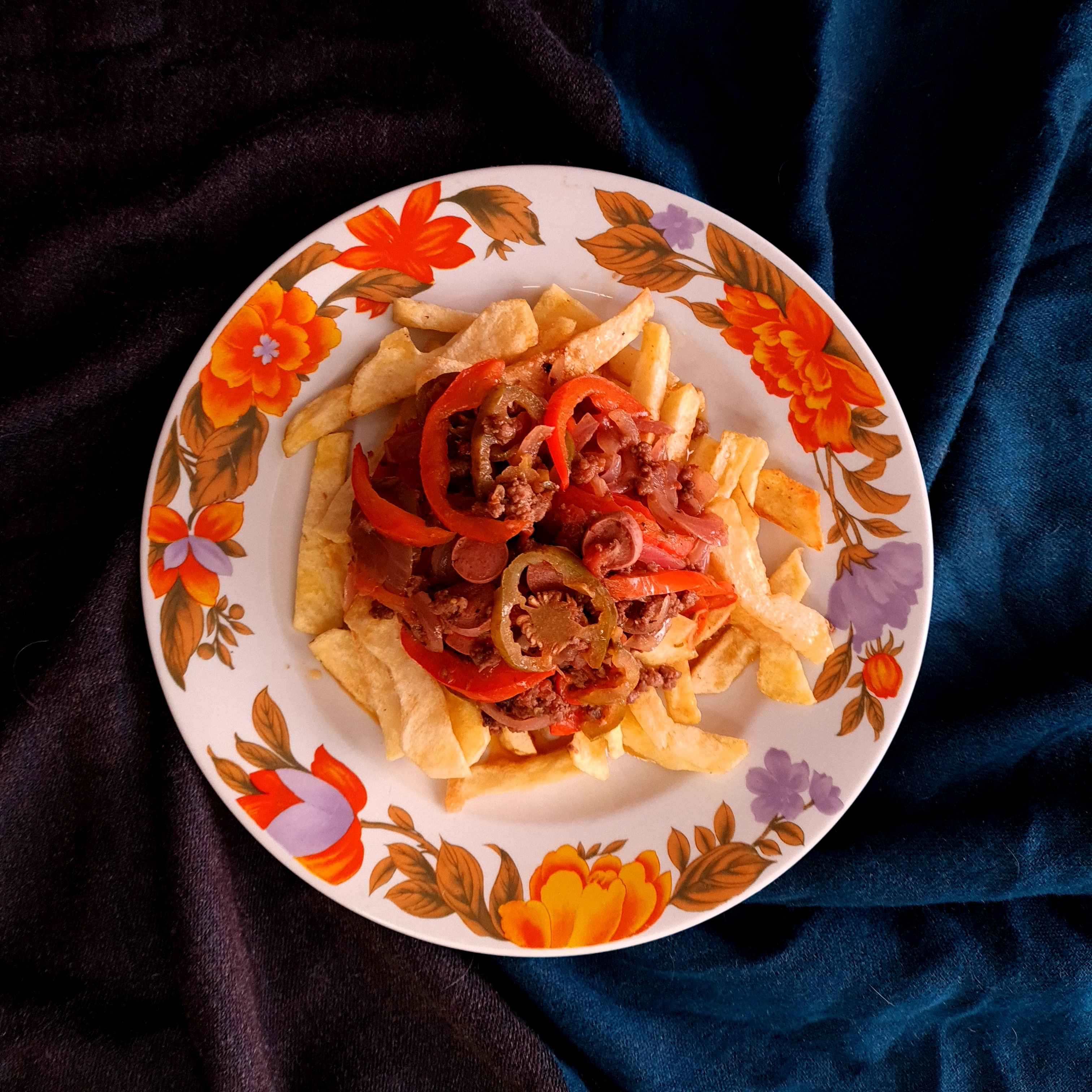
Pique macho, plato típico de Cochabamba.

La cocina boliviana tiene numerosos elementos comunes con la gastronomía de los países vecinos, especialmente el consumo de productos considerados típicamente regionales. Sin embargo, debido a la variedad de zonas climáticas, la cocina boliviana es muy rica y diferenciada según la tradición culinaria de cada región.
La gastronomía boliviana tiene unas profundas raíces étnicas, europeas y árabes, y transformadas por el mestizaje y los diferentes momentos históricos que el país ha experimentado, la gastronomía boliviana ha sumado platos, diferentes mezclas y preparados a una larga lista que abarcan todas las variedades de la comida boliviana.
En los platos de la zona del altiplano boliviano abundan las féculas e hidratos de carbono, como por ejemplo la patata o papa, ingrediente que suele acompañar la mayoría de los platos, especialmente las patatas deshidratadas llamadas chuño o ch'uñu, también sobresale el chairo, un caldo de cordero u oveja con papas, chuño y verduras. El plato paceño tiene la particularidad de no tener carne, consta de una porción de habas cocidas, una rodaja de queso criollo frito, una papa con cáscara cocida, un choclo cocido y abundante salsa llamada llajwa.
Oruro, la capital del folclore boliviano, cuenta con una diversidad de platos como: el thimpu, consomé de carne, seguido por un plato fuerte con carne (del consomé) acompañada con arrocillo, papa, chuño, en ocasiones vegetales y una salsa de ají y cebolla; el jolke, un caldo de riñón de vaca y papa hervida; un plato típico llamado intendente, abundante plato con diversas carnes y menudencias de cordero, acompañado con arroz y otros carbohidratos; el rostro asado, un particular plato que cocina la cabeza de cordero sazonada (en ocasiones de vaca) al horno, sin quitar el pelaje ni el cuero del animal, a pesar de que no se comen estos últimos; charquekan orureño o carne de llama deshidratada frita acompañada con mote, papa, huevo duro, queso y llajwa.[cita requerida]
En los valles subandinos bolivianos se produce una gran variedad de frutas y vegetales, granos y legumbres. Sin embargo, el producto más importante es el maíz, del cual existen muchas variedades, como el kulli o maíz morado, el ch'uspillu o el willkaparu (Tupiza, Cochabamba y Chuquisaca).
Entre los platos típicos de los valles centrales (Cochabamba, Chuquisaca), se cuentan con variedad de platos picantes de ají como la sajta y el picante surtido. El pacumutu, filetes de carne vacuna; la salteña, el sillp'anchu, carne macerada con huevo encima; el pique macho, carne picada con cebollas, el falso conejo, el tranca-pecho, los anticuchos y las empanadas de carne. Entre los platos típicos de las provincias en el departamento de Cochabamba está el uchuku (sopa de ají acompañado de relleno de papa con queso de cabra, arroz, huevo, chuño, carne de pollo y pato, papa, lengua de res y el frito de «chilijchi»); plato de la región de Aiquile.
El plato tradicional de los valles y la zona alta de Tarija es el asado (carne a la parrilla), el chancho a la cruz, el saice el mismo que se prepara con carne molida de res, papa, arvejas y se lo acompaña con arroz y en casos también con fideos, también se lo sirve con una criolla o ensalada de tomate, lechuga y cebolla, otros platos que se consume en cantidad es la humita o huminta, tamal y las empanadas.
La gastronomía tradicional de la ciudad de Tupiza es variada y tiene los siguientes platos: el k'asa uchu, tamales, humintas, patasq'a, guiso de palqui, picante de cabrito, asado de cabrito, chivo o cordero a la cruz, tortillas elaboradas con leche de cabra, harina de maíz y sal también se tiene el queso de cabra.

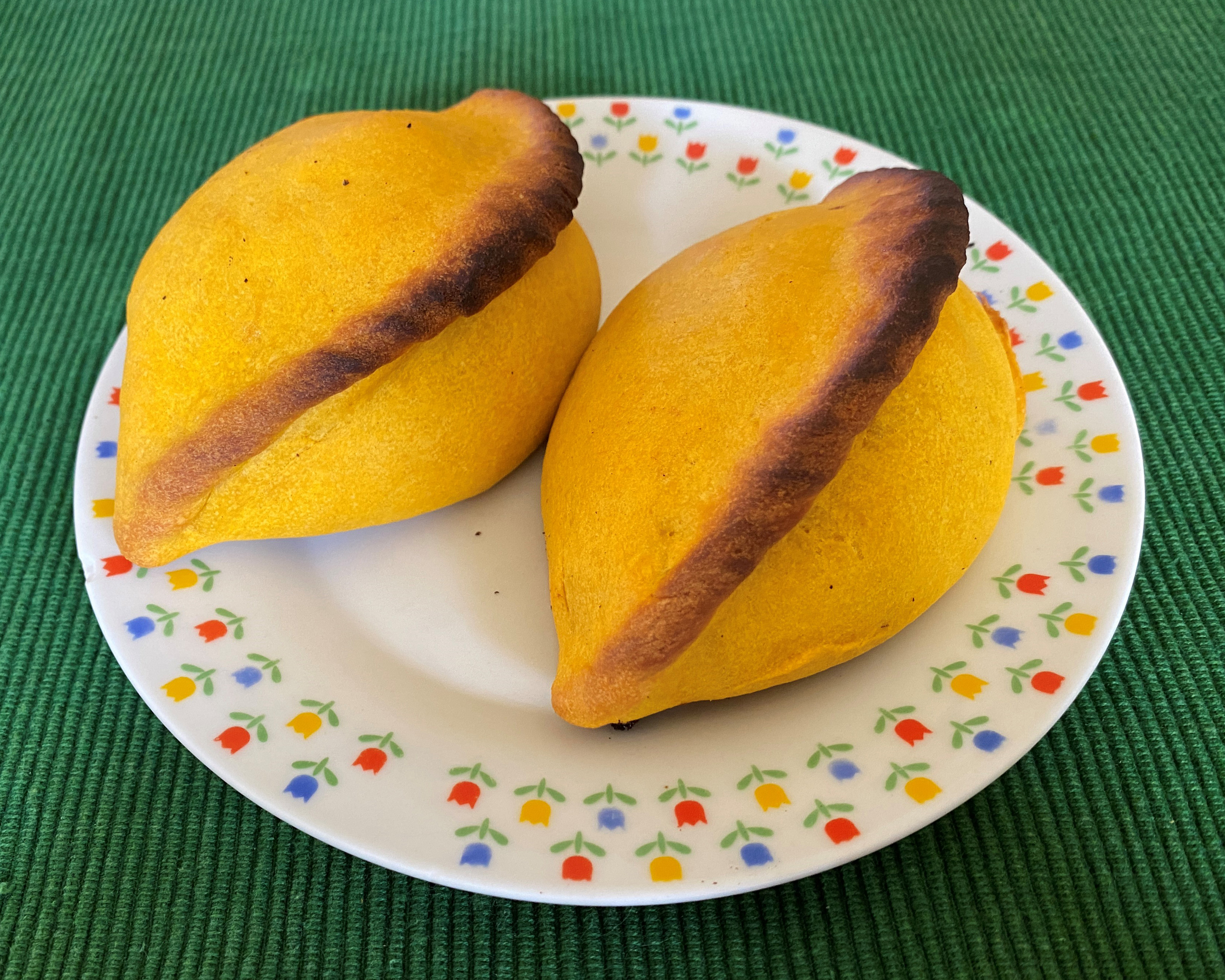
Las salteñas, de origen potosino a mediados del, son una de las comidas más populares en Bolivia.

Las qaras a la brasa es un plato típico de la región de los Valles, en una zona próxima de los departamentos de Santa Cruz y Chuquisaca, más propiamente en la provincia de Vallegrande, ubicada en el departamento de Santa Cruz. Contiene mote, papas, chuletas de cerdo, y el cuerrillo de cerdo que está cocido sobre las brasas vivas, es un plato delicioso sobre todo el preparado de la carne y el cuerillo. El asadito colorado es otro plato típico de la provincia de Vallegrande; consiste en lo siguiente: carne de cerdo, preparada con condimentos, especialmente un colorante rojo por lo cual lleva el nombre, se cocina en la misma manteca que escurre de la carne. Se acompaña con papas cocidas, ají, a veces pan.
En las tierras bajas o llanos, la yuca reemplaza a la papa y es más frecuente el uso de hortalizas. Se produce azúcar, plátanos, almendras, frutas tropicales, soja y carne de res. El plato principal de los llanos es el locro, una sopa de arroz con charque (ch'arki) o pollo.
Los platos son elaborados sobre la base de maíz, como el locro de maíz blanco, los tamales hechos con una base de maíz rellena con una rehogado en manteca y cebolla, ají picante pimentón y carne picada, y la huminta en chala, elaborado con choclo (maíz tierno) rallado, azúcar y canela, con una salsa de tomates, morrones y pimentón, envueltos también en chalas (hojas de maíz) y hervidos como los tamales.
El chipilo, tradicional del departamento del Beni. Se trata de plátano verde cortado en láminas muy delgadas y frito en aceite. Su sabor se asemeja a una galleta salada.

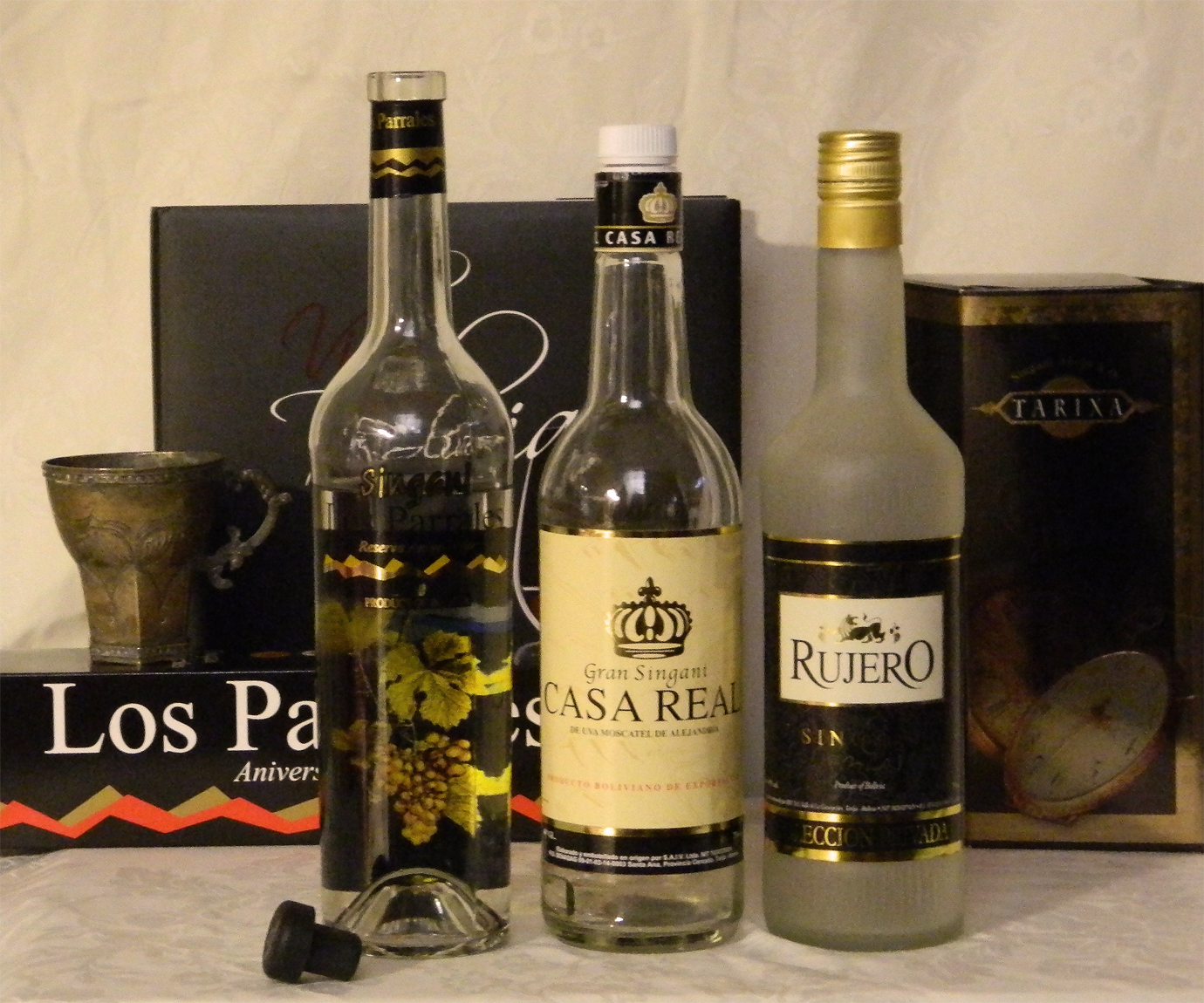
Singani de uva, el licor nacional de Bolivia.

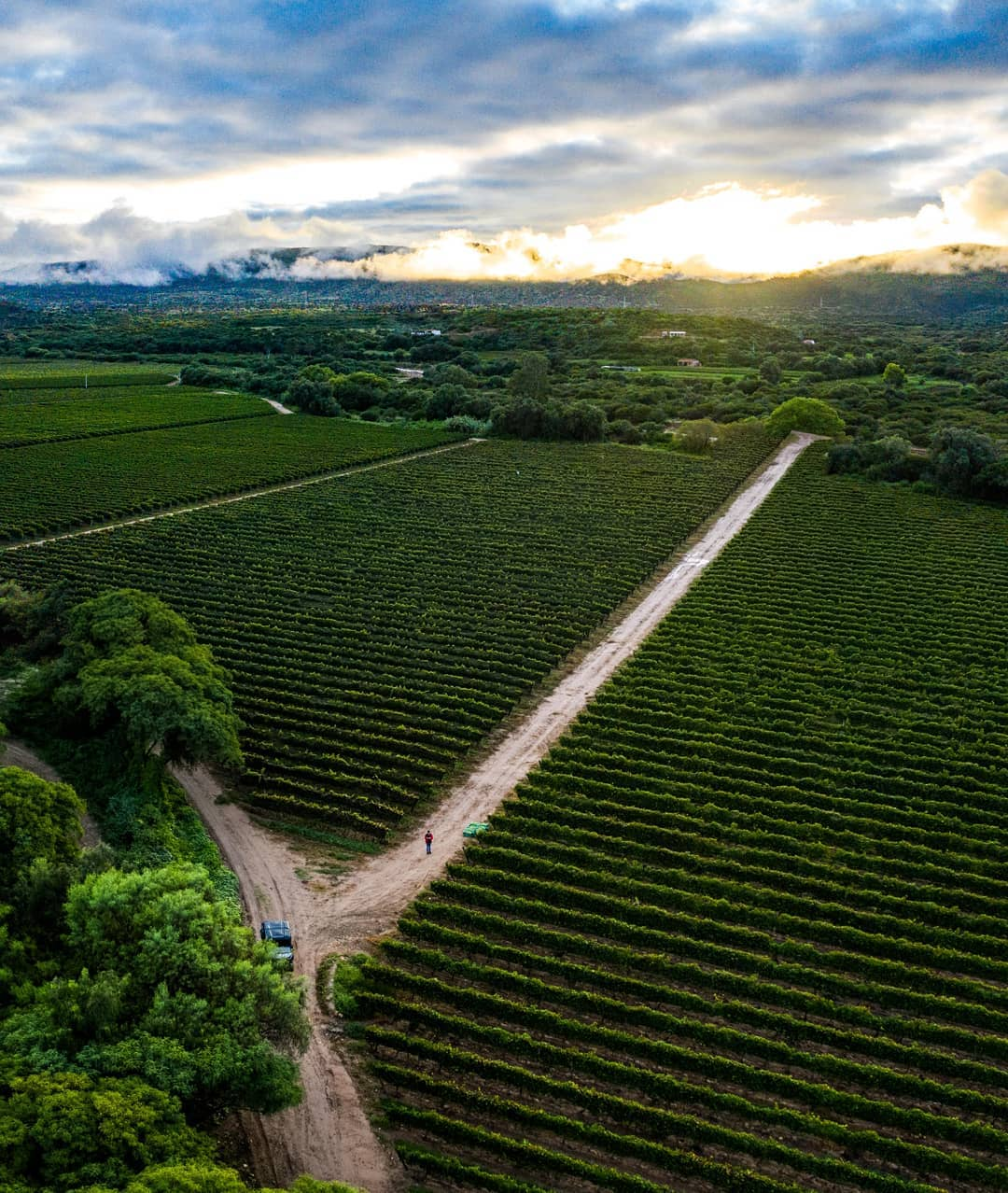
Viñedos en el Departamento de Tarija

En la comida del oriente se destaca la sopa tapada que es un plato típico de los llanos al noreste del país que básicamente consta de tres capas: una de arroz y otra de un preparado de carne con huevo y plátano con unas aceitunas más o menos como un pastel de fideo.
En esta parte del país, extremadamente húmeda, se preserva la repostería de una manera muy ingeniosa: Se deja en el horno al fuego lento hasta que se deshidrata y endurece. Para consumirla, se remoja en el café o en la bebida caliente con la cual se está acompañado.
Entre las bebidas azucaradas se destacan el api y el somó de maíz, el mocochinchi de durazno. En relación con las
bebidas alcohólicas, se destaca como principal licor nacional el singani que es una bebida de la familia del aguardiente de uvas que se produce en el sur del país. La chicha de maíz es también una de las bebidas alcohólicas tradicionales.
En Tarija y en el Chaco boliviano, el consumo de yerba mate está muy arraigado, mientras que es común encontrar en cualquier mercado o supermercado del país el mate de coca.
Entre los postres bolivianos, destacan los pasteles de dulce, las barras de manjar blanco, la pasankalla de maíz, el queso de cabra y el dulce de lacayote.

### Deporte

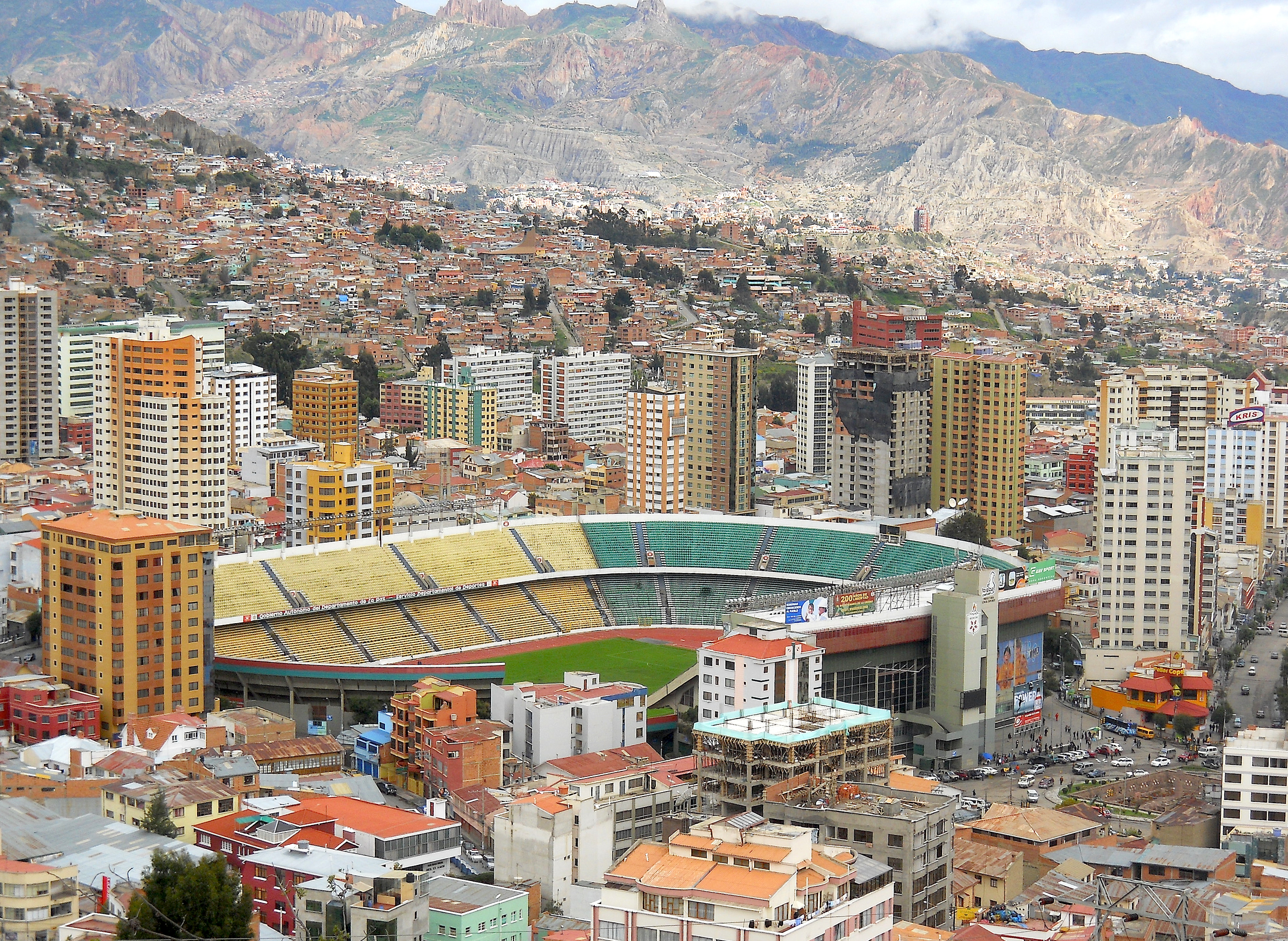
Estadio Hernando Siles, sede de La Verde.

El fútbol es el deporte más popular de Bolivia. Se practicó por primera vez en 1896 con la fundación del club Oruro Royal.
La selección de fútbol de Bolivia, conocida como La Verde, es el equipo representativo de país en las competiciones oficiales de fútbol. Su organización está a cargo de la Federación Boliviana de Fútbol, cuya fundación data del 12 de septiembre de 1925, hace 99 años. Está afiliada a la FIFA desde 1926 y es uno de los miembros de la Conmebol desde 1926. Jugó su primer partido el 12 de octubre de 1926 en Santiago, Chile, correspondiente al Campeonato Sudamericano de 1926.
La selección Boliviana ha participado en tres ocasiones en la Copa Mundial de Fútbol (1930, 1950 y 1994). En el Mundial de 1930 participó en calidad de invitado, en 1950 logró clasificarse después del retiro de Argentina y Perú de las eliminatorias y en la edición de 1994 se clasificó jugando las eliminatorias correspondientes, clasificando definitivamente en un partido contra la selección de Ecuador el domingo 19 de septiembre de 1993.
Bolivia participó 26 veces en la Copa América, donde se consagró campeona ganando la edición de 1963, siendo este título su mayor logro internacional. También fue subcampeón en la edición de 1997; con este hecho logró clasificarse por primera y única vez a la Copa FIFA Confederaciones en la edición de 1999.
En cuanto a seleccionados juveniles, Bolivia ganó el Campeonato Sudamericano Sub-17 de 1986 y ha logrado clasificar para las copas mundiales sub-17 de las ediciones 1985 y 1987. Se destacan además el 4.º lugar en los Sudamericanos Sub-20 de 1981 y 1983, y también en los Juegos Panamericanos de 2007. En 2010, la selección Sub-15 consiguió la medalla de oro en los Juegos Olímpicos de la Juventud tras vencer a Haití en la final.
Otros deportes con gran número de seguidores son el voleibol, básquetbol, raquetbol, ciclismo, automovilismo, natación y montañismo. En este último, se destaca el montañista profesional Bernardo Guarachi quien fue el primer boliviano en coronar la bandera nacional en la cima del Everest y escaló los principales nevados de la Cordillera de los Andes como el Aconcagua (3 ocasiones), el Sajama (40 ocasiones) y el Illimani (186 ocasiones).
El tenista Mario Martínez ganó tres torneos del ATP Tour.
En ajedrez cuenta con un Gran Maestro Internacional, Osvaldo Zambrana. Es el único boliviano en alcanzar este título.

## Emblemas nacionales
Constitucionalmente, los emblemas nacionales son la bandera tricolor rojo, amarillo y verde, el himno nacional, el escudo de armas, la wiphala (bandera de la cultura aimara), la escarapela, la flor de la kantuta y la flor del patujú.
La Bandera Tricolor es el principal símbolo nacional fue adoptada el 31 de octubre de 1851 y aprobada por ley el 5 de noviembre del mismo año durante el gobierno de Manuel Isidoro Belzu con los colores definitivos del rojo, amarillo y verde. Por decreto supremo del 30 de julio de 1924, se determinó que el 17 de agosto se conmemore como Día de la Bandera. En 2009 fueron establecidos los códigos de la paleta de colores, para uniformar el uso de la Bandera Tricolor, a través del D.S. N.º 241, de 5 de agosto de 2009 por el presidente Evo Morales.
El Escudo Nacional de Bolivia es el símbolo nacional heráldico del país, según establecido en la Constitución y de acuerdo al Decreto Supremo del 14 de julio de 1888, posteriormente reglamentado por D.S. N.º 241 del 5 de agosto de 2009 por el presidente Evo Morales.
La Wiphala es reconocida como emblema nacional desde el 7 de febrero de 2009, en la Constitución Política del Estado de 2009, y regulada su uso, colores y proporciones por el D.S. N.º 241 del 5 de agosto de 2009. Esta debe ser izada al lado izquierdo de la Bandera Tricolor.
Las flores nacionales de Bolivia, son la Kantuta Tricolor que puede ser vista en los valles altos de la región andina; y la Flor de Patujú proveniente de la región de los llanos. Ambas reconocidas en la constitución de 2009 como símbolos del Estado. En el gobierno de Bautista Saavedra, mediante Decreto Supremo de 1 de enero de 1924 se consagró como emblema nacional a la “Kantuta Tricolor”. En el gobierno de Evo Morales, son reconocidas oficialmente como «símbolos del Estado» a través de la Constitución de 2009, con la denominación de: “Kantuta Tricolor” y la "Flor de Patujú”.
En el año 2017, el Senado de Bolivia, sanciona la Ley N.º 920, del 27 de marzo de 2017, que declara la Bandera de la Reivindicación Marítima como emblema del Estado, para utilizarse en las actividades cívicas del mes de marzo, asimismo modifica la bandera agregando oficialmente la wiphala a la derecha de la bandera boliviana.

Emblemas nacionales de Bolivia
Bandera Tricolor
Escudo de Armas
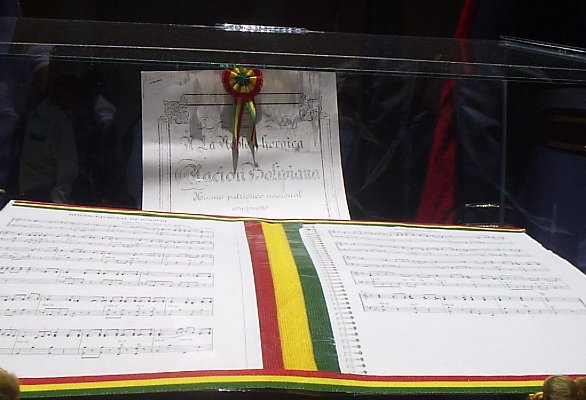
Pentagrama Autógrafo del Himno Nacional de Bolivia conservado en la Biblioteca y Archivo del Legislativo boliviano
Escarapela
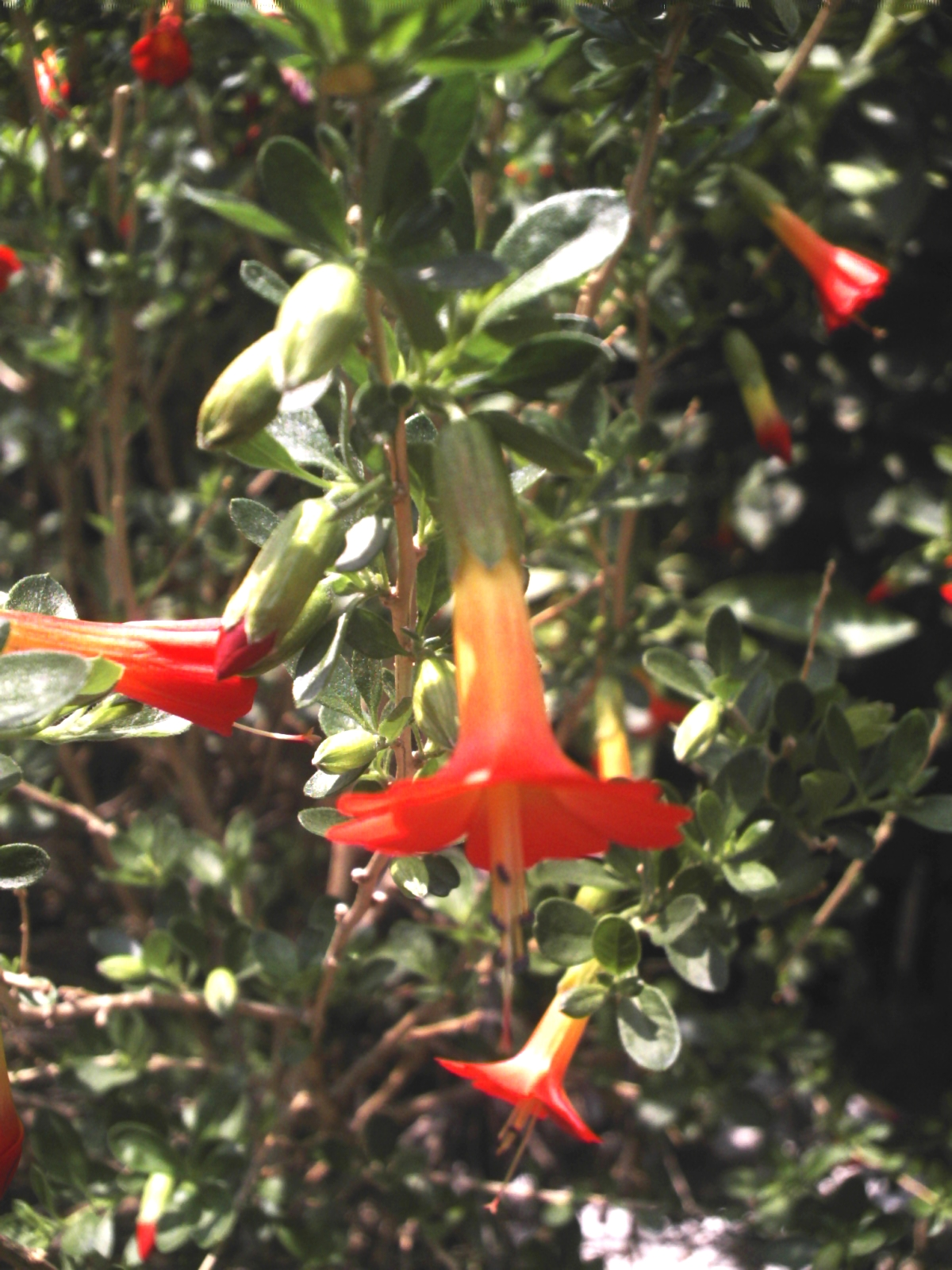
Flor de la Kantuta
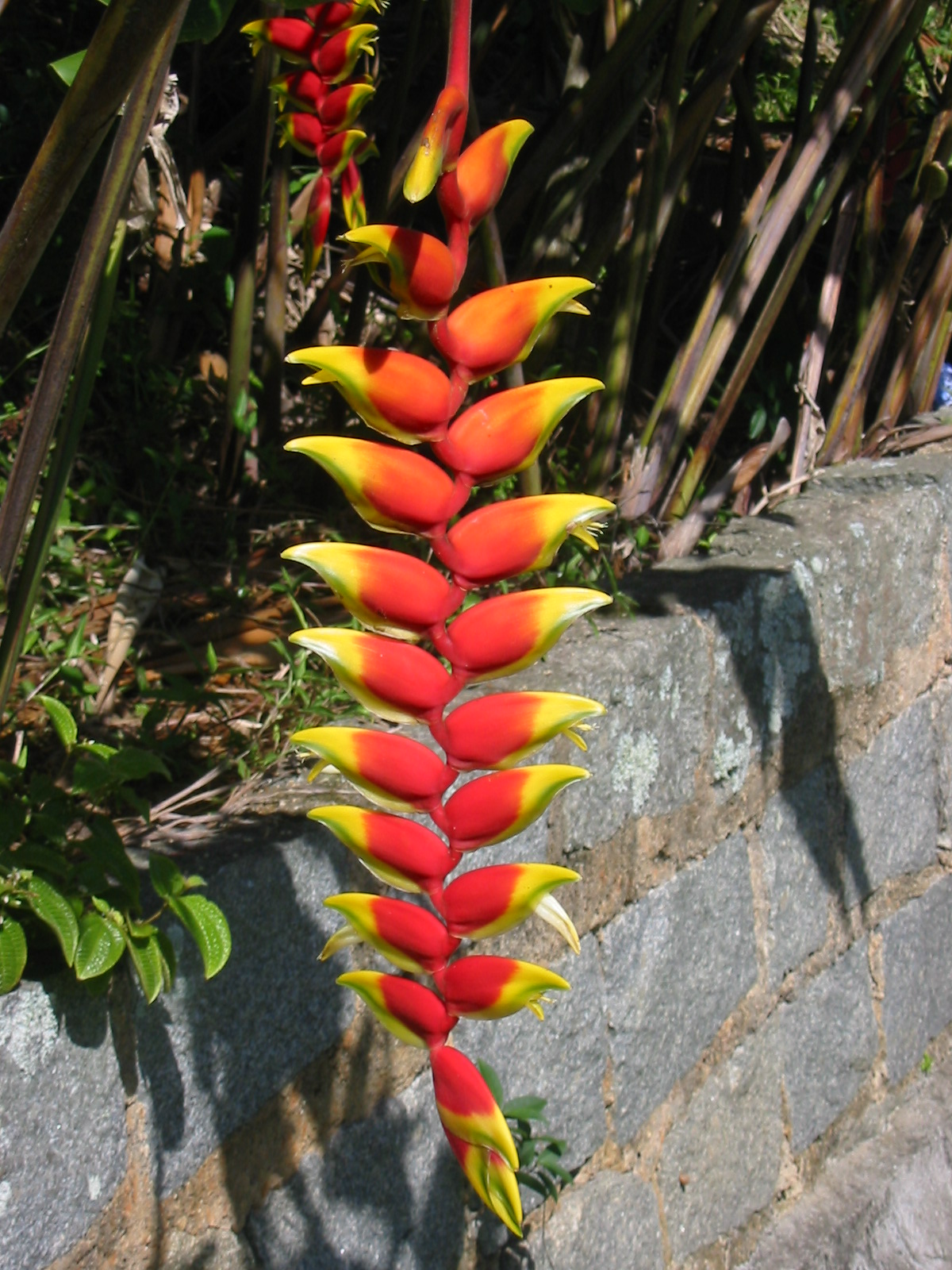
Flor del Patujú
Wiphala
Bandera de la Reivindicación Marítima

## Economía
La economía de Bolivia tiene su base principal en la extracción y en la exportación de sus recursos naturales, principalmente mineros y gasíferos. El PIB per cápita es uno de los más bajos de América Latina. El salario mínimo nacional es de 2060 bolivianos por mes (296 dólares). La moneda oficial del país es el boliviano (BOB).
Las actividades económicas más importantes son la minería (Proyecto San Cristóbal) y extracción de gas natural (YPFB), ambas pertenecientes al sector primario. Dentro el sector secundario, se destacan por ventas las industrias de cerveza (CBN), lácteos (Pil Andina), oleaginosas (Gravetal), la industria automotriz (INMETAL), (CAMET) cemento (SOBOCE) y textiles (Ametex). En el sector terciario se destacan las empresas de telecomunicaciones (Entel, Tigo (Telecel), y Viva) así también la actividad bancaria con bancos como el Banco Nacional de Bolivia, Banco Mercantil Santa Cruz, Banco Bisa o el Banco de Crédito del Perú.
En los últimos años, el crecimiento promedio del PIB fue de 4,7%, alcanzando superávit fiscales (por primera vez desde 1940) y en cuenta corriente debido sobre todo a las políticas de nacionalización de recursos naturales (hidrocarburos y minería) y otros sectores como telecomunicaciones y energía, que permitió un importante aumento en las recaudaciones estatales y por consiguiente una fuerte inversión pública (en 2010 cuatro veces mayor que en los años previos a 2006). También se consiguió un ligero aumento de la inversión privada. La tasa de población económicamente activa asciende a 71,9 % y la tasa de desempleo es del 6,5 %, una de las más bajas de la región.
Los metales de exportación más valiosos son el estaño (4.º productor mundial), la plata (7.º productor mundial) y el cobre en occidente, el hierro y el oro en oriente. Los principales yacimientos mineros son: San Cristóbal (mina de plata de cielo abierto más grande del mundo), Mutún (1. er yacimiento de hierro y manganeso del mundo) y el Salar de Uyuni (una de las principales reservas de potasio y litio del mundo).
En hidrocarburos, Bolivia cuenta con la segunda mayor reserva de gas natural de América del Sur (48 trillones de pies cúbicos), siendo su exportación a Brasil y Argentina la principal fuente de ingresos del país.
La producción agrícola ha adquirido mayor importancia en las últimas décadas principalmente en el oriente que produce soya (8.º productor mundial), caña de azúcar y girasol principalmente. En el occidente, se producen productos de consumo interno como la papa, la cebada y productos exportables como quinua, haba, cacao y café.
Un factor controversial de la economía es la producción de hoja de coca (3. er productor mundial) que si bien es consumida tradicionalmente con fines religiosos o medicinales por un segmento de la población, es al mismo tiempo utilizada de manera ilegal para la fabricación de cocaína para el mercado estadounidense y europeo.

Evolución histórica del PIB per cápita de Bolivia.

En ganadería, se destaca la cría de ganado bovino y porcino en el oriente, mientras que en occidente, la cría de camélidos como la alpaca es importante para de la industria textil.
Bolivia es uno de los países con mayor desarrollo de microfinanzas del mundo (2.º puesto a nivel global).
El hecho de que gran parte de su economía sea informal y que existan pocas industrias grandes, ha permitido el surgimiento, crecimiento y desarrollo de microempresas comerciales y de servicios que reciben el apoyo financiero de distintas entidades de microcrédito altamente especializadas.

### Agricultura
Algunas partes de Bolivia están en gran parte bajo el poder de los ganaderos, los principales propietarios de granjas de ganado vacuno y porcino, y muchos pequeños agricultores todavía están reducidos a peones. Sin embargo, la presencia del Estado se ha incrementado significativamente bajo el gobierno de Evo Morales. Tiende a proteger los intereses de los grandes terratenientes a la vez que se esfuerza por mejorar las condiciones de vida y de trabajo de los pequeños agricultores.
La reforma agraria prometida por Evo Morales ―y aprobada por referéndum por casi el 80 % de la población― nunca ha sido lanzada. Con la intención de abolir el latifundismo reduciendo el tamaño máximo de las propiedades sin «función económica y social» a 5000 hectáreas, el resto se dividirá entre pequeños trabajadores agrícolas y pueblos indígenas sin tierra, se encontró con una fuerte oposición de la oligarquía boliviana. En 2009, el gobierno cedió ante el sector agroindustrial, que a cambio se comprometió a poner fin a la presión que estaba ejerciendo y comprometiendo hasta que se promulgara la nueva Constitución.
Sin embargo, una serie de reformas y proyectos económicos han mejorado la situación de las familias campesinas de bajos ingresos. Han recibido maquinaria agrícola, tractores, fertilizantes, semillas y animales reproductores, mientras que el Estado ha construido sistemas de riego, así como carreteras y puentes para facilitar la venta de su producción en los mercados. La situación de muchos indígenas y pequeños agricultores se ha regularizado mediante la concesión de títulos de propiedad de las tierras que estaban cultivando.
En 2007, el gobierno creó un Banco de Desarrollo Productivo a través del cual los pequeños trabajadores y productores agrícolas pueden pedir préstamos fácilmente, a tasas bajas y con plazos de amortización adaptados a los ciclos agrícolas. Debido a una mejor supervisión de las actividades bancarias, los tipos deudores se redujeron en un factor de tres entre 2014 y 2019 en todas las instituciones bancarias para los pequeños y medianos productores agrícolas. Además, la ley exige ahora que los bancos dediquen al menos el 60 % de sus recursos a préstamos productivos o a la construcción de viviendas sociales.
Con la creación de la Empresa de Ayuda a la Producción de Alimentos (Emapa), el gobierno quiso estabilizar el mercado interno de productos agrícolas comprando la producción de los pequeños y medianos agricultores al mejor precio, obligando así a las agroindustrias a ofrecerles una remuneración más justa. Según el vicepresidente Álvaro García Linera, al establecer las reglas del juego, el Estado establece un nuevo equilibrio de poder que da más poder a los pequeños productores. La riqueza se redistribuye mejor para equilibrar el poder del sector agroindustrial. Esto genera estabilidad, lo que permite una economía próspera y beneficia a todos.

#### Uso de la tierra
Según datos de 2018, el 34,3 % de la tierra está destinado a usos agrícolas, 52,5 % a usos forestales y 13,2̥ % a otros usos. De la tierra agrícola, el 3,6 % son tierras de cultivo, 0,2 % son cultivos permanentes y pastos permanentes el 30,5 %.

### Comercio exterior

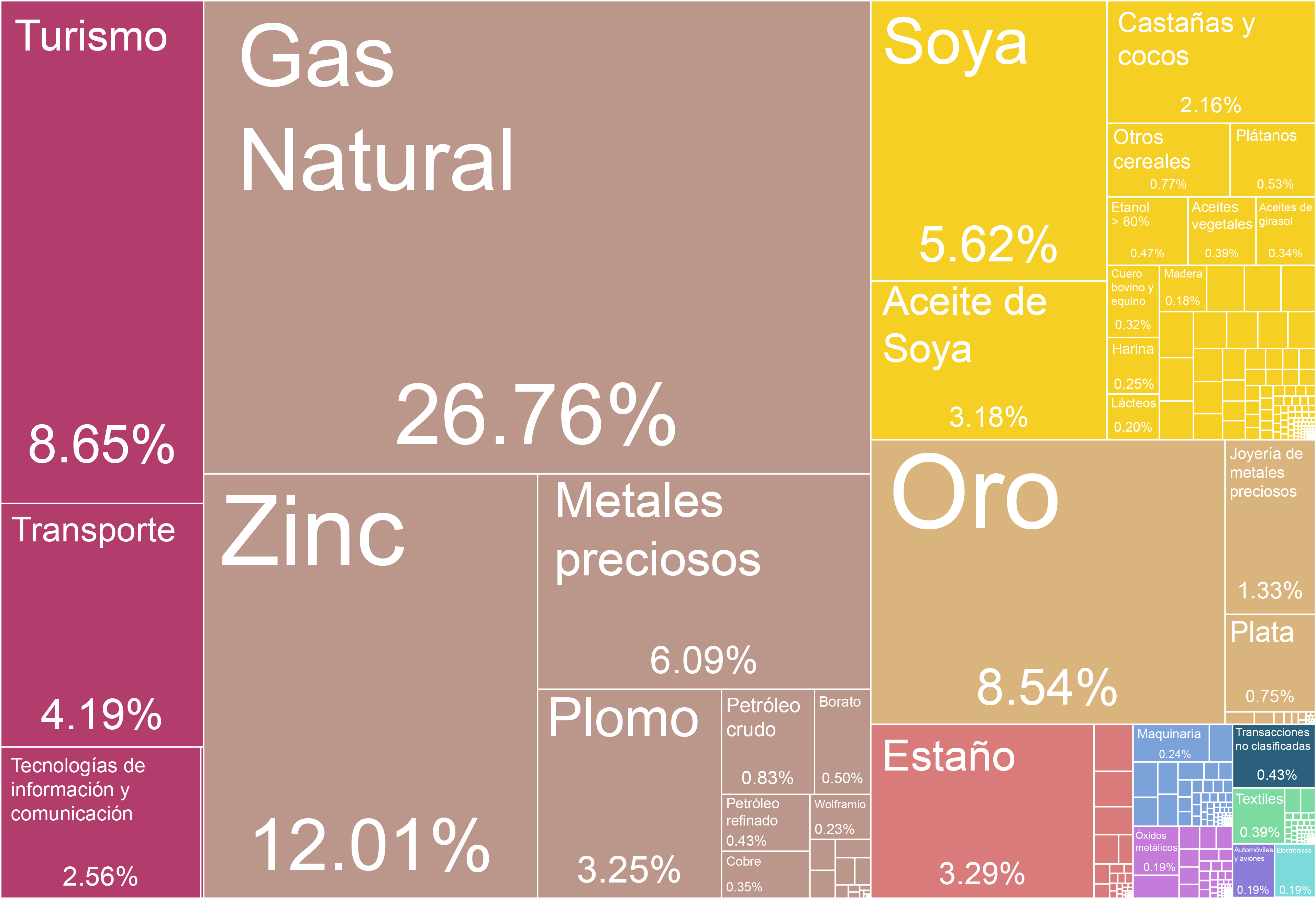
Representación gráfica de los productos de exportación de Bolivia
Servicios
Minerales y petróleo
Agricultura
Piedras preciosas
Metales
Maquinaria
Químicos
Otros
Textiles
Automóviles y aviones
Electrónicos

Bolivia es la 93.ª mayor economía de exportación en el mundo.
Los principales productos exportados de Bolivia son el gas natural con USD 6030 millones,
el oro con USD 1370 millones, el mineral del zinc con USD 993 millones, el petróleo crudo con USD 755 millones y la harina de soja con USD 714 millones.
El comercio exterior boliviano es de pequeña escala. No obstante, el intercambio comercial ha mantenido un crecimiento consecutivo en los últimos años.
Las exportaciones de Bolivia sumaron en 2011 la cifra récord de 9040 millones de dólares estadounidenses, 2000 millones más que en 2010.
En 2020, las exportaciones de Bolivia se redujeron a los 7020 millones de dólares.
Los altos precios internacionales de hidrocarburos y minerales permitieron alcanzar este resultado puesto que estos representaron casi 3/4 partes (72 %) de las ventas bolivianas al extranjero.
El sector petrolero depende casi exclusivamente de las ventas de gas natural a Brasil, principal socio comercial del país, y Argentina. La minería, alcanzó exportaciones totales de 1517 millones de dólares, teniendo como principal mercado a Japón que demanda zinc, plata y plomo e India que se lleva la mayoría de la producción de oro. Otros principales destinos de los productos bolivianos en orden descendente son: Perú, China, Colombia, Estados Unidos, Emiratos Árabes Unidos, Japón y Corea del Sur. Por bloques económicos, la venta de mercancías desde Bolivia tiene como principal destino al Mercosur por su cercanía geográfica que es seguido por el Nafta y la CAN.
Las importaciones en términos CIF totalizaron en 2011, 7605 millones de dólares, monto mayor en relación con 2010. En los últimos años se registran aumentos en las importaciones de bienes intermedios con destino industrial y de construcción (14 %), de capital para crecimiento productivo y transporte (30 %) y consumo (26 %). Se destaca también, el incremento en la importación de combustibles (diésel, queroseno y lubricantes) para abastecer el mercado interno sobre todo el del sector agroindustrial.
| \| Exportaciones por país de destino[177] \| Exportaciones por país de destino[177] \| Exportaciones por país de destino[177] \| Importaciones por país de origen[178] \| Importaciones por país de origen[178] \| Importaciones por país de origen[178] \| \| N° \| País \| Porcentaje \| N° \| País \| Porcentaje \| \| -------------------------------------- \| -------------------------------------- \| -------------------------------------- \| ------------------------------------- \| ------------------------------------- \| ------------------------------------- \| \| 1 \| Brasil \| 15.9 % \| 1 \| China \| 19.4 % \| \| 2 \| Argentina \| 14.6 % \| 2 \| Brasil \| 16.9 % \| \| 3 \| India \| 10.2 % \| 3 \| Chile \| 12.1 % \| \| 4 \| Perú \| 6.79 % \| 4 \| Perú \| 8.2 % \| \| 5 \| China \| 5.53 % \| 5 \| Argentina \| 7.91 % \| \| 6 \| Otros \| 46;% \| 6 \| Otros \| 35,5 % \| |                                   |                                   |                                  |                                  |                                  |
| Exportaciones por país de destino | Exportaciones por país de destino | Exportaciones por país de destino | Importaciones por país de origen | Importaciones por país de origen | Importaciones por país de origen |
| N° | País                              | Porcentaje                        | N°                               | País                             | Porcentaje                       |
| 1 | Brasil                            | 15.9 %                            | 1                                | China                            | 19.4 %                           |
| 2 | Argentina                         | 14.6 %                            | 2                                | Brasil                           | 16.9 %                           |
| 3 | India                             | 10.2 %                            | 3                                | Chile                            | 12.1 %                           |
| 4 | Perú                              | 6.79 %                            | 4                                | Perú                             | 8.2 %                            |
| 5 | China                             | 5.53 %                            | 5                                | Argentina                        | 7.91 %                           |
| 6 | Otros                             | 46;%                              | 6                                | Otros                            | 35,5 %                           |

### Reservas internacionales
Con el incremento de las exportaciones, el monto de depósitos en moneda extranjera y oro—llamados Reservas Internacionales Netas (RIN)-- controlados por el Banco Central de Bolivia incrementó de 1085 millones de dólares en el año 2000 (gobierno de Hugo Banzer Suárez) a 15.123 millones de dólares a fines del año 2014 en el gobierno de Evo Morales. El descenso del RIN a partir de 2015 se debe al decremento del valor de las exportaciones, incremento de las importaciones y al uso de estos recursos por el gobierno para cubrir el déficit fiscal.
El ámbito monetario de Bolivia se ha caracterizado en los últimos años por una importante expansión de los agregados monetarios como consecuencia del incremento de las reservas internacionales y de la sustitución del dólar por el boliviano en las prácticas comerciales. El hito histórico que suponen estas cifras alcanzadas por el gobierno de Evo Morales permitieron que Bolivia ascienda en la calificación crediticia internacional.
| Gráfica de evolución de las Reservas Internacionales Netas 2000-2021 (MM USD) |
|                                                                               |
| Fuente: Banco Central de Bolivia, Gráfica elaborada por: Wikipedia.           |

### Turismo

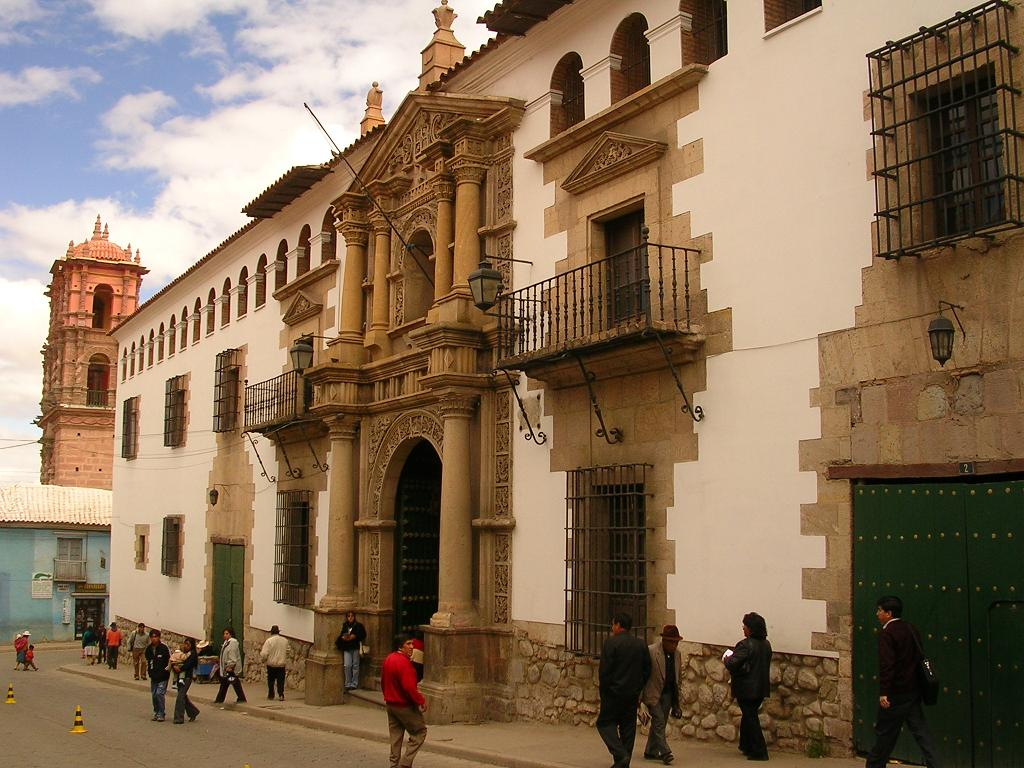
Fachada de la Casa de Moneda en Potosí.

El turismo se concentra principalmente en La Paz[cita requerida], con el 46,5 %; Santa Cruz de la Sierra 28,3 % y Cochabamba 8 %, que suman el 82,2 % del turismo receptivo internacional. En tanto que turismo interno estuvo dirigido a Santa Cruz con 28,7 %; La Paz 23,6 % y Cochabamba 15,4 % que sumaron el 67,9 del total de los desplazamientos de los bolivianos en el país.
Para el cierre de la gestión 2010, se esperaba la llegada a Bolivia de más de 1,7 millones de visitantes extranjeros. Ya son cientos de miles los bolivianos que trabajan en empleos directa o indirectamente relacionados con el turismo: hoteles, hosterías, restaurantes, centros de diversión nocturnos, transportes de pasajeros, aerolíneas, confección de suvenires, etc. Pero persisten, sin embargo, dos problemas que impiden un desarrollo integral de la actividad:
- Intranquilidad política: la convulsión interna de los últimos años, con numerosos muertos, ha perjudicado la imagen del país en el exterior
- Comunicaciones terrestres deficientes: salvo las carreteras que unen las tres principales ciudades, La Paz, Cochabamba y Santa Cruz de la Sierra, la red de caminos de Bolivia está en mal estado.

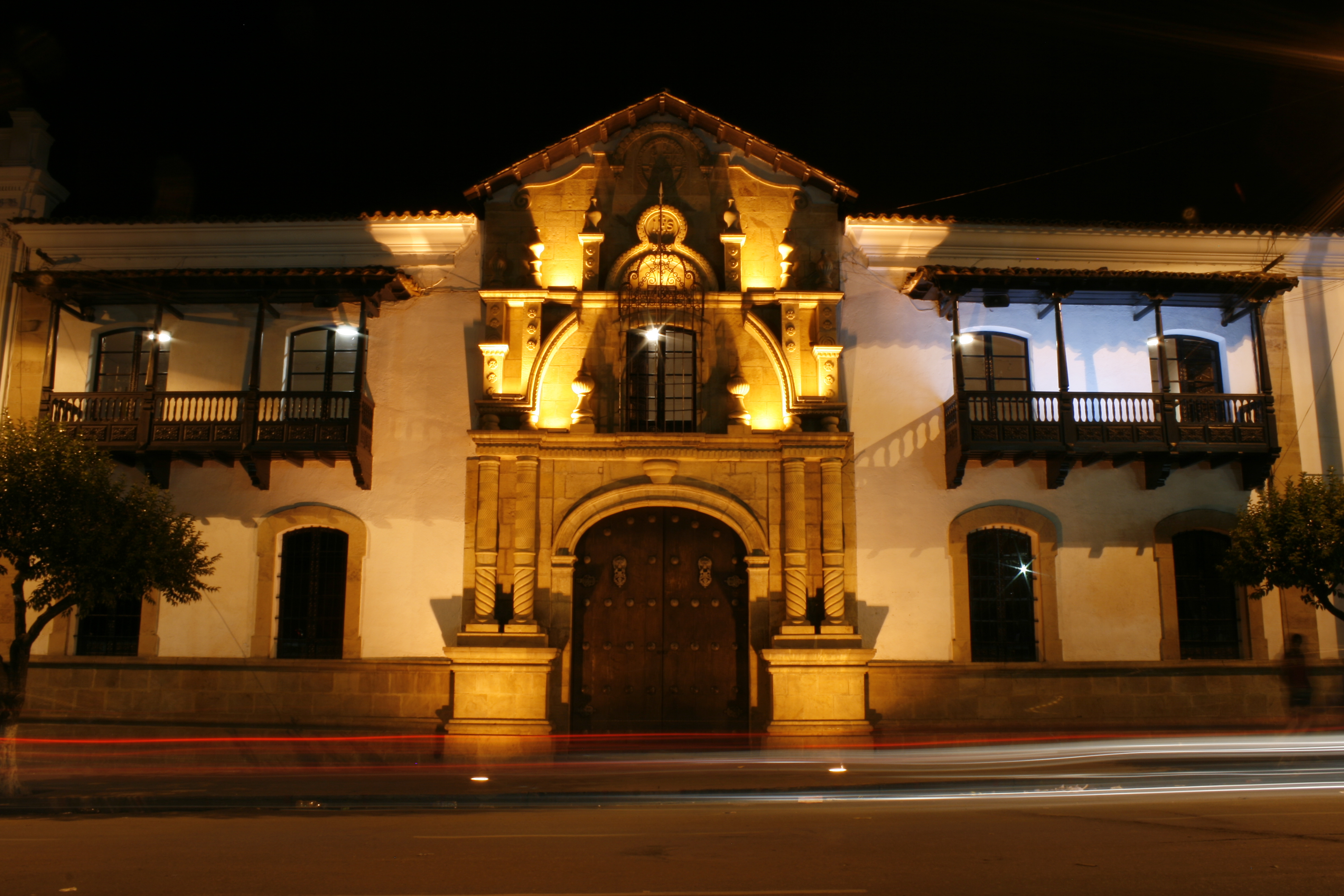
Casa de la Libertad en Sucre, lugar donde se fundó Bolivia y se firmó la Declaración de Independencia

Bolivia contiene diversos ecosistemas y suelos a lo largo de todo su territorio, y el turismo abarca todas las zona del país desde el Altiplano, con numerosas montañas y cerros a más de 6000 m s. n. m. y paisajes desérticos, hasta la región de los Llanos, de clima tropical y exuberante vegetación. El extenso territorio del país está dotado de grandes atractivos turísticos, tanto históricos como naturales.

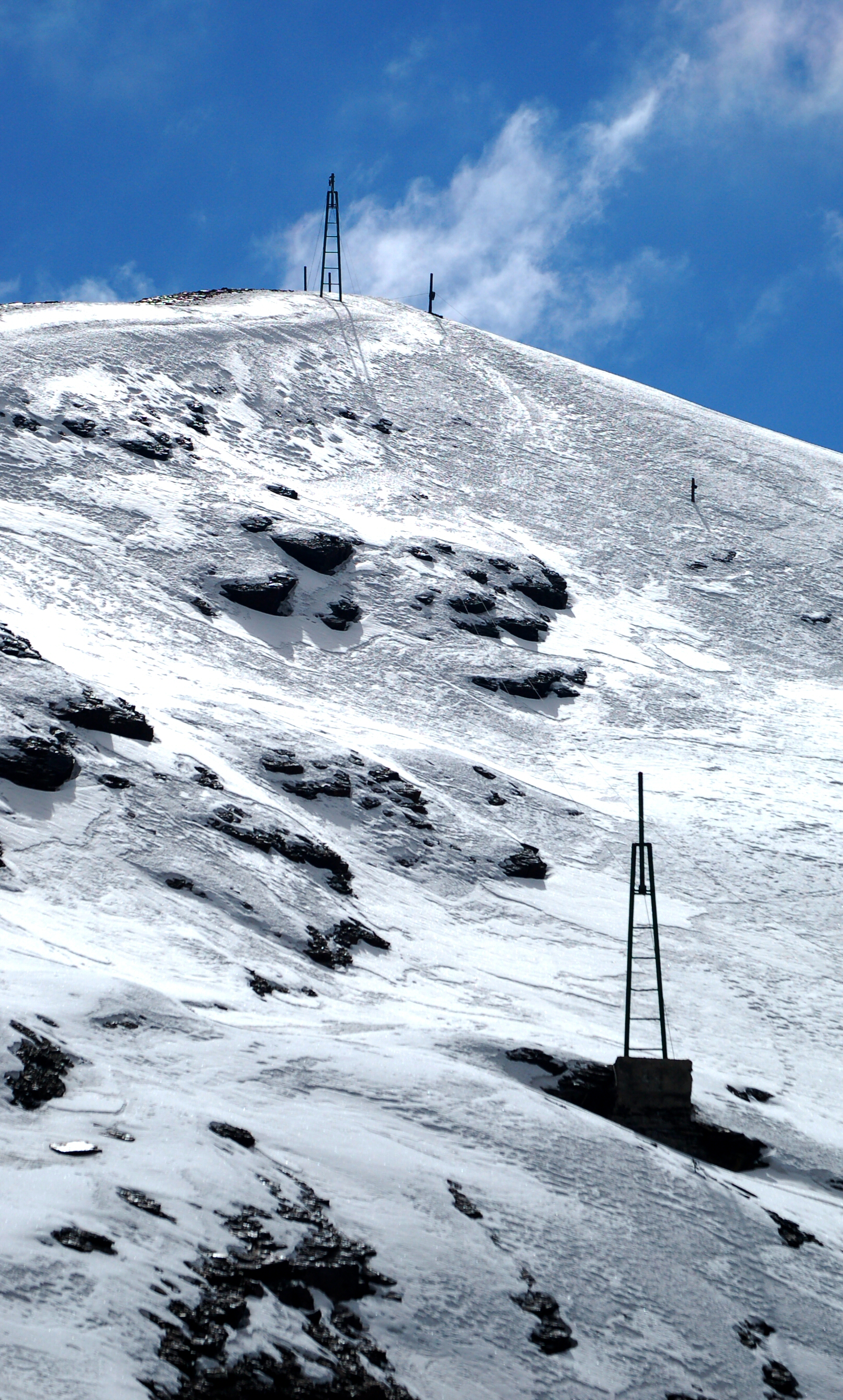
Chacaltaya, la pista de esquí a mayor altura del mundo y la más cercana a la línea del Ecuador

La región andina se destaca como un centro favorito de los turistas extranjeros. Son atraídos por una región llena de montañas, algunas relativamente fáciles para la práctica de montañismo como el Huayna Potosí, cercano a la ciudad de La Paz.

Las ruinas de Tiwanaku son algunas de las más importantes de América del Sur. El parque nacional Madidi es considerado por la National Geographic como una región rica en biodiversidad. El lago Titicaca, a menudo llamado el lago que deseó ser mar, es el más alto lago navegable del mundo y cuna legendaria del Imperio inca.

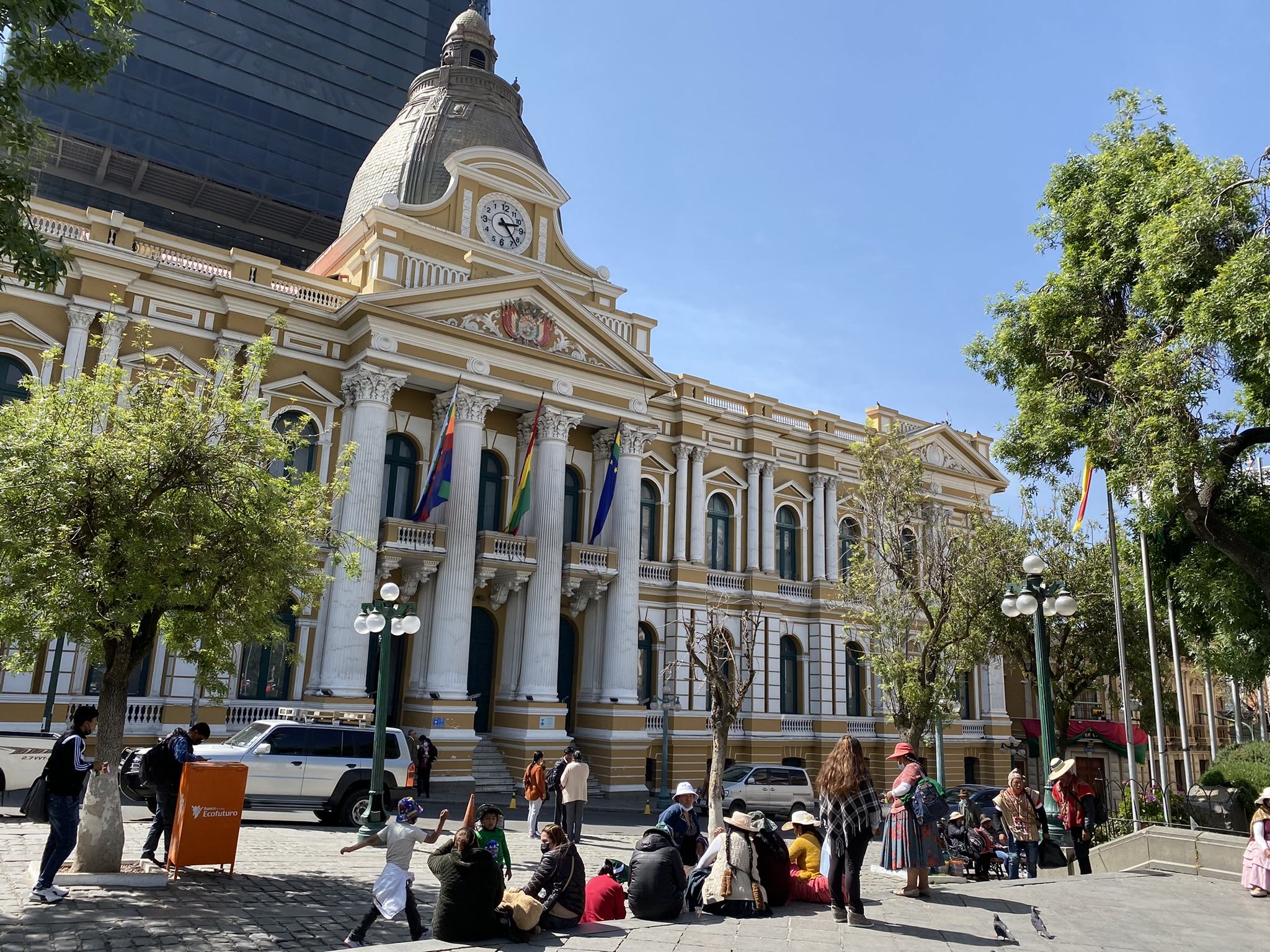
Asamblea Legislativa Plurinacional y plaza Murillo

El parque nacional Noel Kempff Mercado, localizado en el departamento de Santa Cruz, fue declarado Patrimonio Natural de la Humanidad por la Unesco. La impresionante belleza del paisaje, así como la variada y abundante vida animal y el interés botánico que encierran, han convertido a este paraje en uno de los centros turísticos más bellos del país. En el país también se encuentran las misiones jesuíticas, que aún se encuentran activas y conservadas, a diferencia de las de Argentina, Brasil o Paraguay.
El cerro Rico en la ciudad de Potosí, fue en su época la veta de plata más importante que se conociera. La Unesco declaró Patrimonio de la Humanidad a este cerro y a la ciudad de Potosí por presentar numerosas construcciones de estilo colonial, tales como la Casa de la Moneda, de la cual se acuñaban monedas de plata hacia el exterior.

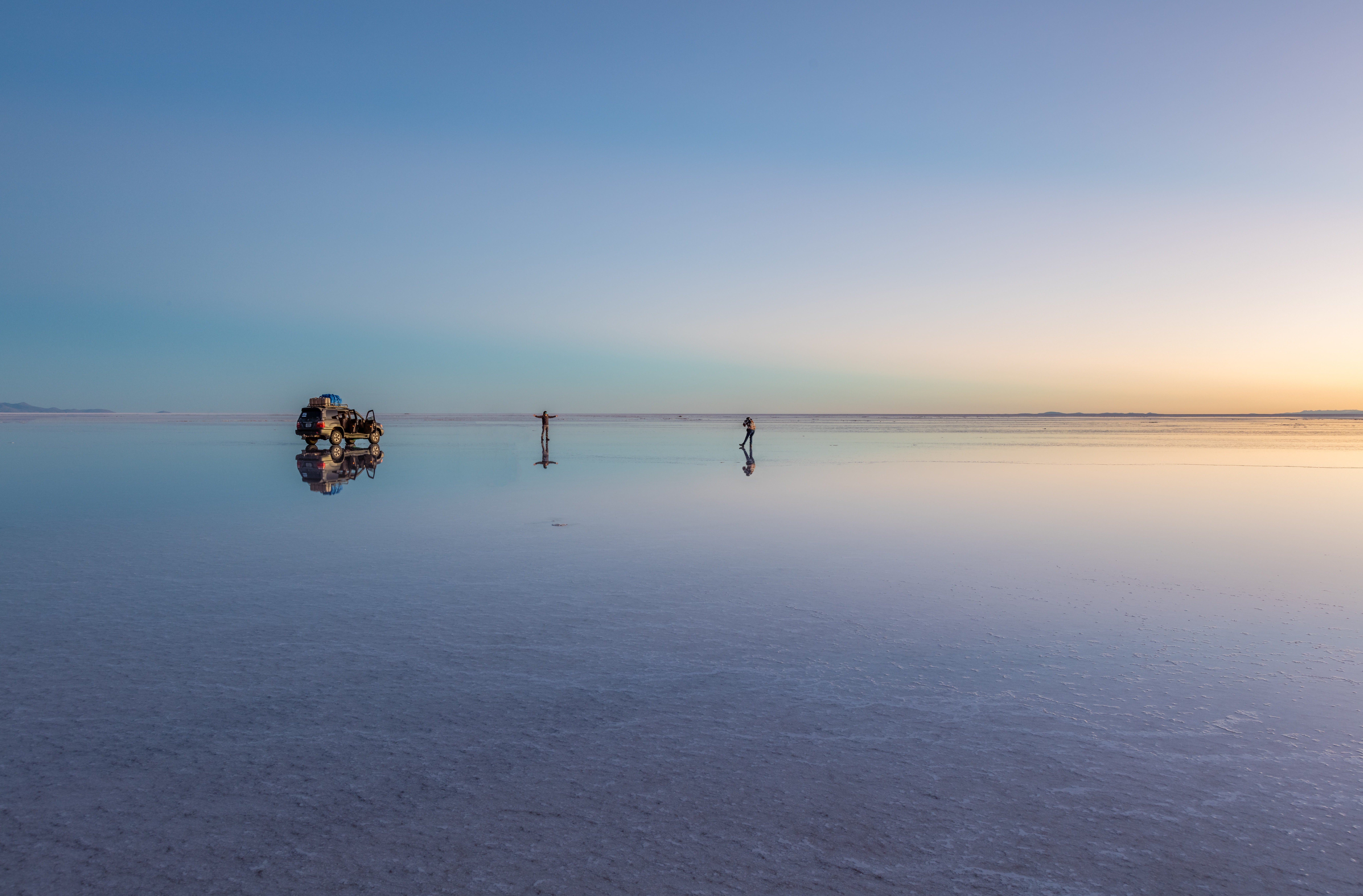
El Salar de Uyuni es la atracción turística natural más visitada de Bolivia

El salar de Uyuni, a menudo descrito como un mar hecho de sal es la mayor planicie continua de sal de la tierra, y cuenta con la reserva más grande litio en el mundo. Cerca a la zona existen otros atractivos turísticos como las lagunas de colores como Colorada y Verde, en el suroeste de Bolivia.
La ciudad de Sucre, Capital del Estado Plurinacional, la ciudad más antigua del país[cita requerida], que también fue nombrada Patrimonio de la Humanidad, ciudad de los cuatro nombres, con inigualable arquitectura colonial, clásica y republicana, además del Salón de la Independencia Boliviana.
El montañismo es practicado en varios lugares del país dentro de Los Andes. Bolivia cuenta con alrededor de mil cimas a más de 5000 m s. n. m., de las que al menos doce superan los 6000 m s. n. m.; repartidas en cuatro cordilleras, tales como la Cordillera Real, el área principal para la práctica de los deportes de montañas en el país, la cordillera de Apolobamba, en el noroeste. La pista de esquí de Chacaltaya es la más alta del mundo.
La ciudad de Tupiza, denominada La Joya Bella de Bolivia enclavada en un hermoso valle rodeada de cerros colorados, paisajes increíbles, y su cultura, atraen a los turistas extranjeros todo el año.
Bolivia cuenta con numerosas carreteras y caminos, algunos que datan del tiempo de los incas. La mayor parte de las rutas más importantes comienzan en los alrededores de La Paz, cruzan la Cordillera Real y acaban en la región tropical de Los Yungas. Los senderos más populares y recomendados son los denominados Choro, Takesi, Yunga Cruz, Mapiri, Camino de Oro, Circuito Illampu y Apolobamba.

Atractivos turísticos naturales de Bolivia
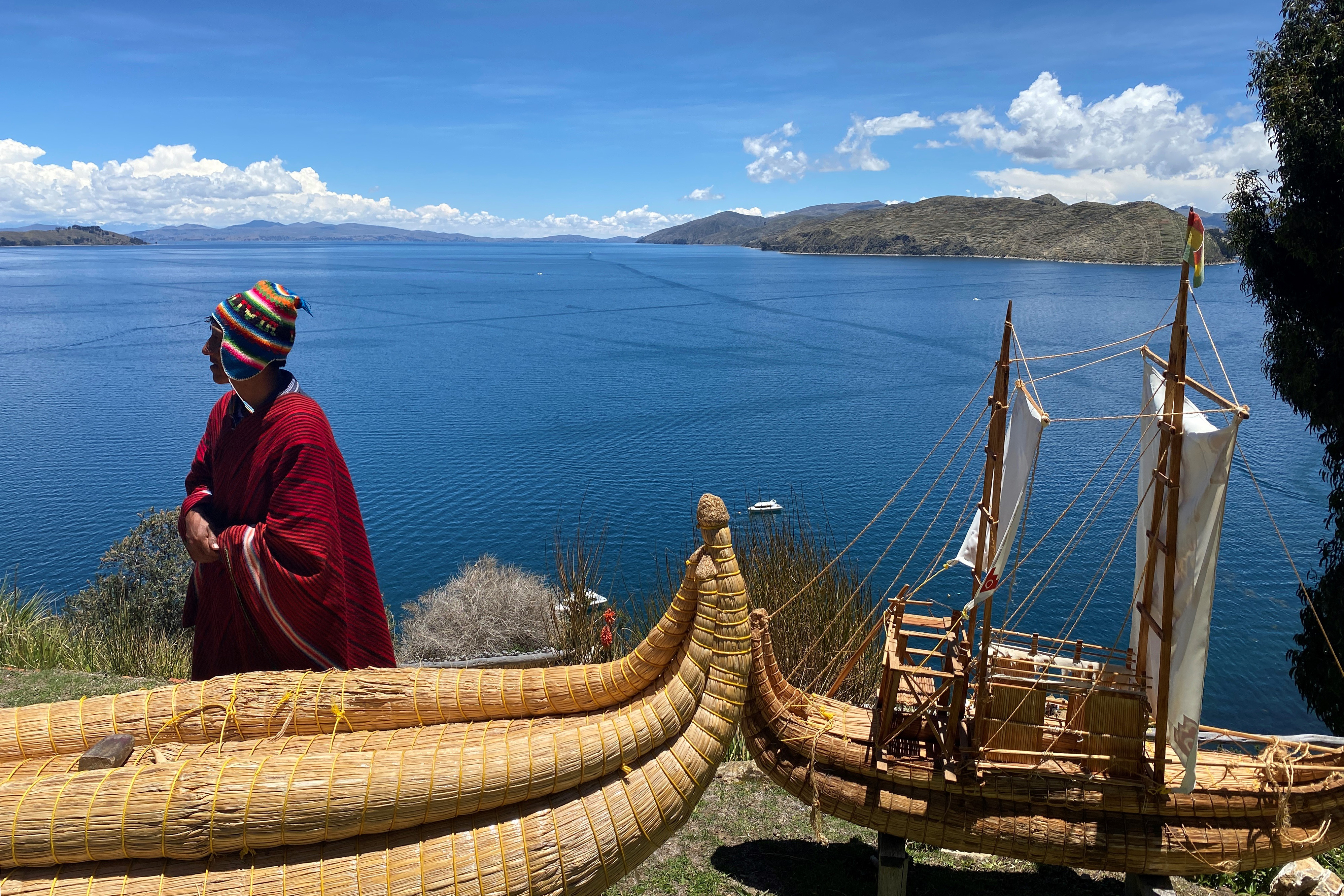
Lago Titicaca
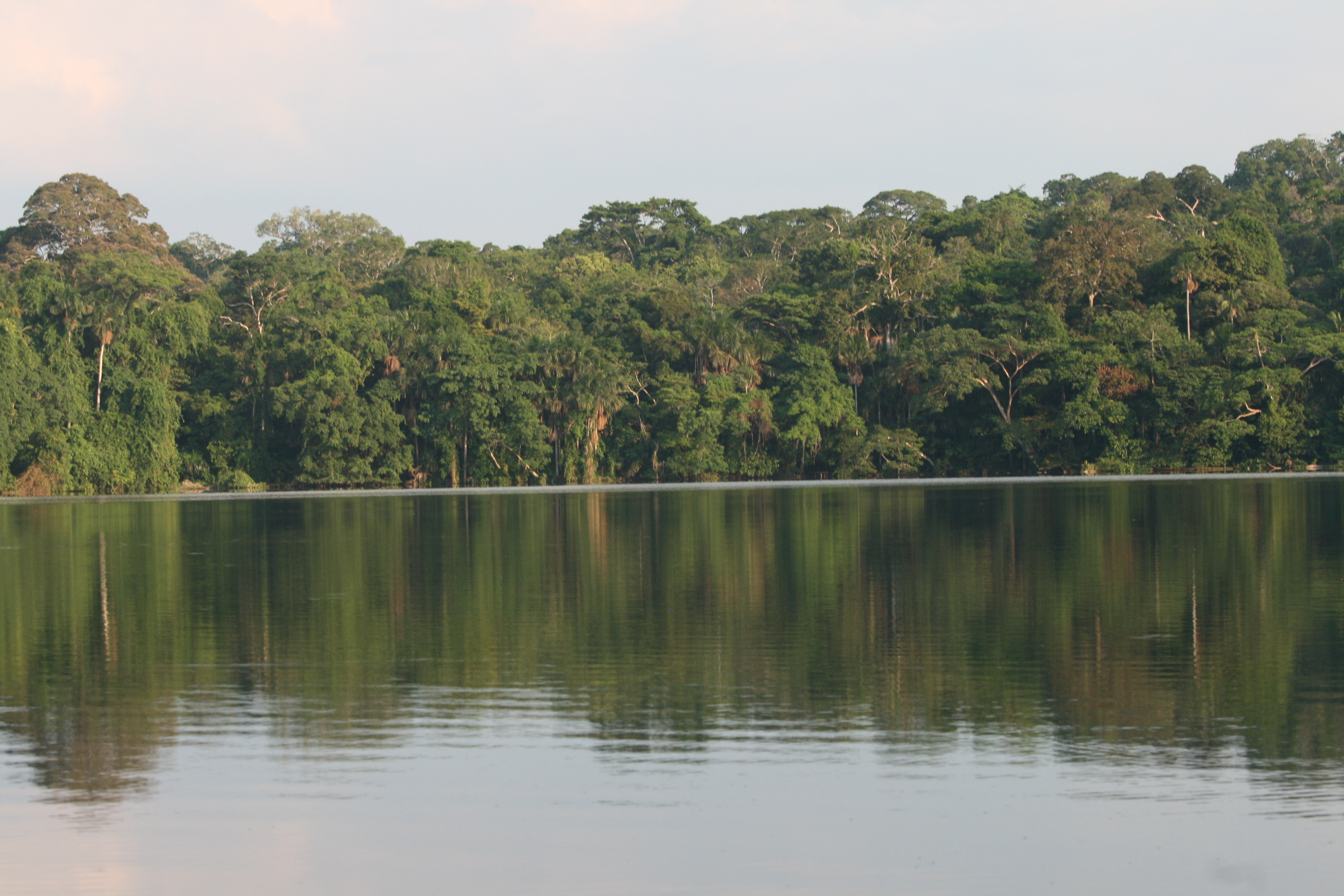
Parque Nacional Madidi
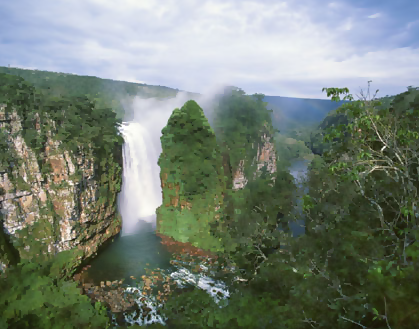
Parque Nacional Noel Kempff
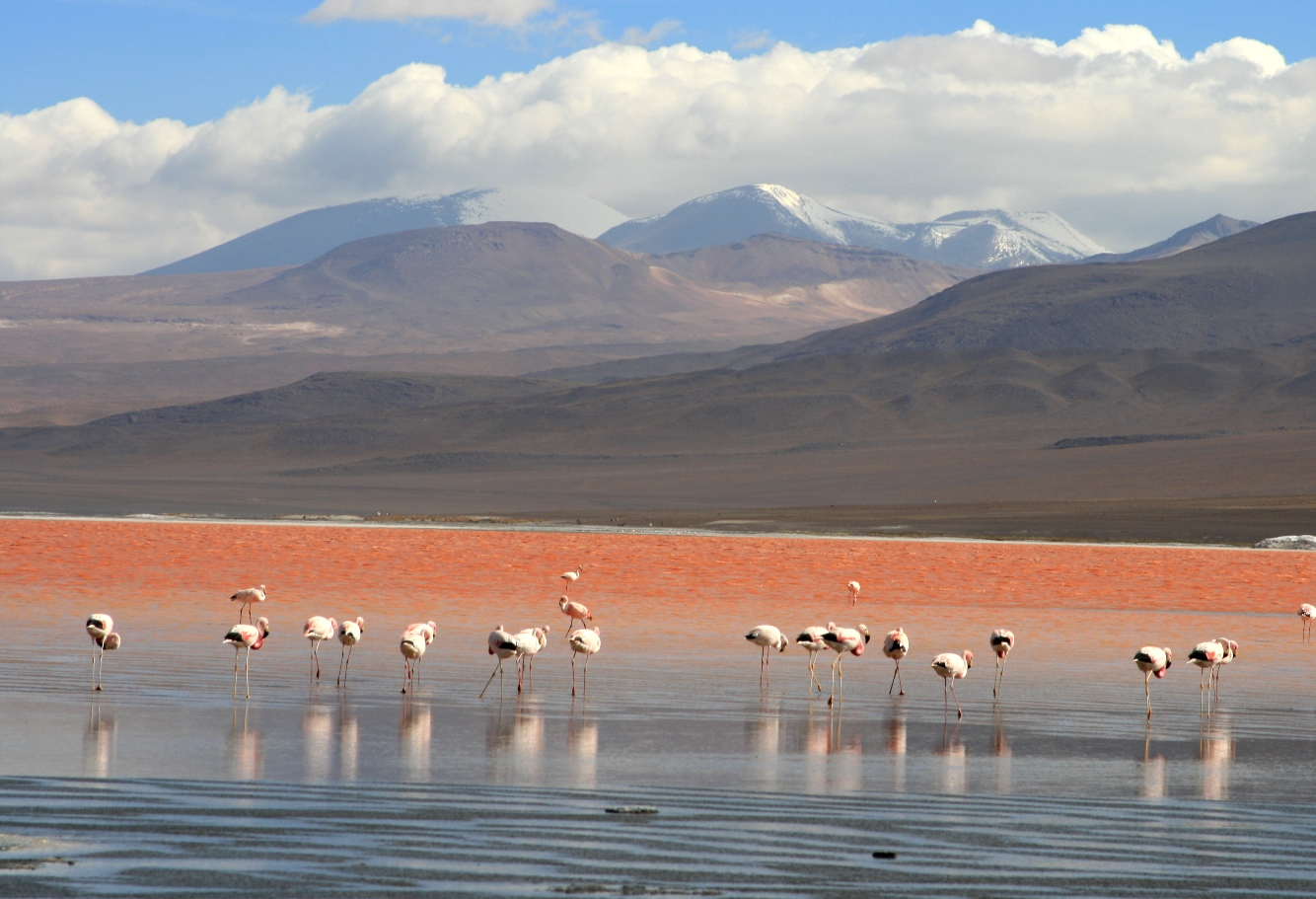
Laguna Colorada
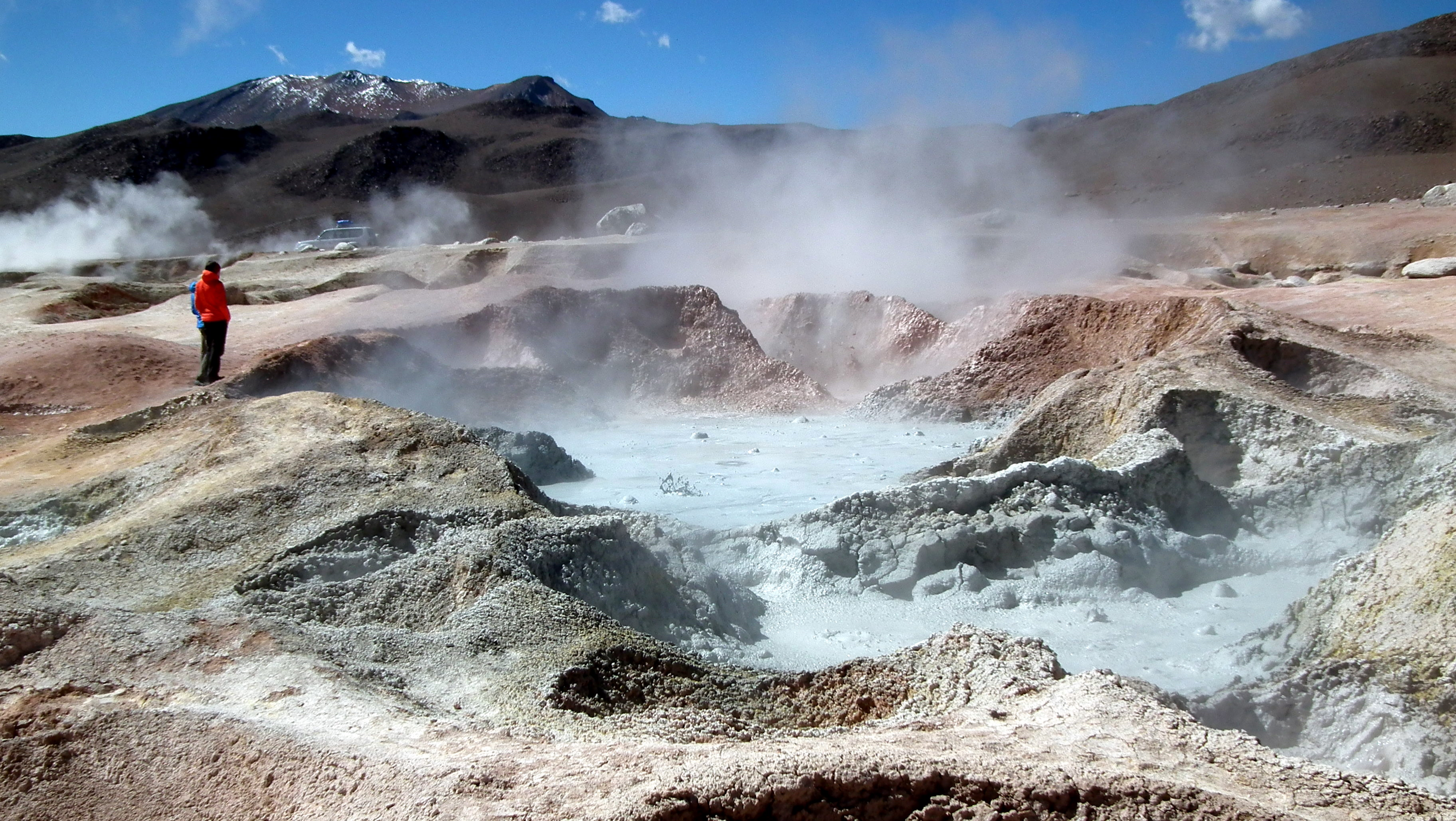
Reserva nacional de fauna andina Eduardo Abaroa
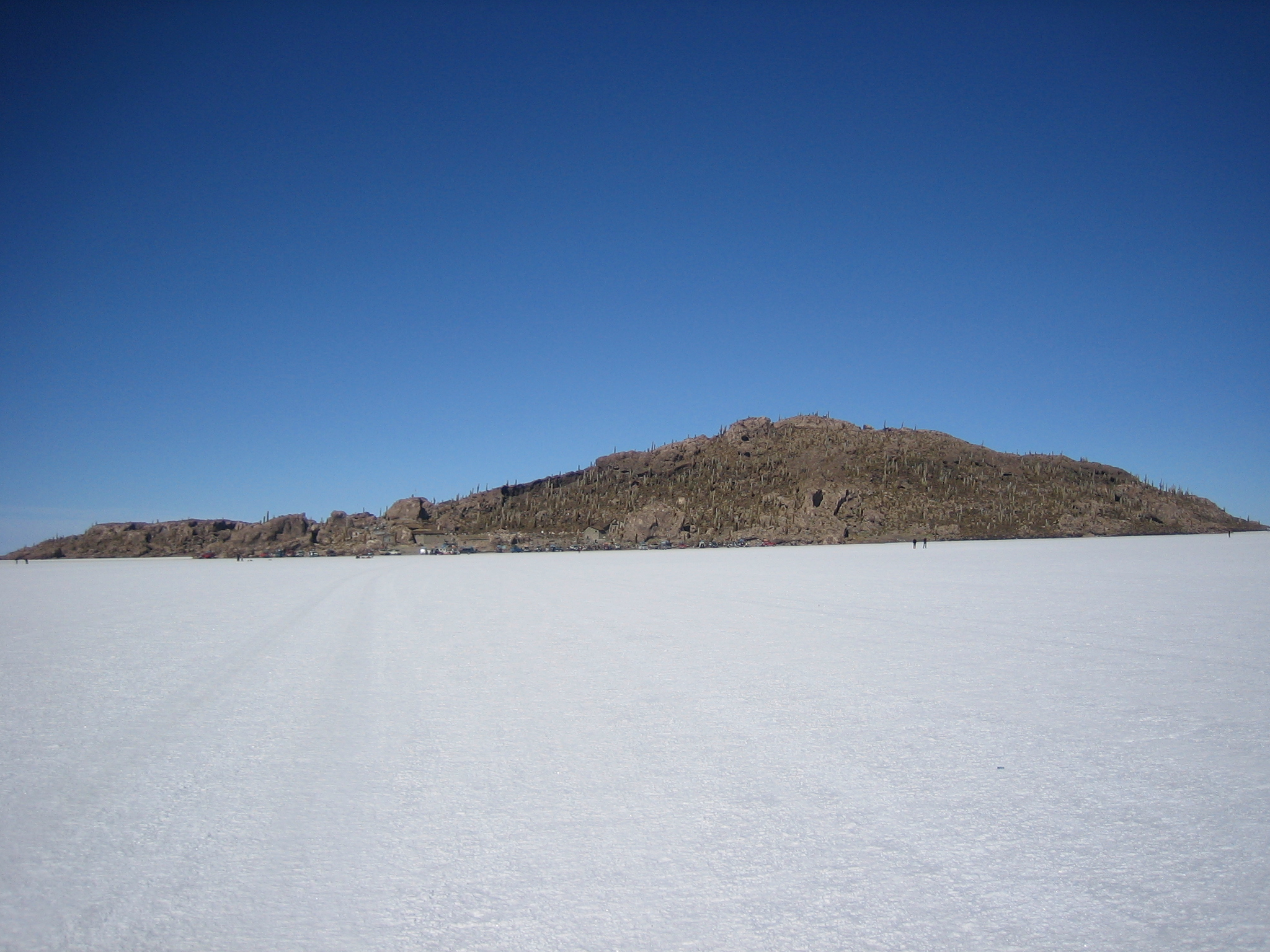
Salar de Uyuni
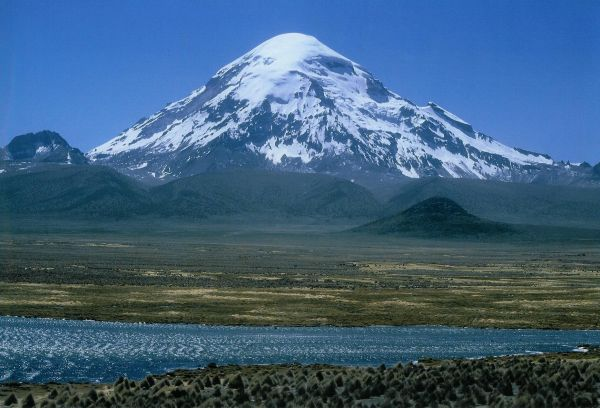
Parque Nacional Sajama
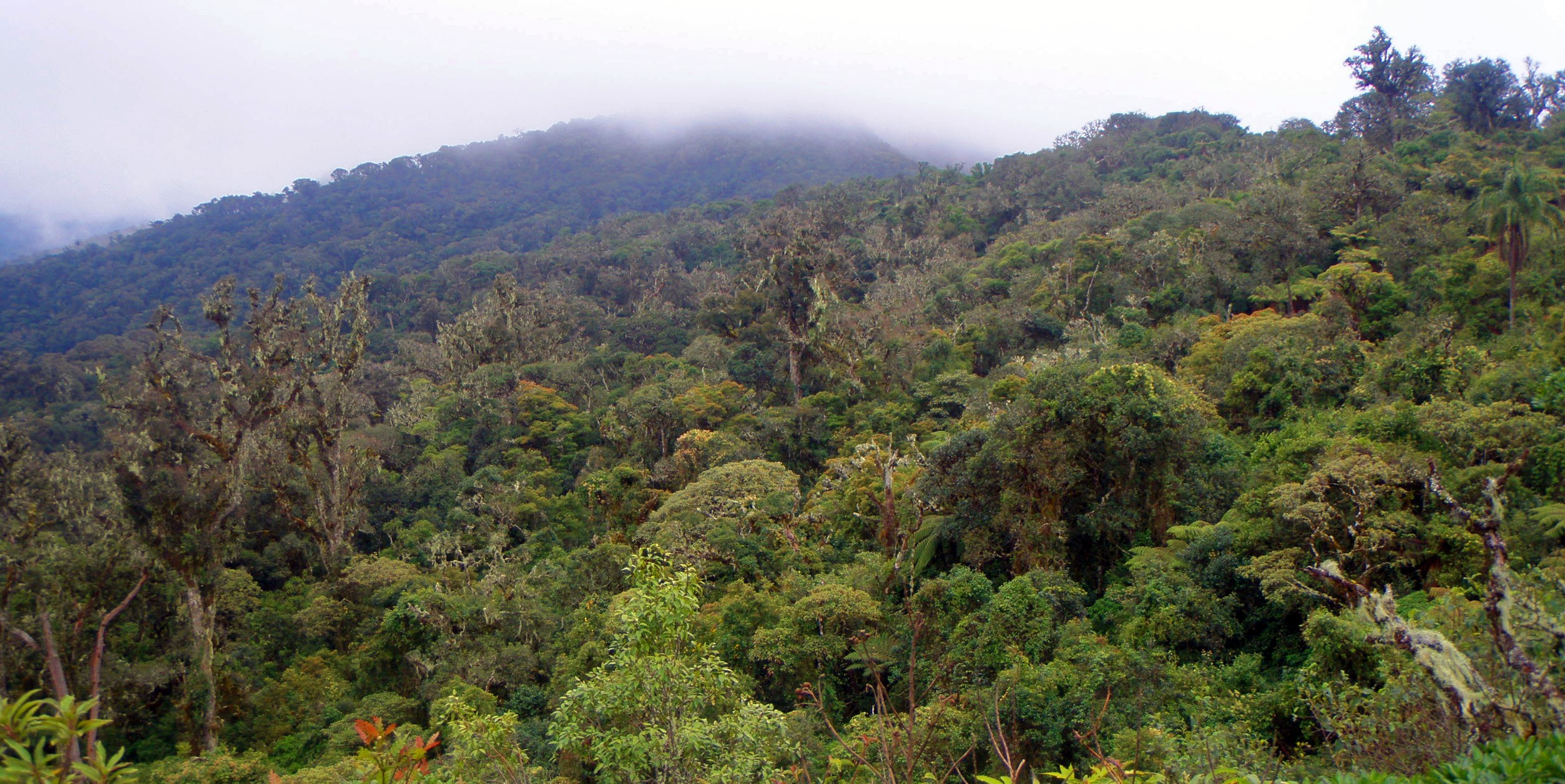
Parque Nacional Amboró

## Infraestructura

### Energía

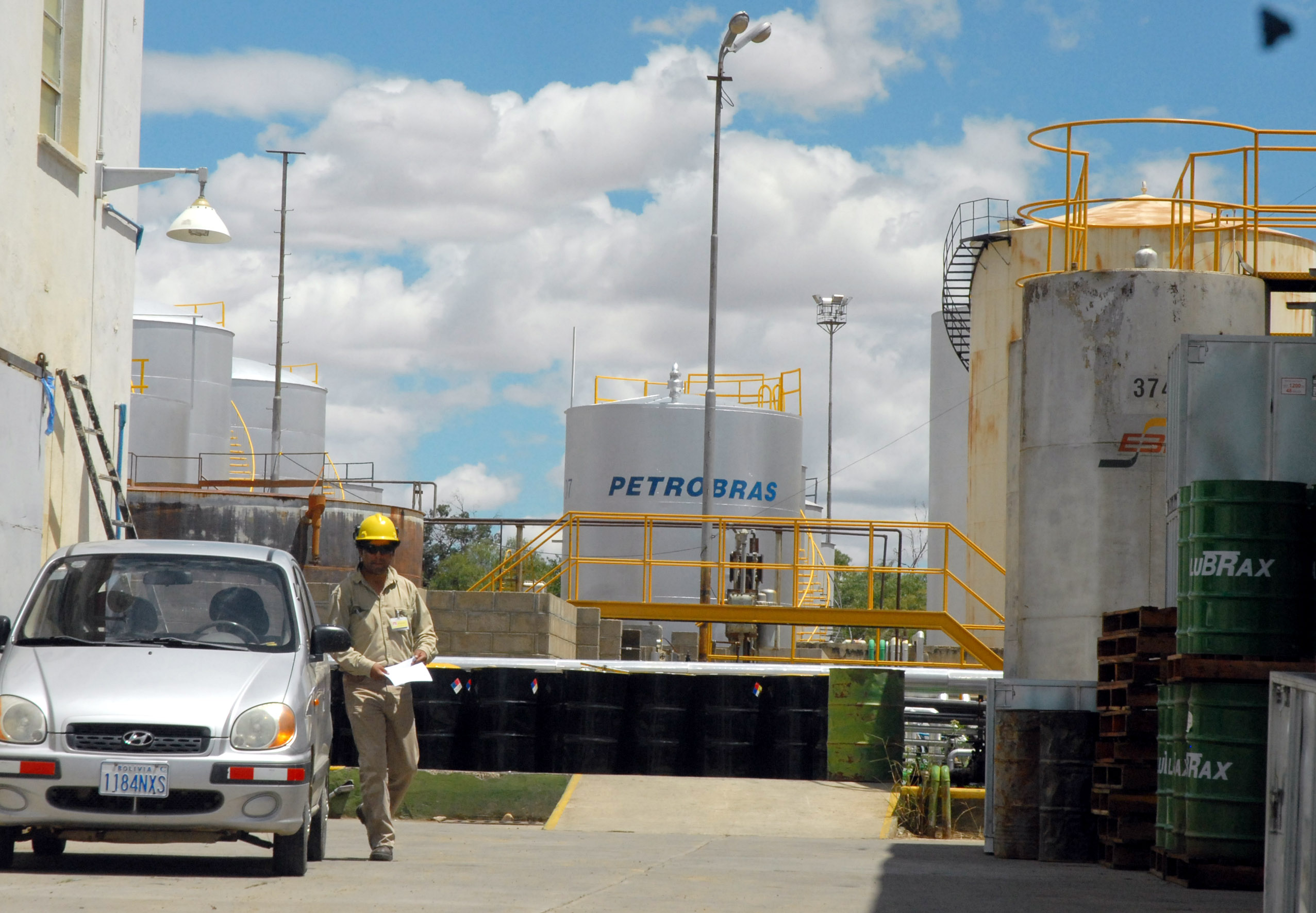
Refinería de la estatal brasileña Petrobras, en el departamento de Cochabamba.

La electricidad generada en Bolivia proviene de centrales hidroeléctricas (42 %) y centrales termoeléctricas (58 %). El balance energético de 2008 fue positivo con una generación del Sistema Interconectado Nacional (SIN) de 5372 GWh y un consumo nacional de 5138 GWh. El potencial hidroeléctrico es de 39 850 MW, que pueden ser exportados a países vecinos.
Bolivia contaba con la segunda mayor cuenca de gas natural de Sudamérica (después de Venezuela) y era la trigésima mayor cuenca a nivel mundial, con un total de 750 400 millones de metros cúbicos a principios del año 2009. En 2011 las reservas probadas decayeron a un cuarto y contaba con 281 500 millones de metros cúbicos después de Venezuela, México, Brasil, Perú y Argentina en América Latina.
Existen también instalaciones de captación de energía solar y eólica, aunque en menor medida que la primera.
Bolivia produce hasta 35 millones de metros cúbicos diarios de gas, que exporta casi totalmente a Brasil y a Argentina, y se ha comprometido a bombear a partir de 2010 otros 20 millones de metros cúbicos al mercado argentino.
Yacimientos Petrolíferos Fiscales Bolivianos (YPFB) tiene prevista también una provisión de al menos ocho millones de metros cúbicos de gas para el complejo siderúrgico El Mutún, en el extremo sudoriental del país, al tiempo que procura abrir los mercados de Paraguay y Uruguay.
Se estima que el relevo en los próximos años aumentará las disponibilidades a aproximadamente 200 o 300 trillones de pies cúbicos, lo que ubicará al país en el primer lugar, con la ventaja adicional de que el gas boliviano está libre de líquidos.
La actividad gasífera es la principal fuente de divisas en la economía boliviana, puesto que se exporta principalmente a la Argentina y Brasil, teniendo con este último un contrato de venta por 30 millones de pies cúbicos diarios durante 21 años.
En marzo de 2014 se inauguró un parque eólico en Qollpana, Departamento de Cochabamba que contribuye con tres megavatios de electricidad

### Transporte
La red de transportes de Bolivia se divide en: 
Transporte aéreoConformado por cuatro aeropuertos internacionales: Aeropuerto Internacional Viru Viru en Santa Cruz, Aeropuerto Internacional Jorge Wilstermann en Cochabamba, Aeropuerto Internacional El Alto en La Paz y el Juan Mendoza en Oruro. Existen además cerca de 1061 terminales aéreas pequeñas y aeródromos con pistas pavimentadas o de tierra situados en distintas localidades del país. Las principales líneas aéreas nacionales son Amaszonas, Ecojet y Boliviana de Aviación (BOA). El flujo de pasajeros anual es superior a los 2,3 millones.
Transporte fluvialAlrededor de 10 000 km de vías fluviales comercialmente navegables. Se destacan: el Eje Ichilo-Mamoré en la Cuenca Amazónica, la Hidrovía Paraguay-Paraná en la Cuenca del Plata y el comercio lacustre del Puerto Guaqui en la Cuenca Endorreica. Bolivia tiene convenios de navegación con Perú, Chile, Argentina, Brasil y Paraguay que permiten transportar la carga comercial del país hacia el Océano Pacífico el Océano Atlántico.
Transporte terrestreConformado por el transporte carretero y ferroviario. Ambos representan alrededor del 92 % del transporte de pasajeros y el 85 % del transporte de carga. El sistema vial carretero tiene una longitud de 67 076 km divididos administrativamente en: red fundamental (Administración Boliviana de Carreteras), red departamental (Gobiernos Autónomos Departamentales) y red municipal (Gobiernos Autónomos Municipales). El 49 % de los caminos totales son asfaltados, y de la red fundamental el 50 % está asfaltado. El resto es de tierra o ripio. La ubicación geográfica del país permite ser centro de corredores de integración como el Corredor Bioceánico Este-Oeste que vincula a Brasil (Cuiabá, Brasilia y Santos) con Chile (Arica e Iquique) y Perú (Ilo y Tacna). Por su parte, el sistema ferroviario tiene una longitud de más de 3700 km dividida en Red Oriental, que conecta Bolivia con Brasil y Argentina, y la Red Occidental, que integra al país con Perú, Argentina y Chile.

Transporte en Bolivia
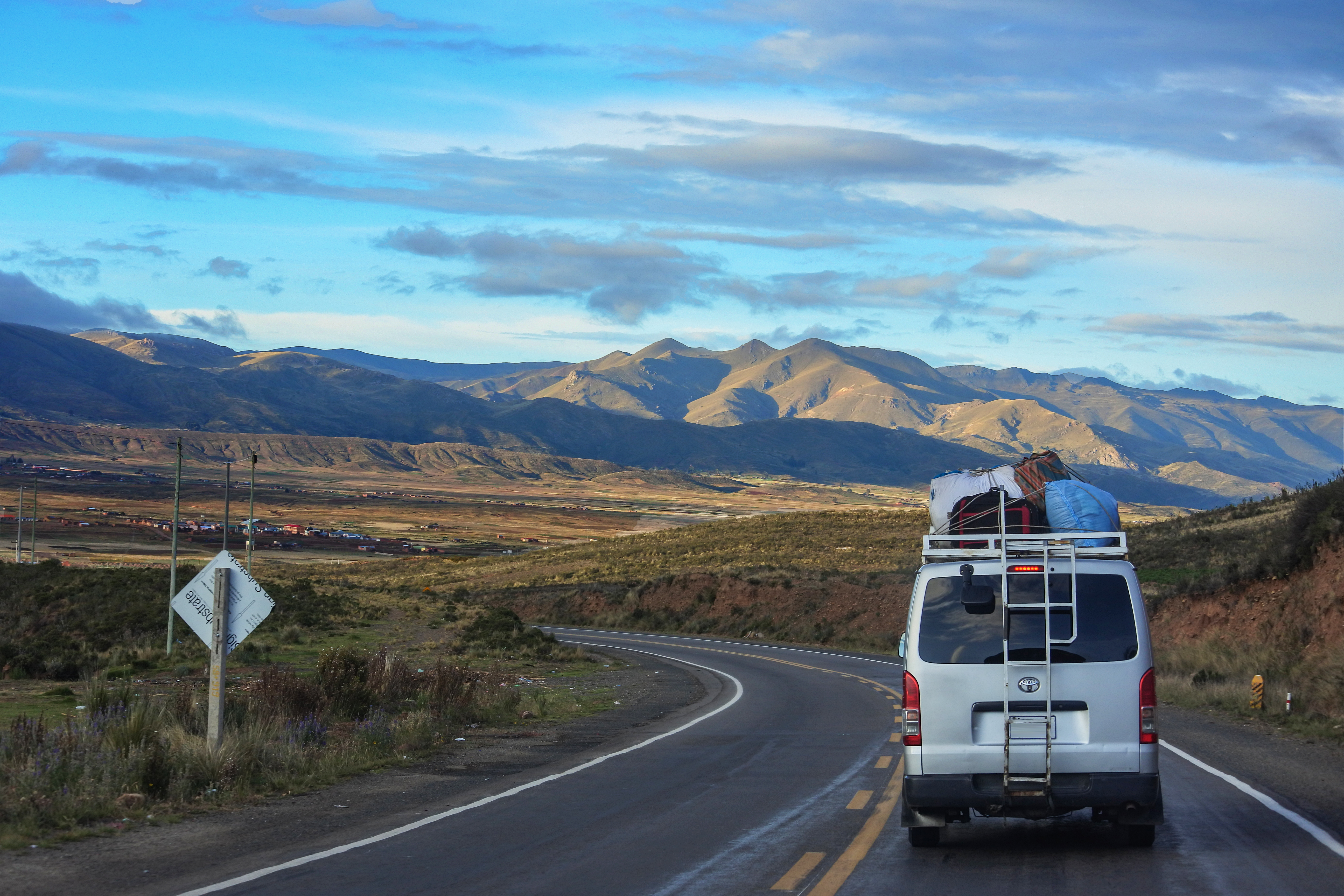
Ruta Nacional 1, cuya trayectoria atraviesa 5 departamentos.
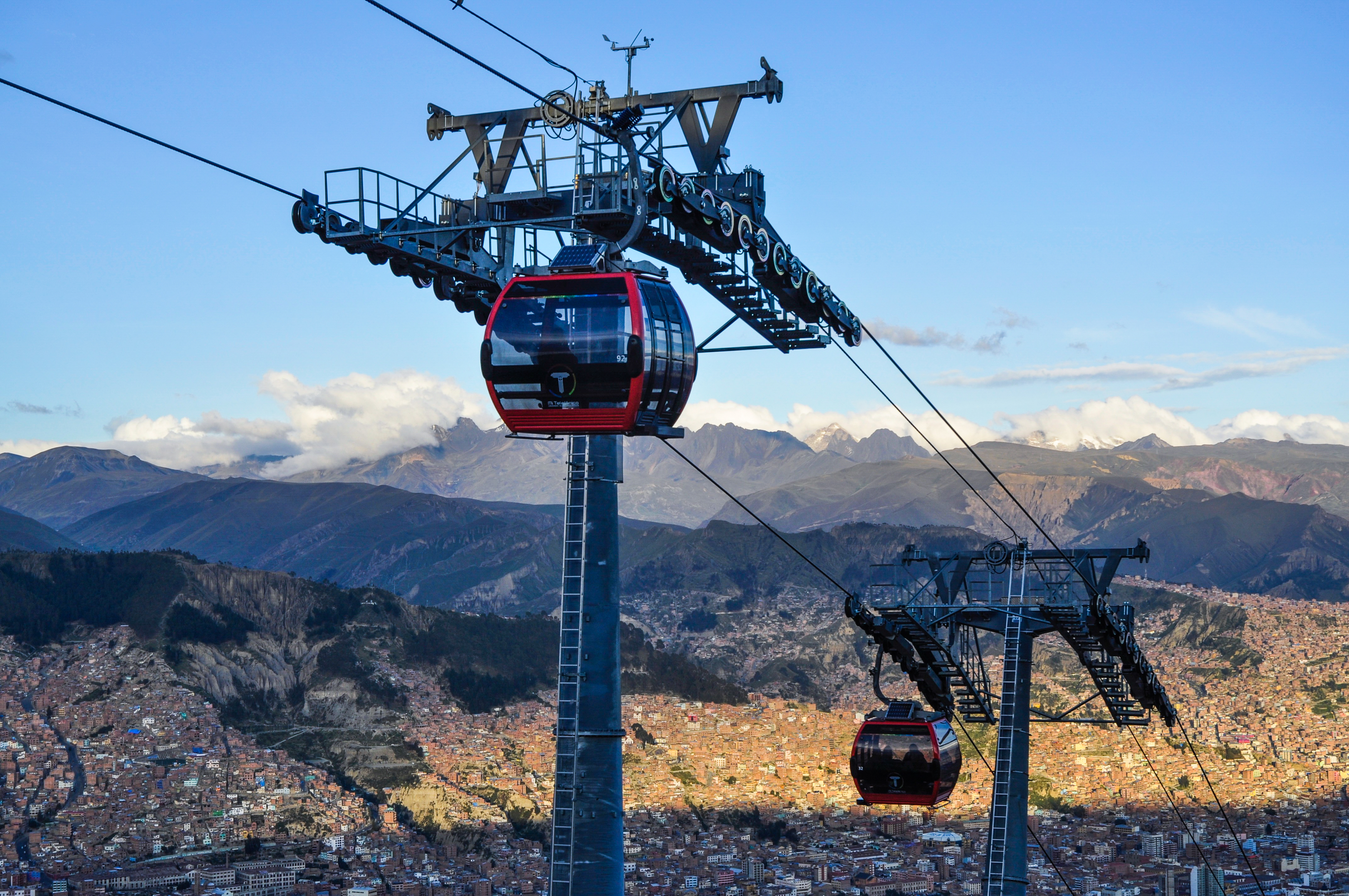
Red de teleféricos en La Paz, el sistema de transporte por cable más alto y extenso del mundo.
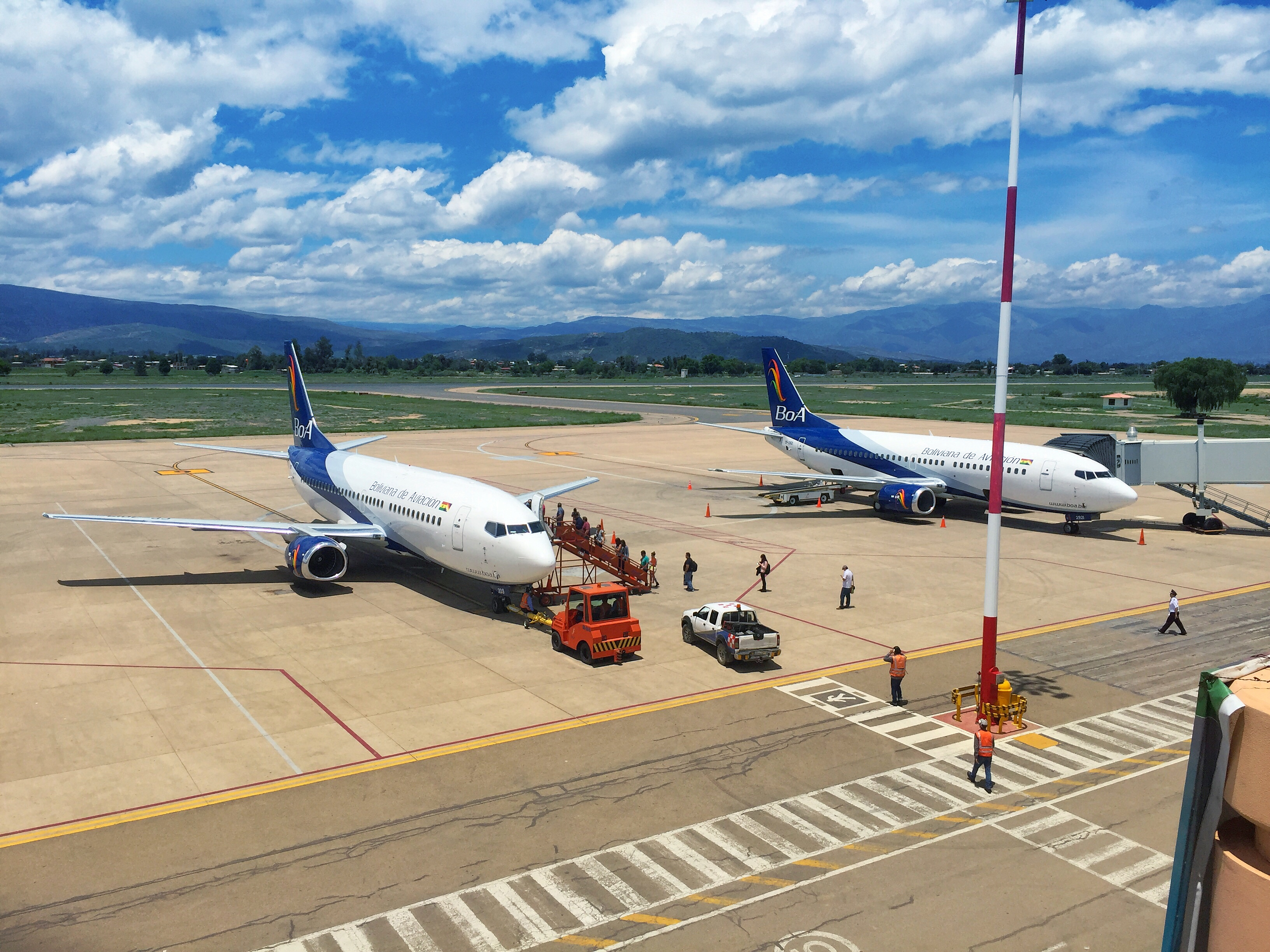
La estatal Boliviana de Aviación, la aerolínea más grande del país. En la imagen, dos aeronaves estacionadas en el Aeropuerto Internacional Jorge Wilstermann.
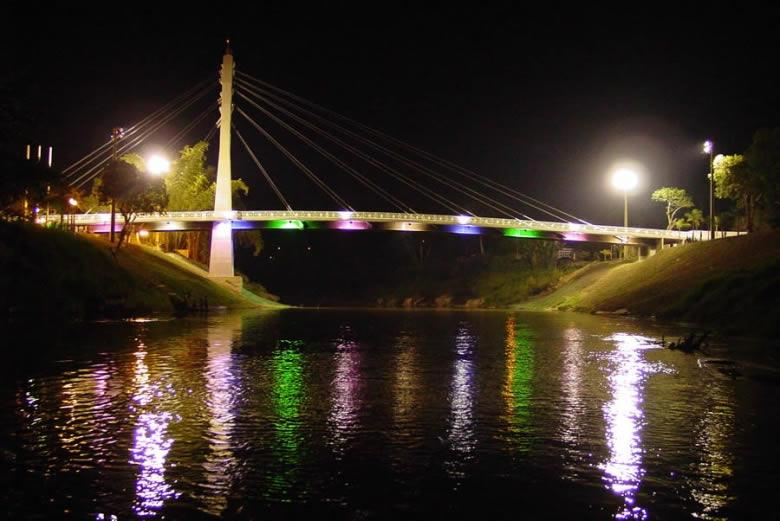
Puente internacional en la frontera con Brasil al norte de Bolivia.
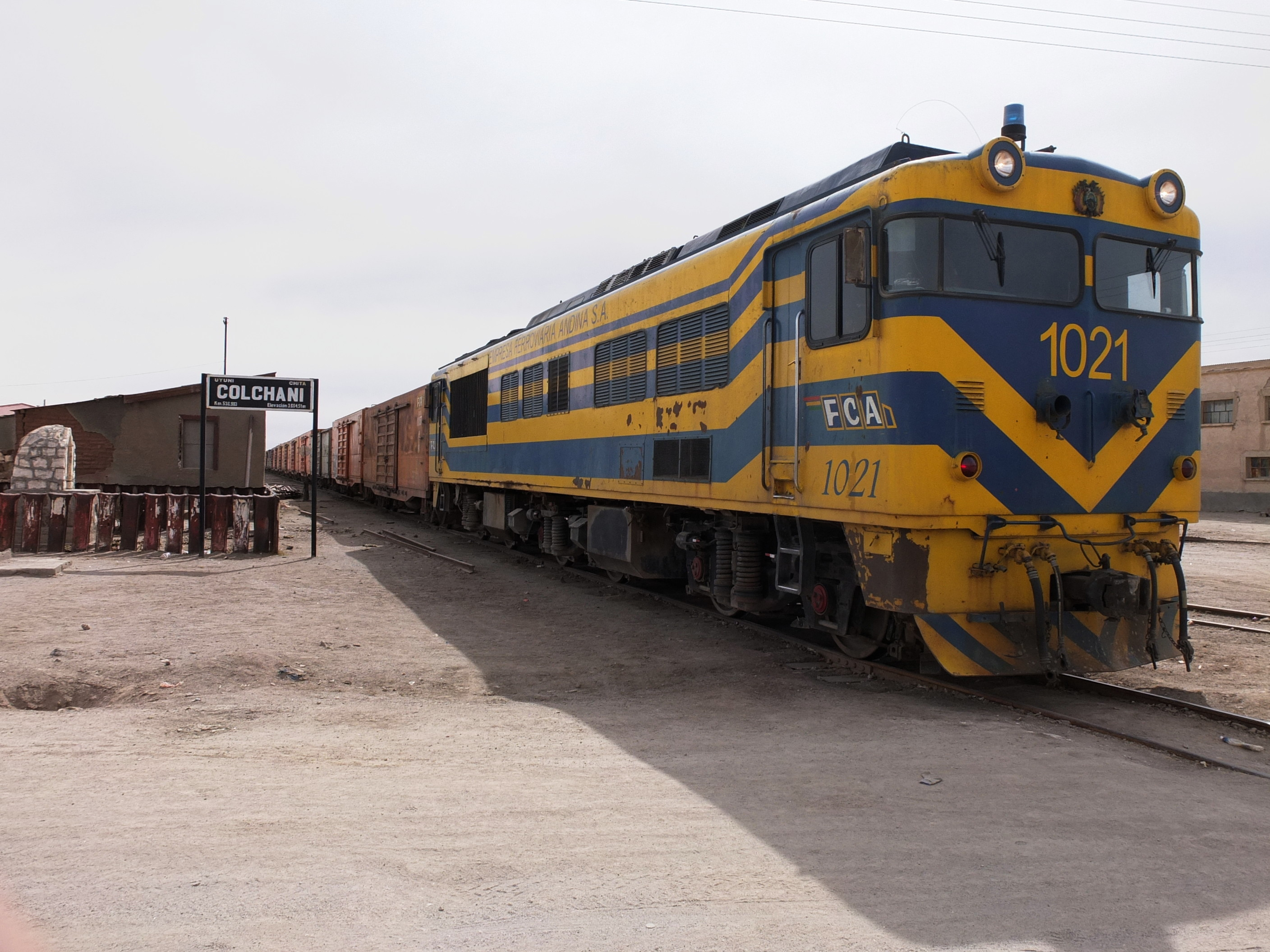
Tren de carga en Colchani.

### Telecomunicaciones
Bolivia cuenta con un sistema de telecomunicaciones que cubre la mayor parte del territorio. Existen más de 846 000 líneas de telefonía fija y más de 7 201 000 abonados a telefonía móvil. El número de usuarios de internet supera los 560 000. La penetración de Internet es una de las más bajas de la región, un 4,4 % para 2009.
En diciembre de 2013 fue puesto en órbita el primer satélite espacial de Bolivia, llamado TKSAT-1 "Túpac Katari" con órbita geoestacionaria en la posición 87.2° Oeste. Hasta la fecha transmite señales de TV y radio nacional así como internacional usando el sistema DTH e internet a todo el país, servirá también para otras formas de telecomunicación.

### Medios de comunicación
La televisión y la radio son los principales medios de comunicación del país. Existen cerca de 48 estaciones de televisión y 321 estaciones de radio a niveles nacional y regional. Las principales cadenas televisivas del país son Bolivia TV de carácter estatal, y las privadas Red Unitel, Red ATB, Red UNO, Red PAT, Bolivision, RTP (Bolivia), Gigavisión y Cadena A. Las principales radio difusoras son las privadas Fides, Panamericana, Radio FmBolivia, Erbol, WKM Radio, Activa, Loyola, La Red, Pio XII, Éxito y la estatal Patria Nueva.
La prensa escrita se concentra en periódicos regionales privados que en algunos casos son de circulación nacional. Los principales periódicos son El Diario (La Paz), El Deber (Santa Cruz), La Razón (La Paz), Página Siete (La Paz), Los Tiempos (Cochabamba), El Día (Santa Cruz), La Prensa (La Paz), El Potosí (Potosí), El Alteño (El Alto), Correo del Sur (Sucre), Sureño (Tupiza) y Cambio de carácter estatal.

## Festividades
| Fecha           | Fiesta                                      | Notas                                     |
| --------------- | ------------------------------------------- | ----------------------------------------- |
| 1 de enero      | Año Nuevo                                   | Se suspenden actividades                  |
| 22 de enero     | Día del Estado Plurinacional                | Se suspenden actividades                  |
| febrero/marzo   | Carnaval                                    | 2 días antes de Miércoles de Ceniza       |
| 19 de marzo     | Día del Padre                               | No se suspenden actividades               |
| 23 de marzo     | Día de la Reivindicación Marítima           | No se suspenden actividades               |
| 12 de abril     | Día del Niño                                | No se suspenden actividades               |
| Marzo-abril     | Viernes Santo                               | Fecha móvil con suspensión de actividades |
| 1 de mayo       | Día del Trabajo                             | Se suspenden actividades                  |
| 27 de mayo      | Día de la Madre                             | No se suspenden actividades               |
| mayo/junio      | Corpus Christi                              | Fecha móvil con suspensión de actividades |
| 21 de junio     | Año Nuevo Aimara                            | Se suspenden actividades                  |
| 6 de agosto     | Celebración por la Independencia de Bolivia | Aniversario Patrio                        |
| 17 de agosto    | Día de la Bandera                           | No se suspenden actividades               |
| 2 de noviembre  | Día de Todos los Santos                     | Se suspenden actividades                  |
| 25 de diciembre | Navidad                                     | Se suspenden actividades                  |

## Clasificaciones internacionales
| Índice de democracia                                                               | The Economist                 | 2020    | 167          | 94.º         | 19.º         |
| Índice de libertad de prensa                                                       | Reporteros Sin Fronteras      | 2021    | 180          | 110.º        | 15.º         |
| Paz y Estabilidad                                                                  | The Economist                 | 2009    | 144.º        | 81.º         | 11.º         |
| Economía                                                                           |                               |         |              |              |              |
| Libertad Económica Archivado el 24 de diciembre de 2018 en Wayback Machine.        | The Wall Street Journal       | 2014    | 165          | 156.º        | 26.º         |
| Competitividad Global                                                              | Foro Económico Mundial        | 2013-14 | 148.º        | 98.º         | 13.º         |
| Facilidad de hacer negocios                                                        | Banco Mundial                 | 2014    | 189          | 162.º        | Sin cambios  |
| Derechos de Propiedad                                                              | International Property Rights | 2009    | 115          | 100.º        | 16.º         |
| Competitividad Turística                                                           | Foro Económico Mundial        | 2009    | 133          | 114.º        | 18.º         |
| Entorno para las Microfinanzas                                                     | The Economist/BID             | 2010    | 54           | 3            | 2            |
| Globalización                                                                      | A.T. Kearney/Foreign Policy   | -       | -            | No participa | No participa |
| Sociedad                                                                           |                               |         |              |              |              |
| Desarrollo Humano                                                                  | PNUD                          | 2008    | 182          | 95.º         | 15.º         |
| Igualdad de Ingresos                                                               | PNUD                          | 2006    | 124          | 90.º         | 4.º          |
| Percepción de Corrupción Archivado el 29 de septiembre de 2014 en Wayback Machine. | Transparencia Internacional   | 2014    | 174          | 103.º        | 11.º         |
| Igualdad de Género                                                                 | Foro Económico Mundial        | 2007    | 128          | 80.º         | 15.º         |
| Esperanza de Vida                                                                  | ONU                           | 2011    | 192          | 132.º        | Sin cambios  |
| Calidad de Vida                                                                    | The Economist                 | 2005    | 111          | 82.º         | 16.º         |
| Educación para Todos                                                               | UNESCO                        | 2010    | 128          | 120          | 11           |
| Estado de las Madres del Mundo                                                     | Save the Children             | 2009    | 75 (TIER II) | 44.º         | 17.º         |
| Felicidad Global                                                                   | New Economics Foundation      | 2012    | 151          | 44.º         | Sin cambios  |
| Tecnología y Medio Ambiente                                                        |                               |         |              |              |              |
| Desarrollo Tecnológico                                                             | Foro Económico Mundial        | 2007-08 | 127          | 111°         | 17°          |
| Desempeño Ambiental                                                                | Universidad de Yale           | 2010    | 163          | 137.º        | 19.º         |